# Église Saint-Pierre-Saint-Paul de Gonesse
Pour les articles homonymes, voir Église Saint-Pierre-et-Saint-Paul.
L'église Saint-Pierre-Saint-Paul est une église catholique paroissiale située à Gonesse, en France. C'est la plus grande église du pays de France. Elle a été construite entre 1180 et 1305 environ sous trois principales campagnes de travaux, en réutilisant la base et le premier étage d'un clocher roman du second quart du XIIe siècle. Le plan prévoit une nef de huit travées accompagnée de deux bas-côtés ; un chœur composée d'une travée droite et d'une abside en hémicycle ; et un déambulatoire sans chapelles rayonnantes, ce qui est assez rare. L'architecture gothique est très soignée, et les chapiteaux sont d'une grande qualité. Le vaisseau central comporte un triforium ou des galeries ouvertes sur combles sur toute sa longueur. La nef, qui date pour l'essentiel de la période comprise entre 1245 et 1305 environ, répond au parti fixé par l'architecte qui lança la construction du bas-côté nord au début du XIIIe siècle, et sa conception est propre à la première période gothique. Le triforium est néanmoins de style gothique rayonnant, et semble calqué sur la basilique Saint-Denis. L'étage des fenêtres hautes et les voûtes n'ont jamais été exécutés. Les parties orientales, construites en premier lieu entre 1180 et 1200 environ, sont d'une grande cohérence stylistique, et particulièrement harmonieuses grâce à ce court délai de construction. Les gracieuses colonnettes monolithiques apportent une note de raffinement, et les voûtes avec toutes leurs composantes sont très élégantes, mais l'absence de décoration autour des fenêtres témoigne aussi d'un souci de sobriété. Le rond-point de l'abside paraît comme une reproduction à échelle réduite de son homologue de la cathédrale Notre-Dame de Paris. L'église Saint-Pierre-Saint-Paul a été classée monument historique assez tôt par liste de 1862, et bénéficié de plusieurs campagnes de construction à la fin du XIXe siècle et au second quart du XXe siècle notamment. Plus récemment, entre l'été 2012 et fin 2015, l'ensemble de l'église a été fouillé, et le chauffage par le sol et de nouvelles installations électriques ont été mis en place. L'église Saint-Pierre-Saint-Paul est le lieu de culte de l'une des deux paroisses de Gonesse, et des messes y sont célébrées quotidiennement.

## Localisation

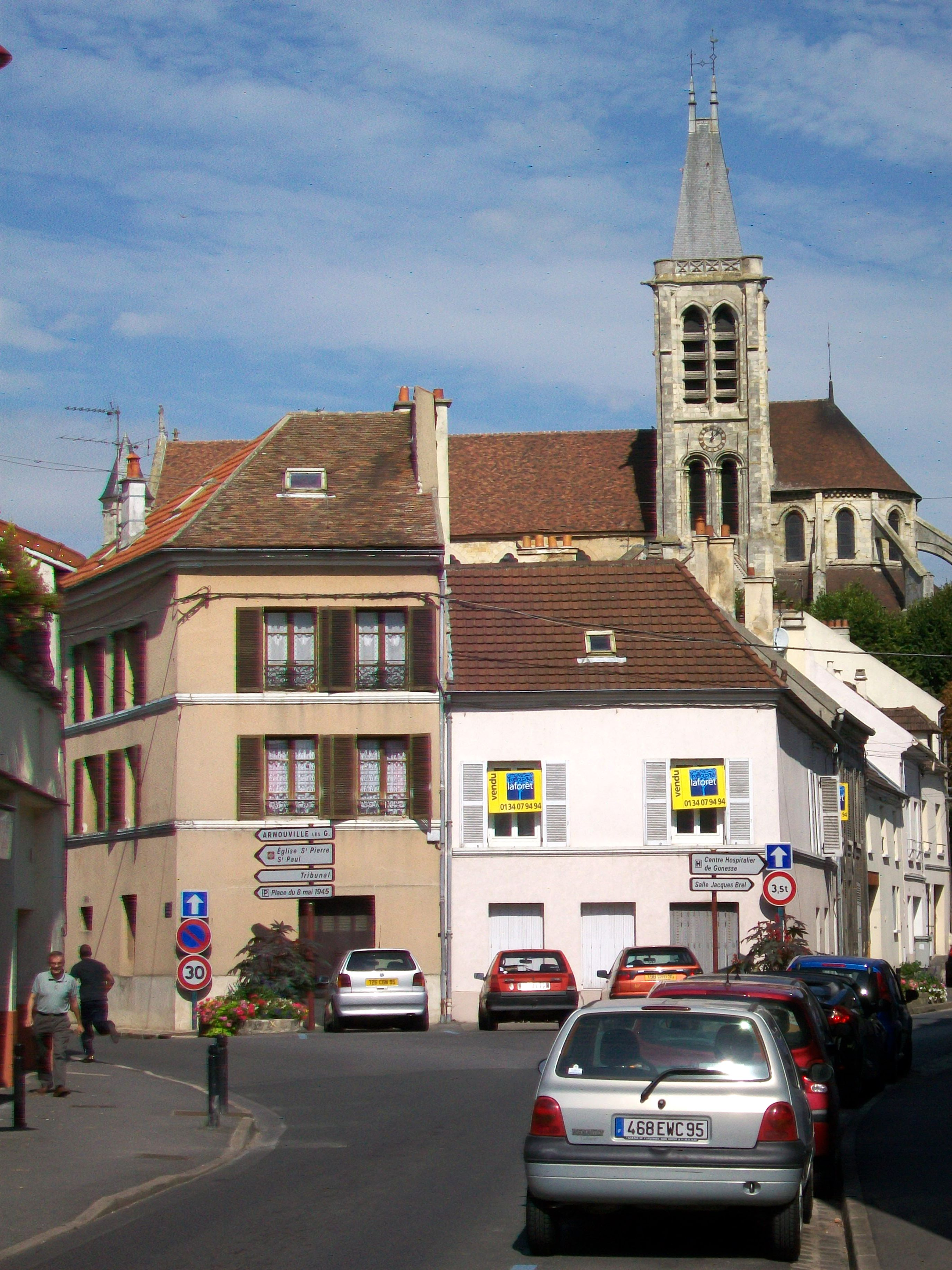
Approche par le sud.

L'église est située en France, en région Île-de-France et dans le département du Val-d'Oise, en pays de France, sur la commune de Gonesse, rue du général Leclerc, à la limite nord-est du centre-ville ancien. Elle est bâtie sur une légère proéminence du terrain, qui la fait dominer les parties basses de la ville, au sud. La façade occidentale, qui donne vers la rue, est précédée d'un vaste parvis. L'élévation méridionale est partiellement visible de loin. Avec sa silhouette imposante, elle forge le caractère du bourg. Cependant, la perspective est bloquée en partie par les bâtiments du tribunal d'instance, et les parties basses sont dissimulées par des arbres. Le chevet est un peu mieux dégagé. Il donne sur la rue de l'hôtel-Dieu Pierre-de-Thillay. De l'autre côté de cette rue, l'on trouve les ruines de cet ancien hôtel-Dieu, prédécesseur de l'hôpital de Gonesse, fondé en 1208 par Pierre de Thillay. Les vestiges ont été inscrits aux monuments historiques par arrêté du 23 juillet 1937. Des chemins de promenade réservés aux piétons relient la rue de l'hôtel-Dieu au parvis, et permettent d'apprécier de près l'architecture de l'église.

## Histoire

### L'histoire de la paroisse

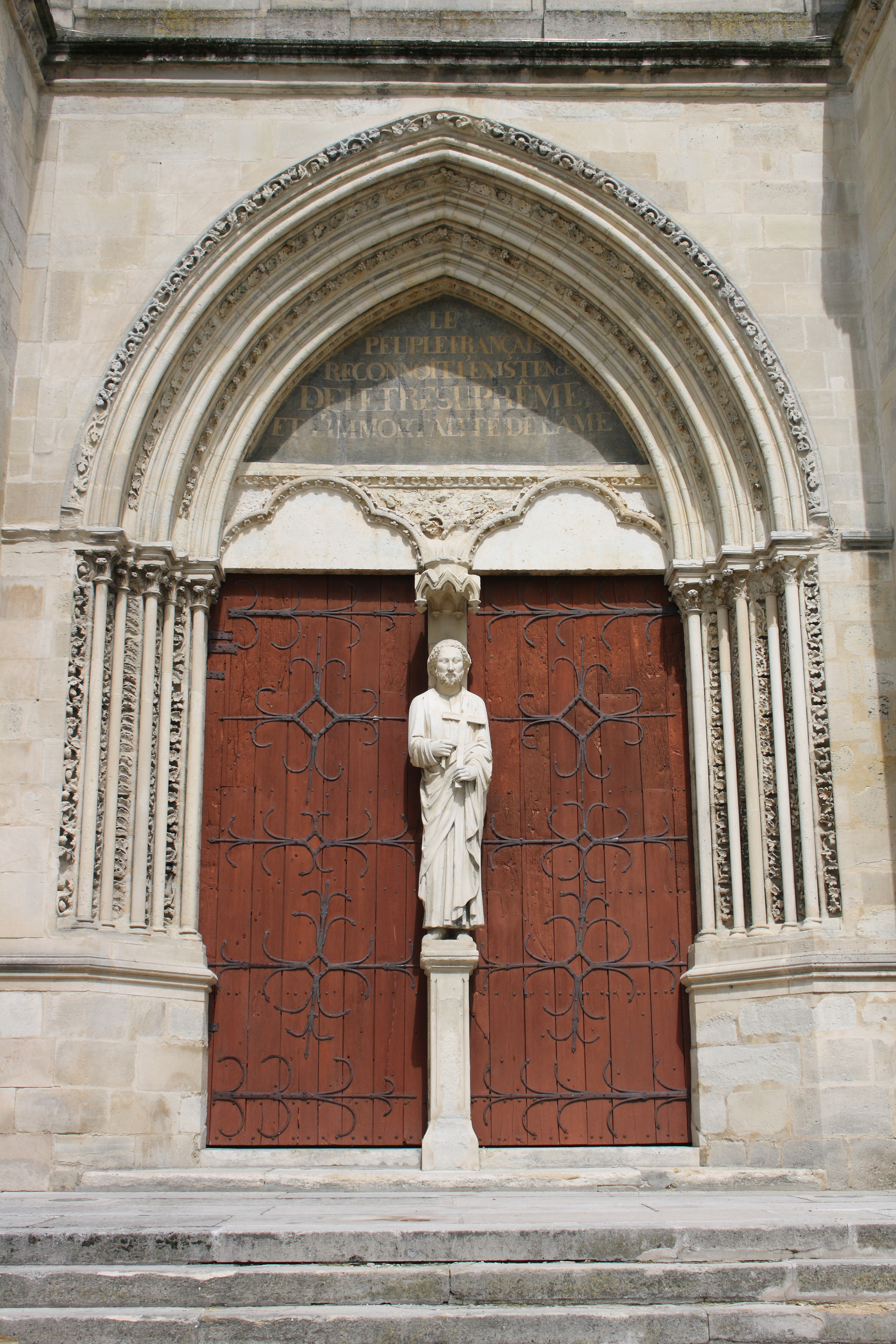
Portail occidental.

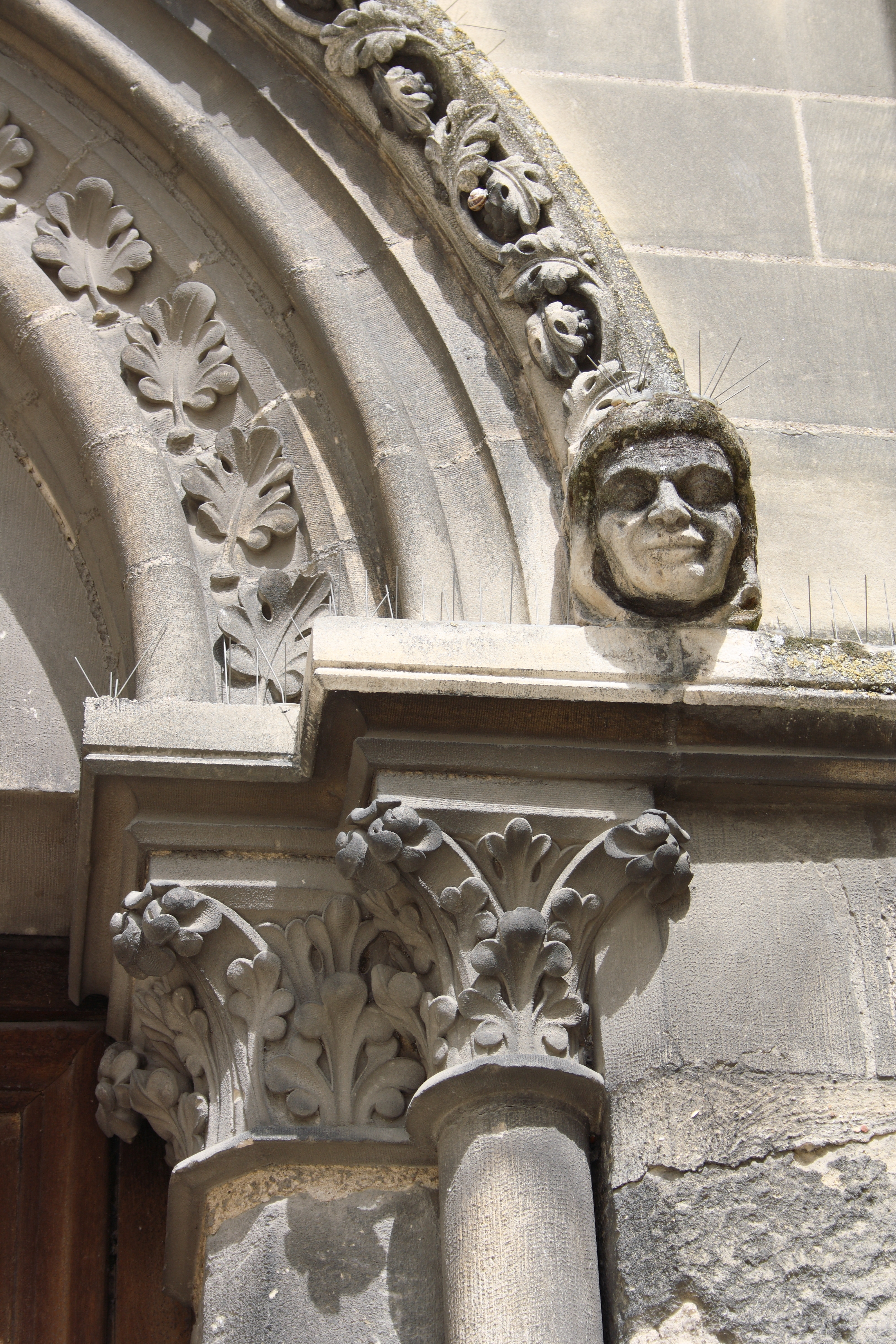
Portail occidental, détail.

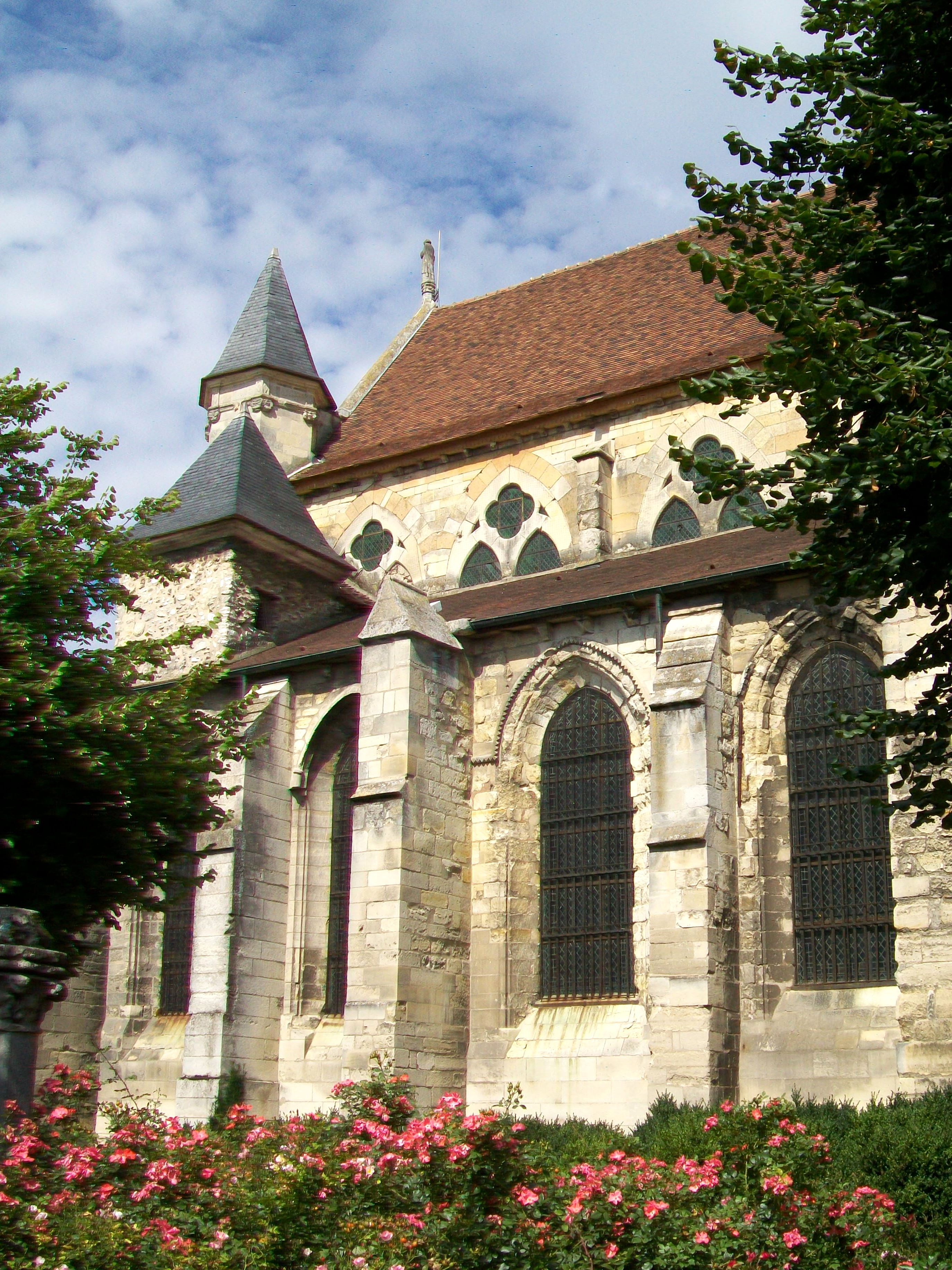
1re-4e travée, élévation sud ; à gauche, les deux fenêtres conservant leur cordon de têtes de clous.

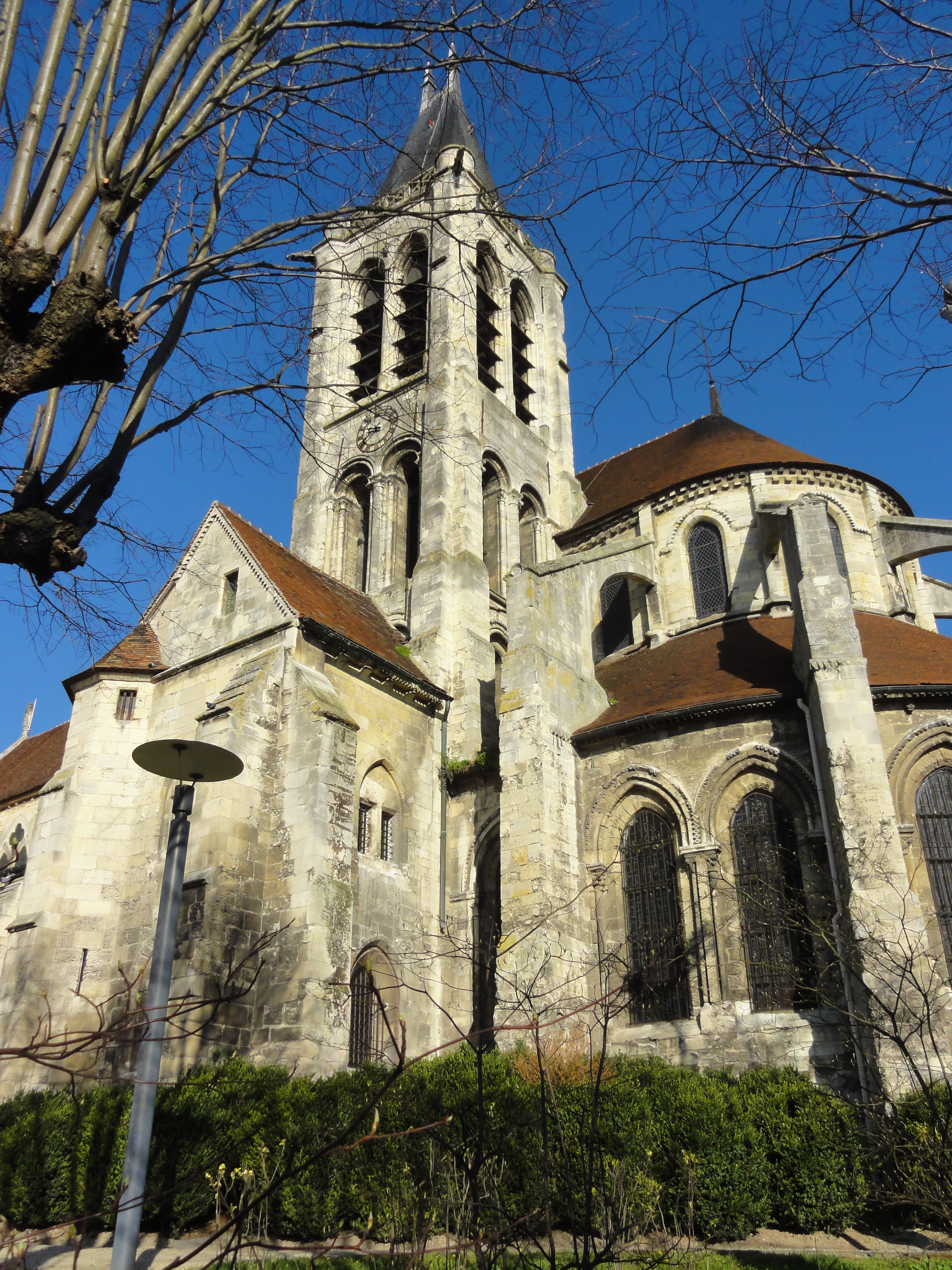
Vue depuis le sud-est.

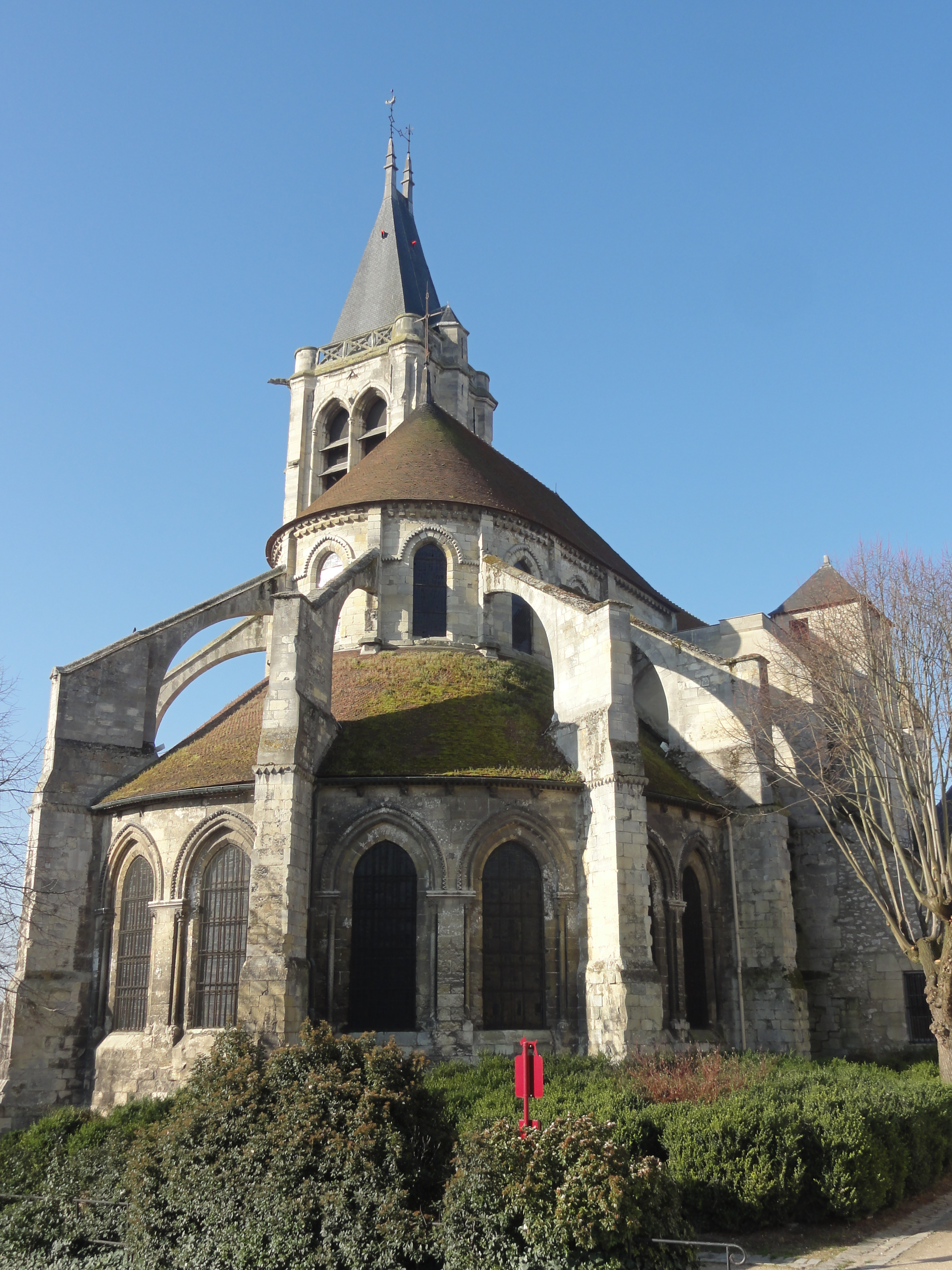
Vue depuis le nord-est.

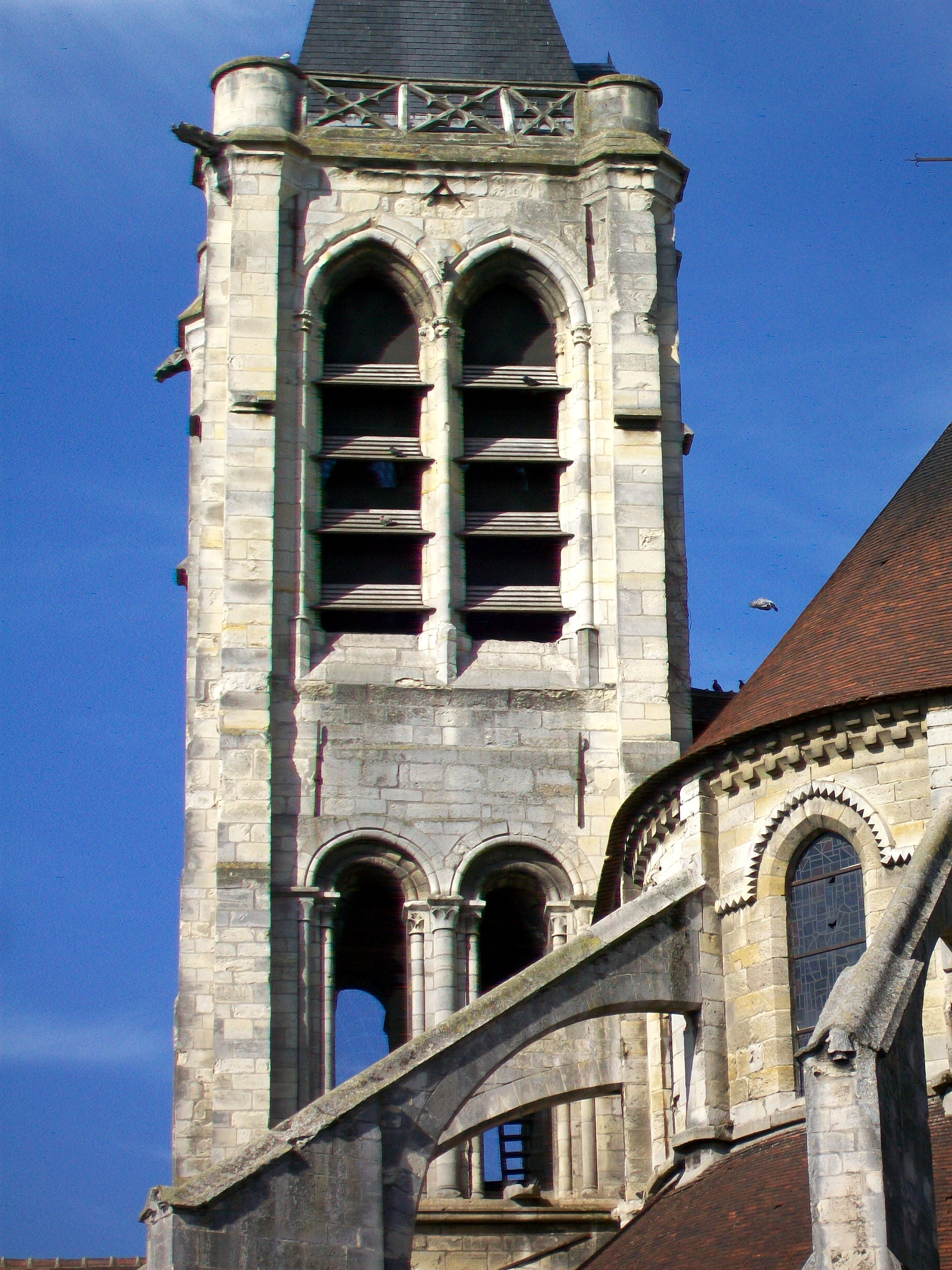
Clocher, côté est.

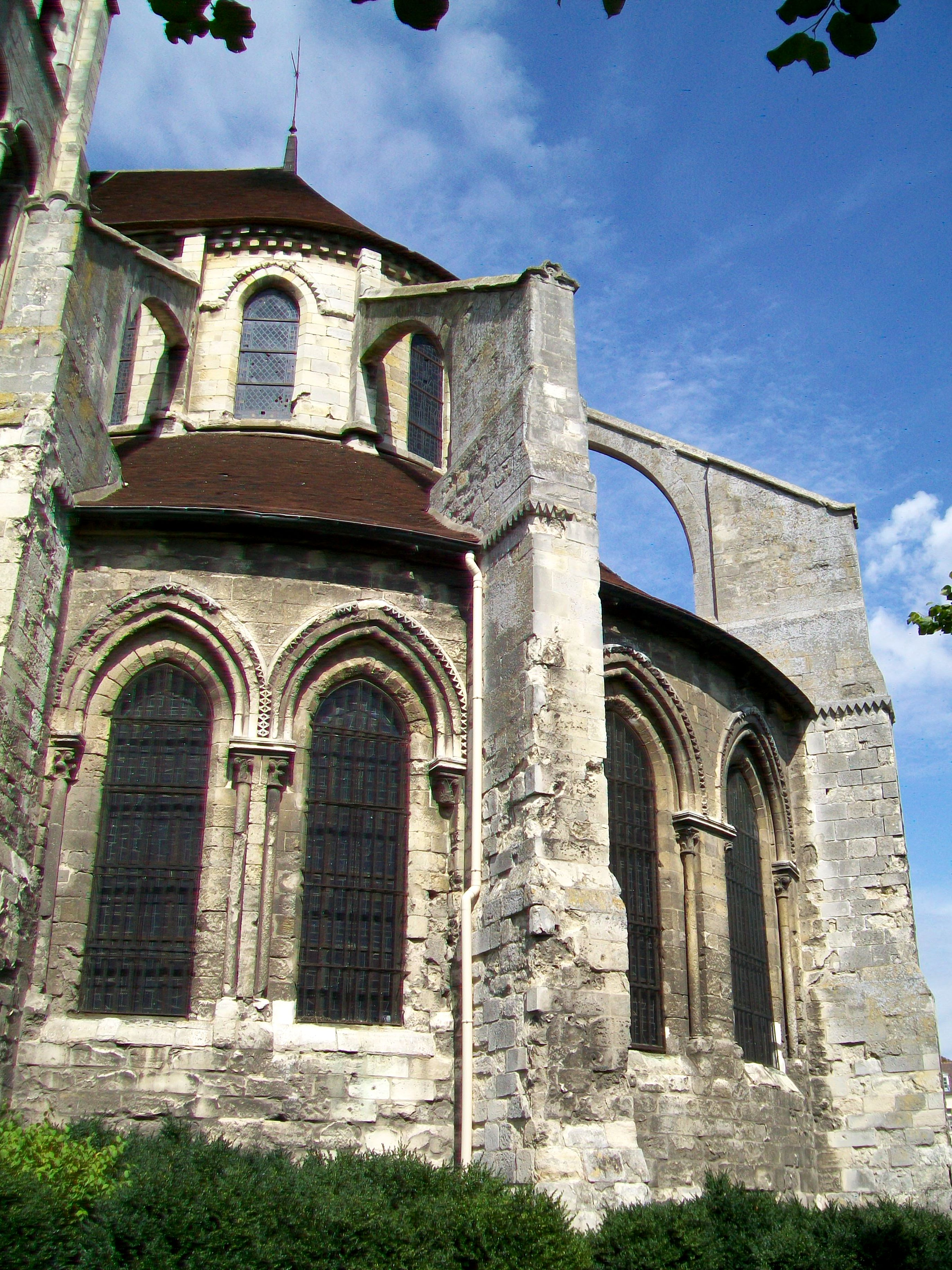
Chœur, côté sud.

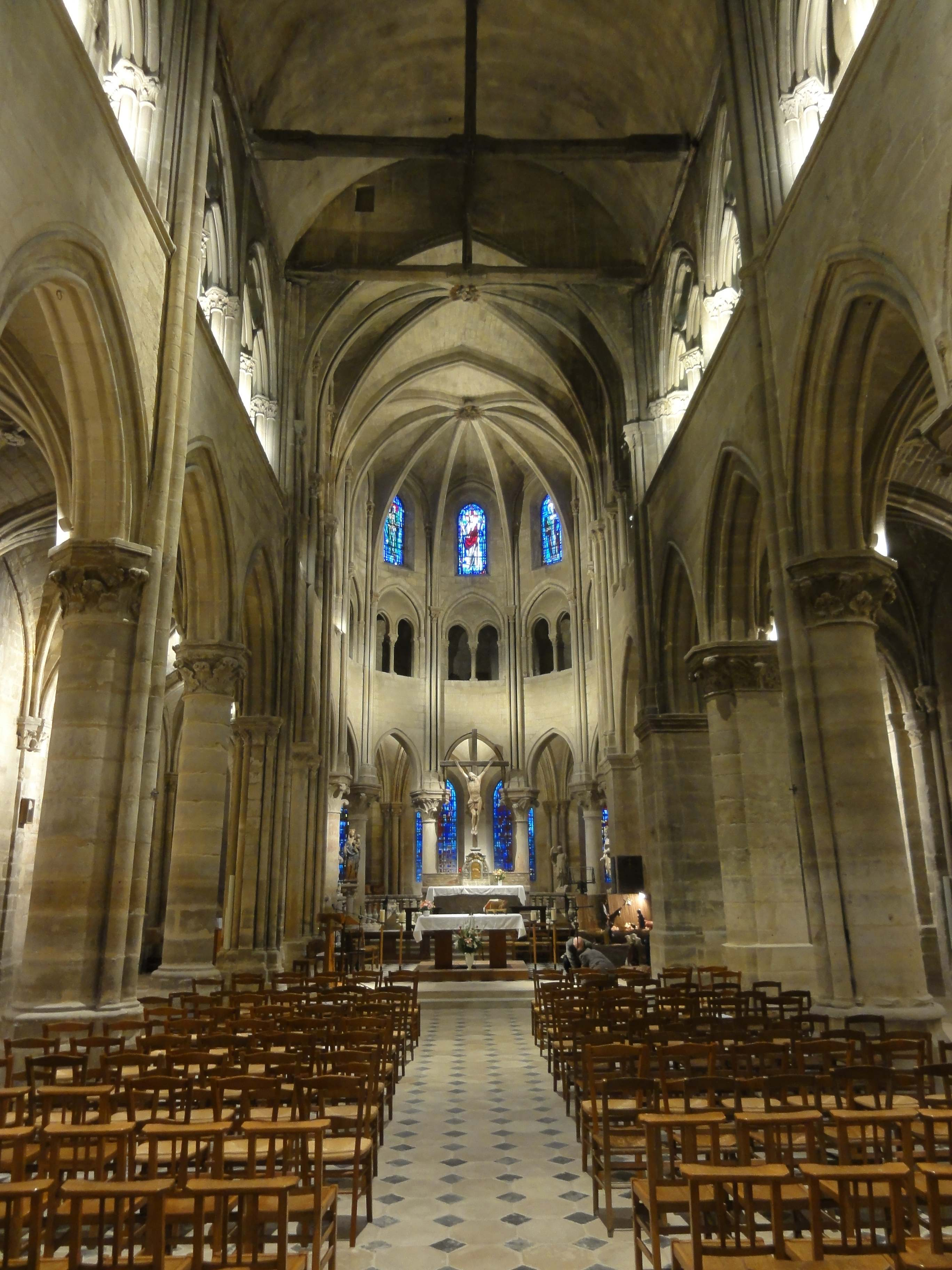
Nef, vue vers l'est.

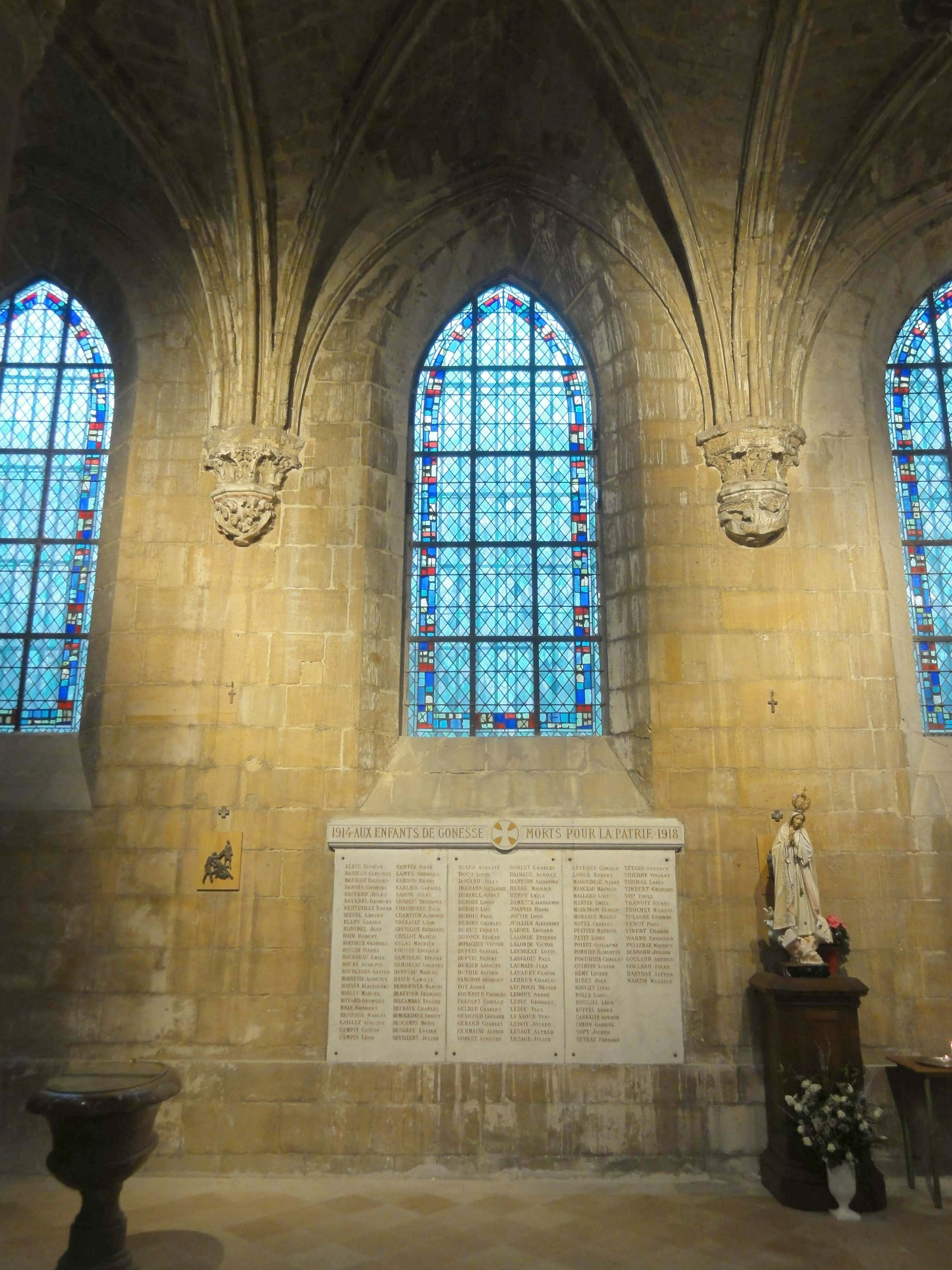
Bas-côté nord, 2e travée.

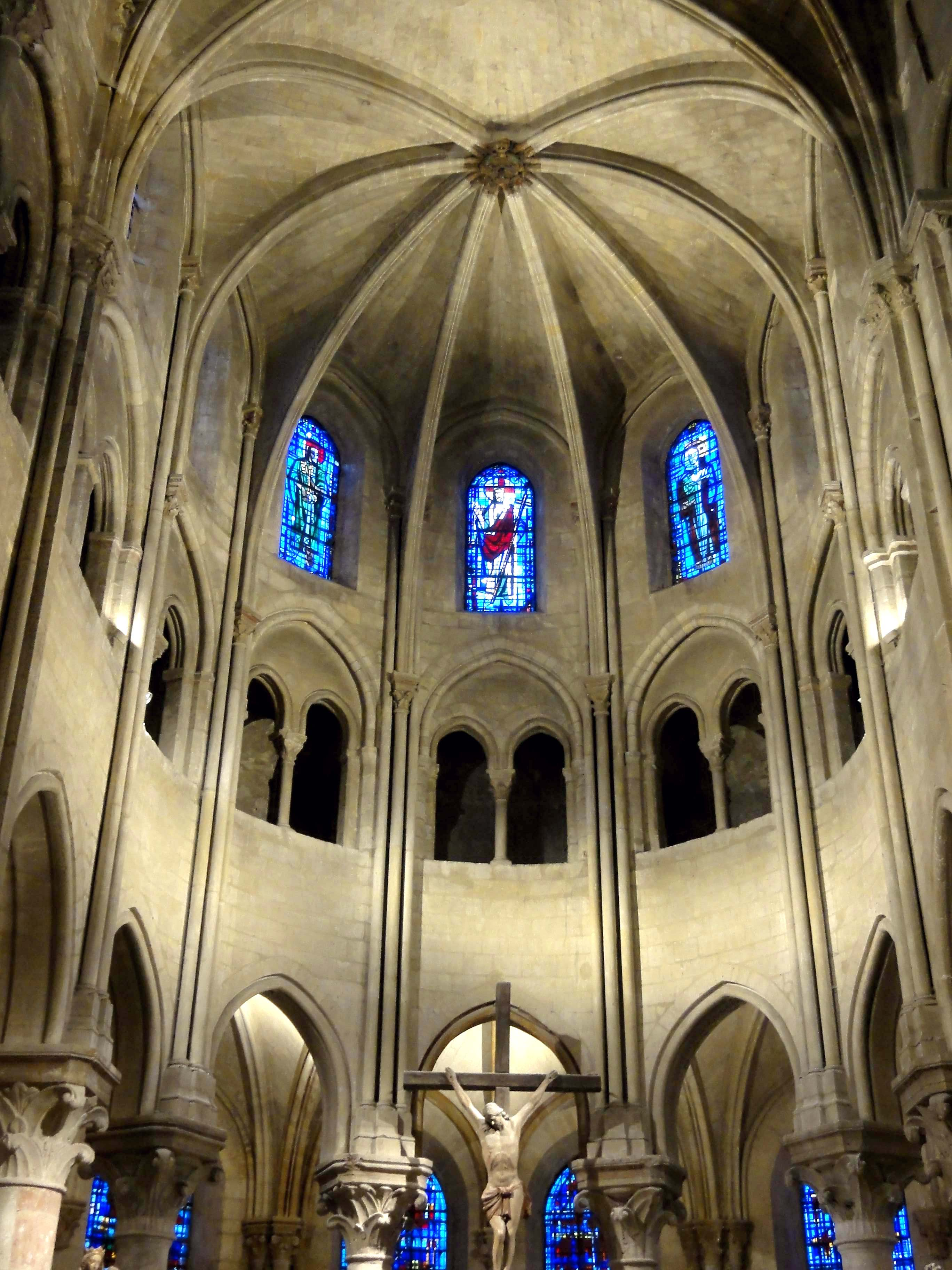
Chœur, parties hautes.

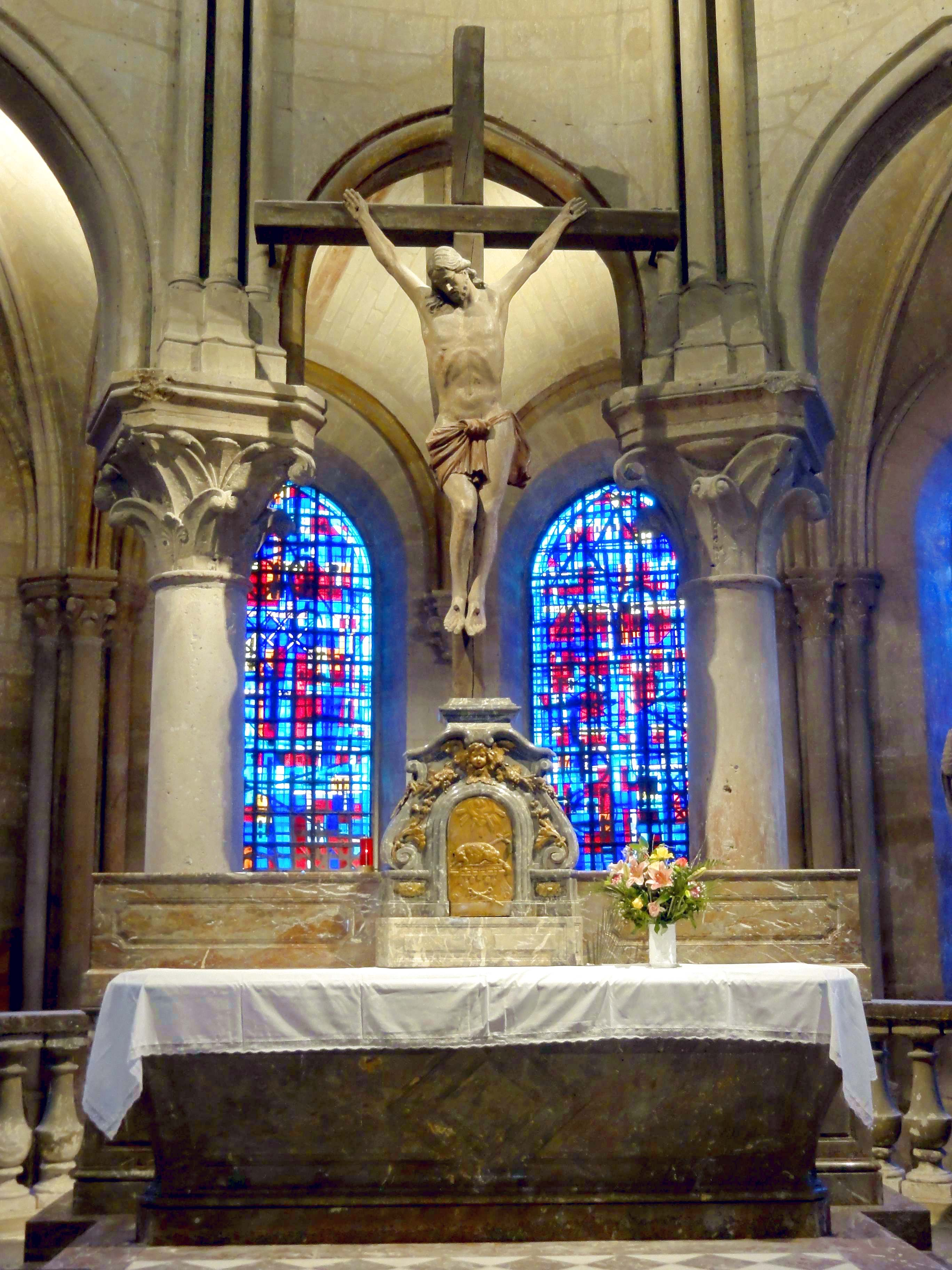
Maître-autel et Christ en croix.

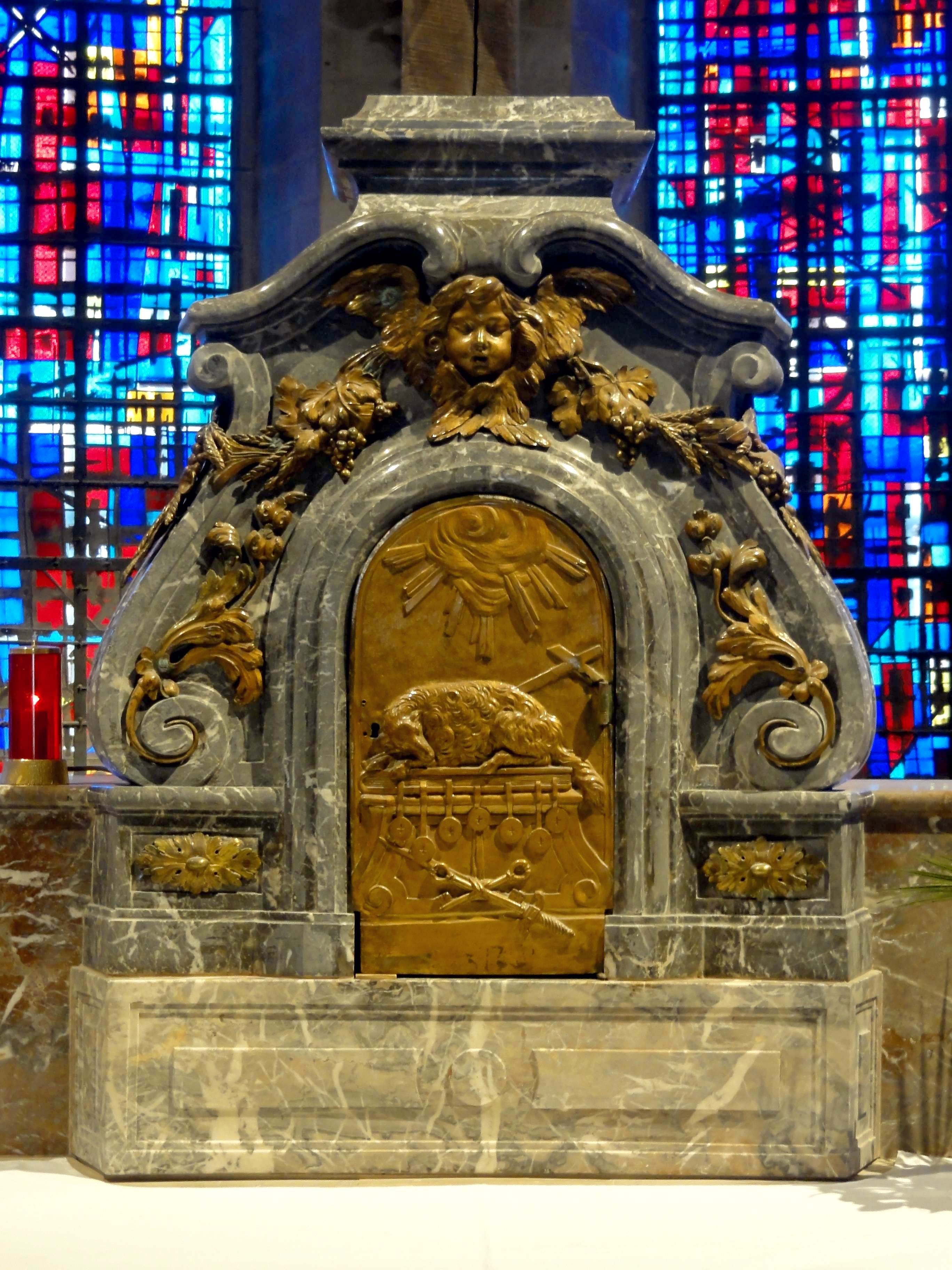
Tabernacle.

Gonesse est mentionné pour la première fois dans la charte du partage des biens de l'abbaye de Saint-Denis, sous l'abbé Hilduin, en 832. L'église Saint-Pierre est la plus ancienne parmi les deux églises paroissiales de la ville. Sa date de fondation n'est pas connue. En 1110, Galon, évêque de Paris, confirme au prieuré de Deuil-la-Barre la donation d'une partie des dîmes de Gonesse par  Hervé de Montmorency, que ce dernier tenait du fief de l'évêque. Dans la même charte, il confirme au même prieuré la cession du droit de nommer à la cure par Burchard de Montmorency, fils du premier. Le prieuré de Deuil, qui relève de l'abbaye Saint-Florent de Saumur en Anjou, est donc le collateur de la cure de Saint-Pierre. Au début du XIIIe siècle, Odon de Sully, évêque de Paris, confirme au prieuré de Deuil le droit curial de la chapelle de Vaud'herland, à condition que le prêtre de Gonesse en soit le curé et en reçoive les droits. L'abbé Lebeuf souligne qu'il est parlé au singulier du prêtre de Gonesse. Une charte de Guillaume du Perche, évêque de Châlons, parle d'un legs fait à la cathédrale Notre-Dame de Paris de trois parties des autels de Gonesse, et sous-entend ainsi qu'il y a plusieurs églises. Cependant, dans un procès jugé en 1397, il n'est parlé que d'un prêtre desservant Gonesse, nommé Jean Le Clerc.
L'autre église paroissiale du bourg relève également du prieuré de Deuil. Elle est dédiée à saint Nicolas, et dite aussi de Gallande (selon l'un des principaux fiefs de Gonesse). Vers la fin du XVe siècle, Guillaume de Cambray, prieur de Deuil en 1486, nomme un même curé pour les deux paroisses, sous prétexte que leur union aurait été décidée par le pape. L'église Saint-Nicolas est loin d'avoir l'éclat de l'église Saint-Pierre, mais son intérieur est d'un aspect propre et agréable quand l'abbé Lebeuf la voit vers le milieu du XVIIIe siècle. Il estime que l'édifice date du premier tiers du XVIe siècle environ. Il serait donc de style flamboyant tardif, comme Le Mesnil-Amelot. Une inscription en caractères gothiques sur un pilier du nord renseigne que la consécration de l'église et des cinq autels été faite en 1532, le dimanche après la translation des reliques de saint Nicolas, par Guillaume II Le Duc, abbé de  Sainte-Geneviève et évêque in partibus de Belline (de), commis par François Poncher, évêque de Paris. Plus anciennes sont les premières travées du bas-côté sud, qui affichent apparemment le style rayonnant tardif de la fin du XIIIe ou du début du XIVe siècle. Les deux dernières travées du bas-côté sud, prolongées par la sacristie, sont rajoutées en  1609. Le clocher, situé au-dessus du portail septentrional, est bâti en 1732 seulement. Ces travaux, qui sont encore de date récente au moment de la Révolution, n'ont pas empêche la démolition totale de l'église en 1793. - Au XIIIe siècle, Gonesse est l'un des doyennés du diocèse de Paris, archidiaconé de Paris. Plus tard, le doyenné de Gonesse est dissout, et rattaché à celui de Montmorency.
En 1785, l'église Saint-Pierre-Saint-Paul acquiert une certaine notoriété dans la région à la suite d'un miracle ayant lieu sur le parvis de l'église, devant la statue de saint Pierre ornant le portail principal. Le jeune Nicolas Baffart, âgé de seize ans et paralysé depuis trois ans, peut subitement remarcher. Deux médecins attestent cette guérison inexpliquée. Un véritable culte populaire se développe, avec un afflux de handicapés, dont un certain nombre se défait de ses béquilles qui sont accrochées au-dessus de la statue. Du fait des troubles de la Révolution française, l'attestation par l'archevêque n'aboutit pas. Le culte continue encore un certain temps après la Révolution, parfois sans présence de prêtre, avant qu'il ne soit définitivement interdit. Le vocable de Saint-Paul comme deuxième patron est ajouté tardivement, sans doute après la Révolution, car il n'est pas encore mentionné par l'abbé Lebeuf, vers le milieu du XVIIIe siècle. Les hiérarchies ecclésiastiques traditionnelles sont bouleversées par la Révolution, et l'ensemble des paroisses du département de Seine-et-Oise est regroupée dans le nouveau diocèse de Versailles. Selon Dominique Foussard, « au début des années 1960, il fut un moment envisagé de constituer un département centré sur le pôle de l'aéroport de Roissy-Charles-de-Gaulle. S'il avait été créé, l'église de Gonesse aurait pu être érigée en cathédrale du nouveau diocèse qui y aurait correspondu ». En définitif, la création du département du Val-d'Oise apporte l'érection du nouveau diocèse de Pontoise en 1966, et Gonesse en fait désormais partie. Depuis 1965, la ville compte de nouveau une deuxième paroisse, qui concerne le grand ensemble de La Fauconnière, dont les immeubles sortent de terre au cours des années 1960. La nouvelle église est dédiée à Saint-François-d'Assise, et est une œuvre de l'architecte Olivier Caplain.

### Les campagnes de construction de l'édifice
Les archives ne conservent plus aucun document relatif à la construction de l'église. Ce n'est pas le premier édifice religieux au même endroit. L'on sait depuis longtemps que la base romane du clocher remonte au milieu du XIIe siècle. Dominique Foussard situe la reconstruction gothique du chœur entre 1180 et 1200. Le baron Ferdinand de Guilhermy formule l'hypothèse que le roi Louis VII aurait pu favoriser ce chantier par un don afin de rendre grâce pour la naissance sur le tard, longtemps attendue, de son fils unique et successeur, Philippe II Auguste, en 1165. En s'appuyant sur les travaux des historiens, Marcel Aubert ne croit pas que Philippe Auguste soit né à Gonesse, mais il y est néanmoins venu tout enfant, et séjourne fréquemment en ce bourg du domaine royal. Une charte de l'hôtel-Dieu le qualifie même de Philippe de Gonesse, et atteste ainsi de l'intérêt particulier que le souverain porte à la bourgade. Philippe Auguste, plutôt que son père, serait donc lié, d'une manière ou d'une autre, à la reconstruction de l'église Saint-Pierre, que ce soit en mettant à disposition du maître d'ouvrage un architecte royal. Cet avis est partagé par Dominique Foussard.Le plan de l'église, sans transept et avec déambulatoire sans chapelles rayonnantes, est partagé avec les cathédrales de Laon et de Paris dans leur premier état, et par la collégiale de Mantes. Selon Dominique Foussard, le rond-point de l'abside fait explicitement référence à Notre-Dame de Paris et  Saint-Germain-des-Prés.
La nef et ses bas-côtés ont été étudiés, de manière détaillée, par Daniel Bontemps en 1981, dans le but précis de pouvoir dater ses différents composants en établissant des analogies avec des édifices gothiques voisins plus connues et mieux étudiées, et donc déjà datés avec une certaine fiabilité. Bontemps ne se fait pas guider par les travaux antérieurs sur l'église Saint-Pierre, qui sont assez minces, et prend soin d'identifier tous les éléments refaits lors des restaurations pour exclure que ceux-ci ne servent pas de base à sa datation. Abstraction faite de la huitième travée du bas-côté nord, qui appartient à la campagne de construction du chœur, l'on peut distinguer deux campagnes de construction séparées par une interruption du chantier de plus de trois décennies, ainsi que deux phases au sein de la première campagne, et cinq au sein de la seconde. La première campagne porte uniquement sur le mur goutterau du bas-côté nord, et la partie correspondante de la façade, avec les supports engagés. La première phase voit s'élever la septième à la quatrième travée, et la deuxième phase les trois premières travées. Elle s'arrête après les chapiteaux du portail occidental du bas-côté, dont le tympan et les parties hautes sont postérieures. Les fenêtres étant des lancettes simples sans particularités, la datation doit se fonder sur les supports. Les chapiteaux évoquent le collatéral nord du chœur  de Brie-Comte-Robert et les parties hautes de la nef  de Champeaux, et l'on peut ainsi conclure à un lancement du chantier vers 1200. C'est certainement la survenue d'un événement non prévu qui fait que les fonds viennent déjà manquer quelques années plus tard. En novembre 1208, Pierre du Thillay fonde l'hôtel-Dieu de Gonesse, qui s'implante devant le chevet de l'église. Daniel Bontemps suppose que tous les dons sont désormais monopolisés par l'hôtel-Dieu. En plus, les religieux de cet établissement célèbrent apparemment des sacrements, notamment des obsèques, car dans sa charte de fondation, Pierre du Thillay prévoit des compensations pour le curé, et en janvier 1211, Pierre de Nemours, évêque de Paris, émet une charte pour abriter un différend entre le curé et l'hôtel-Dieu. Dans cette charte, l'évêque précise que seul le curé est habilité pour confesser, marier et enterrer, et oblige chaque patient qui veut effectuer un don à l'hôtel-Dieu, de donner la même somme à l'église Saint-Pierre. Elle avait donc été lésée d'une partie de ces revenus. Malheureusement pour elle, l'avis de l'évêque ne semble pas suffire pour retourner la situation en sa faveur,.
La deuxième campagne de travaux démarre par le mur gouttereau et des supports des trois dernières travées du bas-côté sud, qui font suite à la base du clocher. C'est la troisième phase, qui est donc de faible envergure. La quatrième phase enchaîne sur cette dernière, et s'intéresse également aux contreforts occidentaux de la nef et le piédroit nord du portail central, mais omet la façade occidentale du bas-côté sud, et les supports à son revers. En revanche, le portail occidental du bas-côté nord est terminé, et l'intégralité du bas-côté nord est enfin voûté. La cinquième phase porte sur le piédroit sud et tout le reste du portail central ; le mur occidental du bas-côté sud avec son portail, et le quatrième pilier isolé des grandes arcades au sud, qui n'avait apparemment pas été achevé sous la troisième phase. Elle s'intéresse ensuite au voûtement de l'intégralité du bas-côté sud. Le premier niveau d'élévation est ainsi terminé. Par conséquent, les deux phases suivantes se concentrent sur l'étage du triforium. Daniel Bontemps insiste toutefois sur le point que les grandes arcades et le triforium ont été conçus comme un tout indivisible, et qu'en se fiant uniquement aux caractéristiques des grandes arcades, l'on risquerait de conclure à une date trop précoce. Sous la sixième phase, l'on édifie le triforium des quatre dernières travées du nord, et des six dernières travées du sud. Sous la septième phase, le triforium est complété, et les parties hautes de la façade sont mises en œuvre. Il est possible que le niveau supérieur du clocher soit également entrepris, à moins que ce ne soit un peu plus tard. Pour Daniel Bontemps, il est acquis que l'idée de la construction d'un étage de fenêtres hautes et d'un voûtement est définitivement abandonnée à ce moment, car le premier étage de baies du clocher ne comporte pas de pierres d'attente pour se raccorder à un éventuel troisième niveau d'élévation de la nef.
Pour la datation de la seconde campagne de construction, Daniel Bontemps se fie à une phrase de Robert Branner, qui affirme le rapport indéniable entre les supports « forts » de la basilique Saint-Denis et de Saint-Pierre de Gonesse. L'alternance de supports « forts » et « faibles » est, en principe, le reflet d'un voûtement sexpartite, mais Branner ne veut pas exclure que des voûtes quadripartites ordinaires furent prévues. Daniel Bontemps finit par réfuter totalement l'hypothèse des voûtes sexpartites : les supports faibles ne se prolongent pas au-dessus du niveau des grandes arcades, et la fine colonnette séparant les deux baies de triforium au-dessus correspond au meneau central des fenêtres hautes, finalement non réalisées. S'il y a tout de même deux grandes arcades de chaque côté sous une même voûte, il faut y voir le reflet d'un changement de parti entre la première et la deuxième campagne de travaux. Les grandes voûtes quadripartites auraient en effet permis des fenêtres hautes plus larges. Elles furent appliquées à quelques édifices connus, dont  Champigny-sur-Marne, Voulton, et la cathédrale du Mans.
Il s'agit maintenant de savoir à quelle partie de la basilique dionysienne Branner fait référence : pour Bontemps, c'est le transept ou la nef, où, comme à Gonesse, les colonnettes des formerets et les meneaux extérieurs des réseaux des fenêtres hautes sont reçus sur l'appui des baies du triforium. Ce parti fut, à Saint-Denis, une innovation qui y apparut pour la première fois en France, et qui permit une avancée dans la recherche de l'évidemment des surfaces murales. On peut trouver des analogies plus concrètes que l'agencement des supports. Les dimensions du transept et de la nef de Saint-Denis se définissent sur la base du pied ancien du roi de 32,6 cm. Or, à Gonesse, la largeur de la nef est exactement de vingt-quatre pieds, et le rayon des temps faibles est d'un pied. Il est d'un pied et quart pour les temps forts. Malencontreusement, on sait seulement que le transept et la nef de Saint-Denis datent pour l'essentiel de la période comprise entre 1237 et 1254, et les différents auteurs sont partagés pour la datation plus détaillée. On peut encore se référer au troisième pilier du sud de la collégiale Notre-Dame de Mantes-la-Jolie, que Jean Bony date de 1235-1240 environ, et qui ressemble aux piliers forts de la quatrième phase de travaux de Gonesse, hormis la flore des chapiteaux. Puis, le triforium de Gonesse est d'un style plus évolué que son homologue dionysien, et si l'on admet que le maître d'œuvre de Gonesse soit auparavant intervenu à Saint-Denis, il n'est certainement pas intervenu avant que le chantier de l'abbatiale ne soit bien avancé. L'on obtiendrait donc une date peu antérieure à 1250 ; Dominique Foussard avance la date de 1245. Cette hypothèse est confortée par les liens de parenté avec le rond-point de l'abside de la cathédrale de Meaux, qui fut conçu à la fin de l'année 1253, et paraît d'un style un peu plus avancé du fait de présenter des écoinçons ajourés. Dominique Foussard attire l'attention sur le fait que Robert d'Artois, frère de saint Louis, séjourne à Gonesse pendant sa longue maladie, ce qui aurait pu inspirer le roi pour relancer le chantier de l'église Saint-Pierre. - Manque encore l'estimation de la date de la fin des travaux, qui doit partir des caractéristiques du triforium. Les seuls éléments tangibles sont ici les chapiteaux, dont la flore évoque celle qui a cours en Île-de-France au dernier tiers du XIIIe siècle et au début du XIVe siècle, comme dans les chapelles rayonnantes de  Notre-Dame de Paris,.

### Remaniements après l'achèvement de l'église
Trois culs-de-lampe à l'ouest du mur du bas-côté nord sont vraisemblablement refaits au XIVe siècle. De même, les formerets des trois premières travées du bas-côté nord sont retaillés, ainsi que les pourtours des baies des bas-côtés. La partie supérieure de l'escalier à colimaçon au nord de la huitième travée du nord est montée au cours du XVIe siècle, comme l'indiquent les chapiteaux et le type des pilastres à losanges qui l'entourent. D'après Eugène Lefèvre-Pontalis, la partie supérieure de la tourelle d'escalier à droite de la façade occidentale, et la charpente de la nef avec son lambris en berceau brisé datent elles aussi du XVIe siècle. Le buffet d'orgue est daté de 1508. En 1730, le dernier pilier isolé des grandes arcades du sud de la nef est démonté et avancé vers le chœur, comme il résulte du devis conservé aux archives diocésaines de Versailles : « De plus il est nécessaire de refaire le pilier qui est en suite du gros pilier à présent repris en allant du côté du jubé et lequel pilier est dit par le devis de la dite adjudication qu'il sera démoli jusqu'à la hauteur de 6 pieds du rez-de-chaussée. Cependant il se trouve qu'il surplombe jusqu'au rez-de-chaussée du chœur, ce qui fait qu'il ne peut être construit qu'en le démolissant jusqu'au dit rez-de-chaussée et comme la fondation qui est en dessous ne se trouve pas meileure que celle du dit pilier nouvellement construit qu'il est nécessaire de faire la dite fondation de laquelle le gros pilier a été avancé du côté du chœur, etc. ». Au cours du XVIIIe siècle, la claire-voie de la façade est mutilée, et remplacée par de lourdes arcatures, transformation que Dominique Foussard qualifie de regrettable. C'est peut-être dans ce contexte que l'on peut situer l'agrandissement des rosaces du pignon occidental, dont Eugène Lefèvre-Pontalis dit seulement qu'il date de l'époque moderne.Le versant nord du chœur et du déambulatoire sont également remaniés dans le goût de l'époque, et la sacristie est rebâtie. La flèche du clocher date vraisemblablement de la première moitié du XIXe siècle.

### Le classement en 1862 et la restauration de l'église
L'église Saint-Pierre est la plus grande église gothique du pays de France. Le baron Ferdinand de Guilhermy écrit : « Ce beau monument mérite d'être proposé comme un modèle pour une église destinée à une population de deux ou trois mille habitants ; ses rangées de colonnes monostyles rappellent celles de la nef et du chevet de Notre-Dame de Paris. La sculpture des chapiteaux, des modillons, des galeries à jour, a été traitée de main de maître ». Selon Eugène Lefèvre-Pontalis, « les particularités de son plan, l'élégance de son style et la curieuse disposition de son triforium lui donnent une valeur archéologique incontestable ». Émile Lambin écrit « Les chapiteaux de Saint-Pierre de Gonesse sont l'œuvre de véritables artistes, et plus d'une cathédrale n'en a pas d'aussi beaux. C'est la sculpture de l'Île-de-France dans toute sa pureté ». L'église Saint-Pierre est classée au titre des monuments historiques par liste de 1862, avec quatre autres édifices sur le territoire de l'actuel département du Val-d'Oise. Six ayant été classés par liste de 1840, l'église Saint-Pierre-Saint-Paul est ainsi parmi les onze premiers monuments historiques du Val-d'Oise.
En 1888 encore, Eugène Lefèvre Pontalis déplore « que sa restauration n'ait pas encore été commencée d'une manière sérieuse ». Elle est lancée peu de temps après. Très importantes, elles n'altèrent toutefois pas l'aspect de l'église. Au contraire, les traces des remaniements maladroits du XVIIIe siècle qu'Eugène Lefèvre-Pontalis  signale  en 1888 dans le triforium du côté sud sont effacées. La grande majorité des chapiteaux du triforium du sud sont resculptés. Les sculpteurs s'inspirent des modèles du triforium du nord. À la suite de l'affaissement du pignon occidental, il s'avère nécessaire de refaire les arcatures des baies de la claire-voie. Nettement plus importantes sont les restaurations à l'extérieur. Les parements des murs des bas-côtés, y compris les contreforts, sont repris dans leur presque intégralité (restent néanmoins les cordons de têtes de clous d'origine au-dessus des baies de la troisième et de la quatrième travée du bas-côté sud). Dans ce contexte, la corniche du XIIIe siècle de la nef, qui avait entièrement disparu, est reconstituée. Les trois baies orientales du bas-côté sud sont refaites en essayant d'imiter le parti d'origine. Toutes les autres baies des bas-côtés se présentent dans la forme qu'on leur avait donnée au XIVe siècle. Le portail occidental du bas-côté sud est entièrement refait, et celui du bas-côté nord, à un moindre degré. L'arcature aveugle qui décore les contreforts médians est une réfection d'après quelques éléments primitifs qui avaient subsisté,.
Le chauffage est installé en 1899, et la façade occidentale et le clocher sont restaurés pendant le second quart du XXe siècle sous la direction de Jules Formigé. En 2011, le projet de l'installation du chauffage par le sol décidé par la municipalité motive une campagne de fouilles préventives dans le chœur et le déambulatoire, qui est menée par l'Inrap. Elle entraîne la fermeture de l'église au culte. Les résultats sont peu éloquents sur le passé de l'église et les édifices qui l'ont précédés, et l'on ne parvient même pas à restituer leur plan. En revanche, l'on met au jour soixante-dix-neuf sépultures, dont les plus anciennes remontent au VIe siècle, et les plus récentes, à la fin du Moyen Âge. À l'automne 2012, les fouilles sont suspendues en raison des conditions météorologiques, et ne reprennent qu'en janvier 2013. Elles concernent cette fois-ci la nef et les bas-côtés. Leur sol est sondé à une profondeur de cinquante centimètres seulement, sans aucune aide mécanisée. Le calendrier des travaux avait prévu l'installation du système de chauffage à ce moment, pour une réouverture au public à la fin de l'été. Il ne saura être respecté. Les découvertes archéologiques n'apportent guère de surprises, si ce n'est le constat que les inhumations dans l'église se sont poursuivies au-delà de l'interdiction promulguée en 1776 par Louis XVI. Les sépultures du XVIIIe siècle sont prépondérants, et ont détruit la plupart des vestiges les plus anciens,. Les deux campagnes de fouilles coûtent la somme de 700 000 €. À leur issue, les artisans peuvent enfin installer le chauffage par le sol. La municipalité profite de la période de fermeture pour mettre aux normes les installations électriques, pour renouveler le système d'éclairage et la sonorisation, pour réorganiser l'espace intérieur, pour rendre l'église accessible aux personnes à mobilité réduite, pour réparer certains vitraux, et faire réviser l'orgue de tribune classé monument historique. Ces différents travaux de mise en valeur de l'édifice coûtent la somme de 1 250 000 €, et sont financés en majeure partie par la ville de Gonesse. Le chantier s'achève à l'automne 2015, et l'église est remise aux fidèles pour les fêtes de Noël. L'inauguration officielle est programmée pour le 24 janvier 2016. À cette occasion, la messe est célébrée par Mgr Stanislas Lalanne, évêque de Pontoise, et un concert est donné avec la chorale « Caecilia » et la chorale « La clef des chants », l'« ensemble vocal l'Escondida » (TTBB), et des pièces d'orgue jouées par Jean-Pierre de Luri, organiste titulaire.

## Description

### Aperçu général

Plan de l'église.

À peu près régulièrement orientée, avec une légère déviation de l'axe vers le nord-est du côté du chevet, l'église se compose d'une nef de huit travées accompagnée de deux bas-côtés ; et d'un chœur composé d'une travée droite et d'une abside en hémicycle, entouré d'un déambulatoire de sept travées. Le clocher se dresse au sud de la travée droite du chœur. Sa base est intégrée dans le bas-côté sud. Un annexe, avec une sacristie au rez-de-chaussée et une petite salle à l'étage, y est adossé au sud. L'on considère que salle était destinée à abriter le trésor de l'église. La souche d'un deuxième clocher, resté inachevé, se situe en face, au nord. La sacristie y est adossée, au nord. Une cage d'escalier est accolée à la huitième travée du bas-côté nord. L'édifice est dépourvu de transept et de chapelles rayonnantes, ce qui est rare pour des églises avec déambulatoire, mais les églises contemporaines de Deuil-la-Barre, Domont, Fontenay-en-Parisis et de Meulan-en-Yvelines partagent cette particularité. L'exemple le plus ancien semble être l'abbatiale de Morienval, dont le chœur est roman et date des années 1120. Pour la période flamboyante, l'on peut citer Le Mesnil-Amelot, et pour la Renaissance, Mareil-en-France. Il s'agit donc d'un parti propre à l'Île-de-France.
La longueur du bâtiment est de 46,47 m dans l'œuvre, et la largeur au niveau des bas-côtés est de 17,16 m à l'ouest, et de 16,72 m à l'est, également dans l'œuvre. La largeur des bas-côtés correspond à la moitié de celle de la nef, et les travées des bas-côtés et du début du déambulatoire sont carrés. Du fait de l'envergure plus importante du clocher, la travée de bas-côté au nord du chœur est rectangulaire. La nef est à deux niveaux d'élévation, avec l'étage des grandes arcades et l'étage du triforium, qui est par ailleurs ajouré. Le chœur est à trois niveaux d'élévation, et comporte donc un étage de fenêtres hautes, qui est absente dans la nef. En revanche, le triforium du chœur n'est pas ajouré. Hormis la nef, qui est munie d'une charpente apparente en carène renversée, l'ensemble de l'église est voûtée d'ogives. Pour la travée droite du chœur, il s'agit d'une voûte sexpartite, et dans le rond-point de l'abside, neuf branches d'ogives rayonnent autour d'une clé centrale. Dans les parties tournantes du déambulatoire, les voûtes sont à cinq branches d'ogives, car deux pans de mur et deux fenêtres correspondent à une arcade du rond-point du transept. L'on accède à l'église par le portail occidental du bas-côté sud ou de la nef, ou par le portail latéral sud, dans la sixième travée. Le portail occidental du bas-côté nord est obstrué par un retable. Le vaisseau central est recouvert d'une toiture à deux rampants, avec pignon à l'ouest. Les bas-côtés et le déambulatoire sont munis de toits en appentis, qui laissent libres les baies du triforium et les fenêtres hautes du chœur,.

### Intérieur

#### Nef

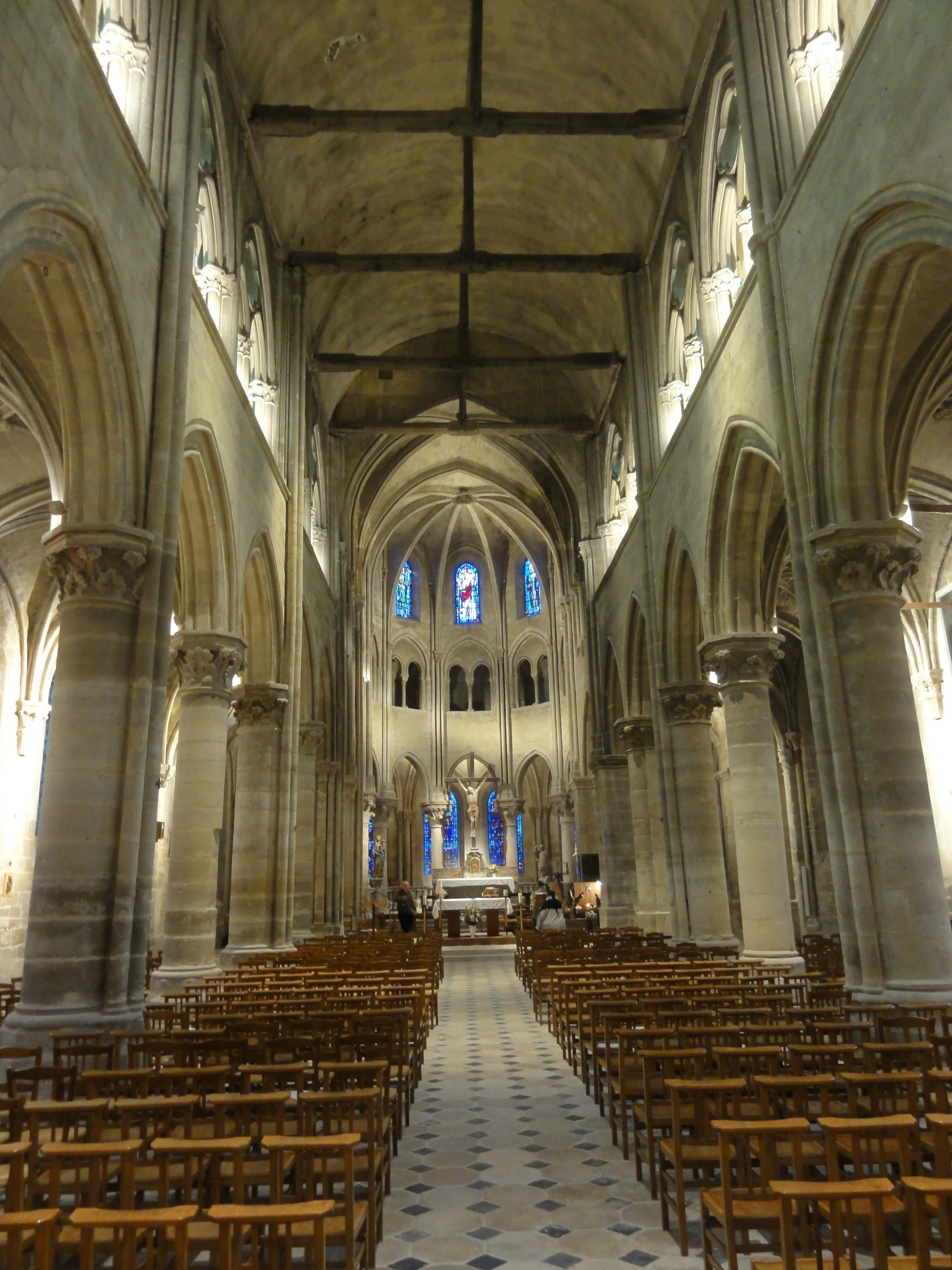
Vue vers l'est.

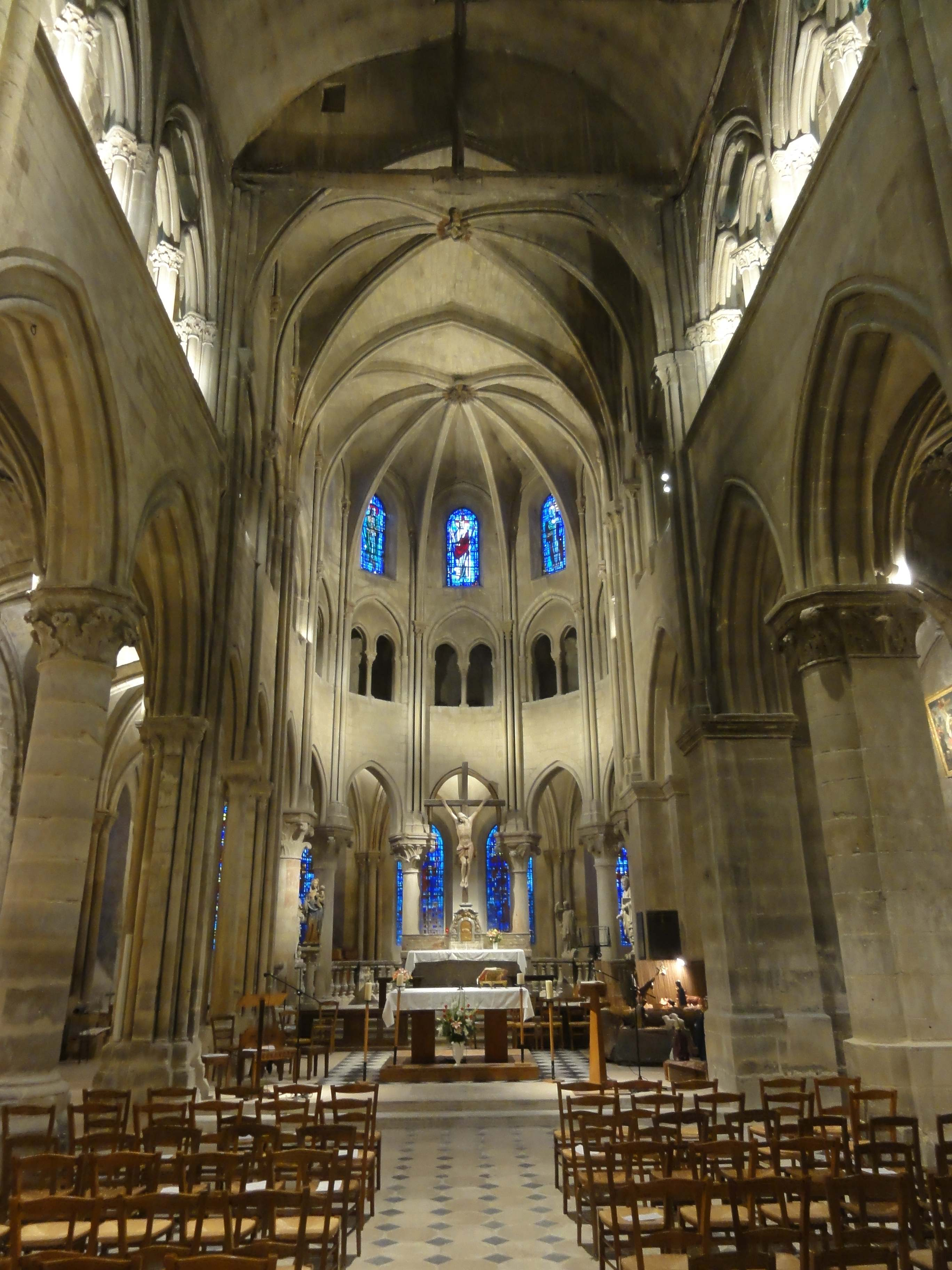
Vue vers l'est.

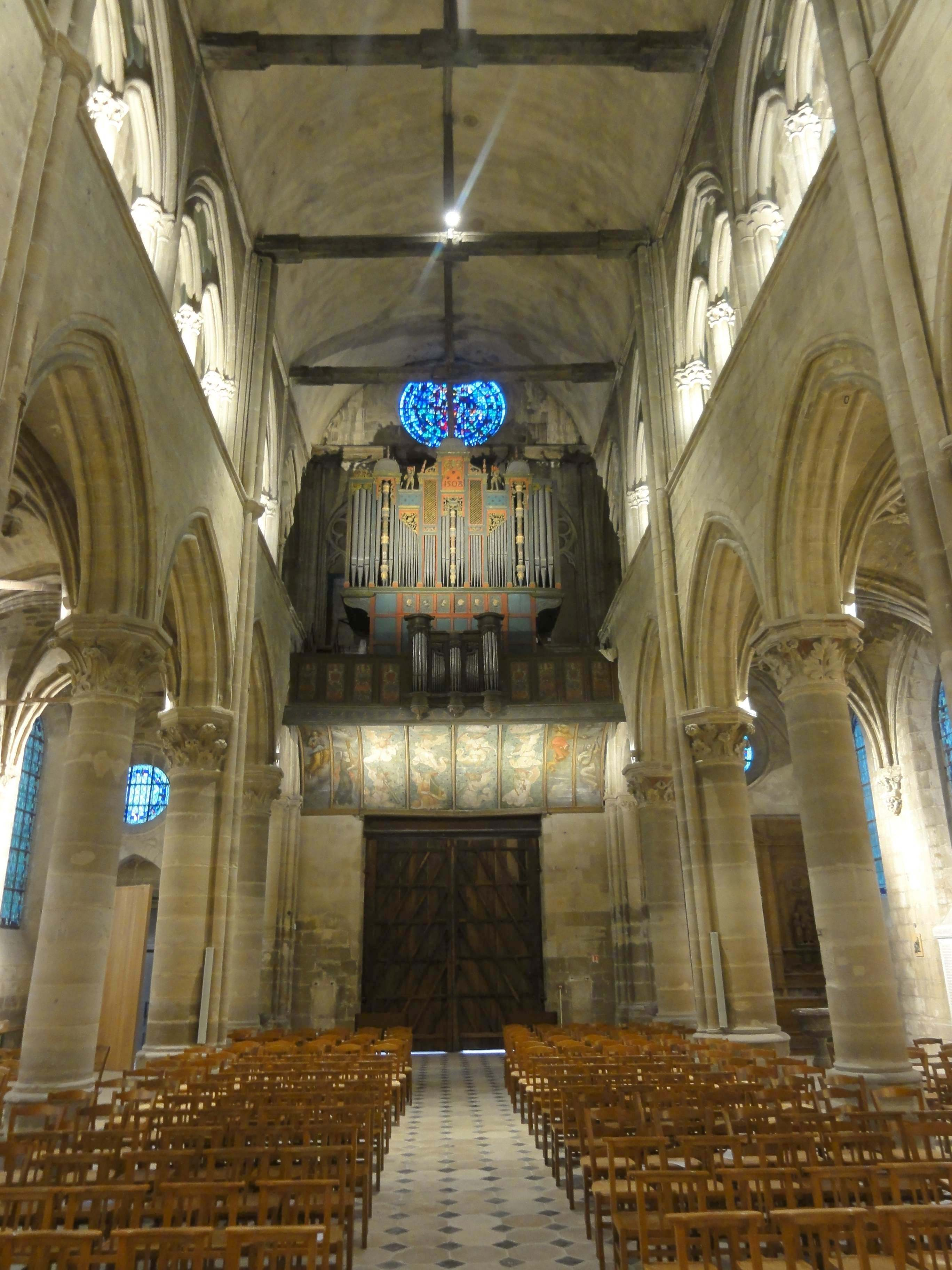
Vue vers l'ouest.

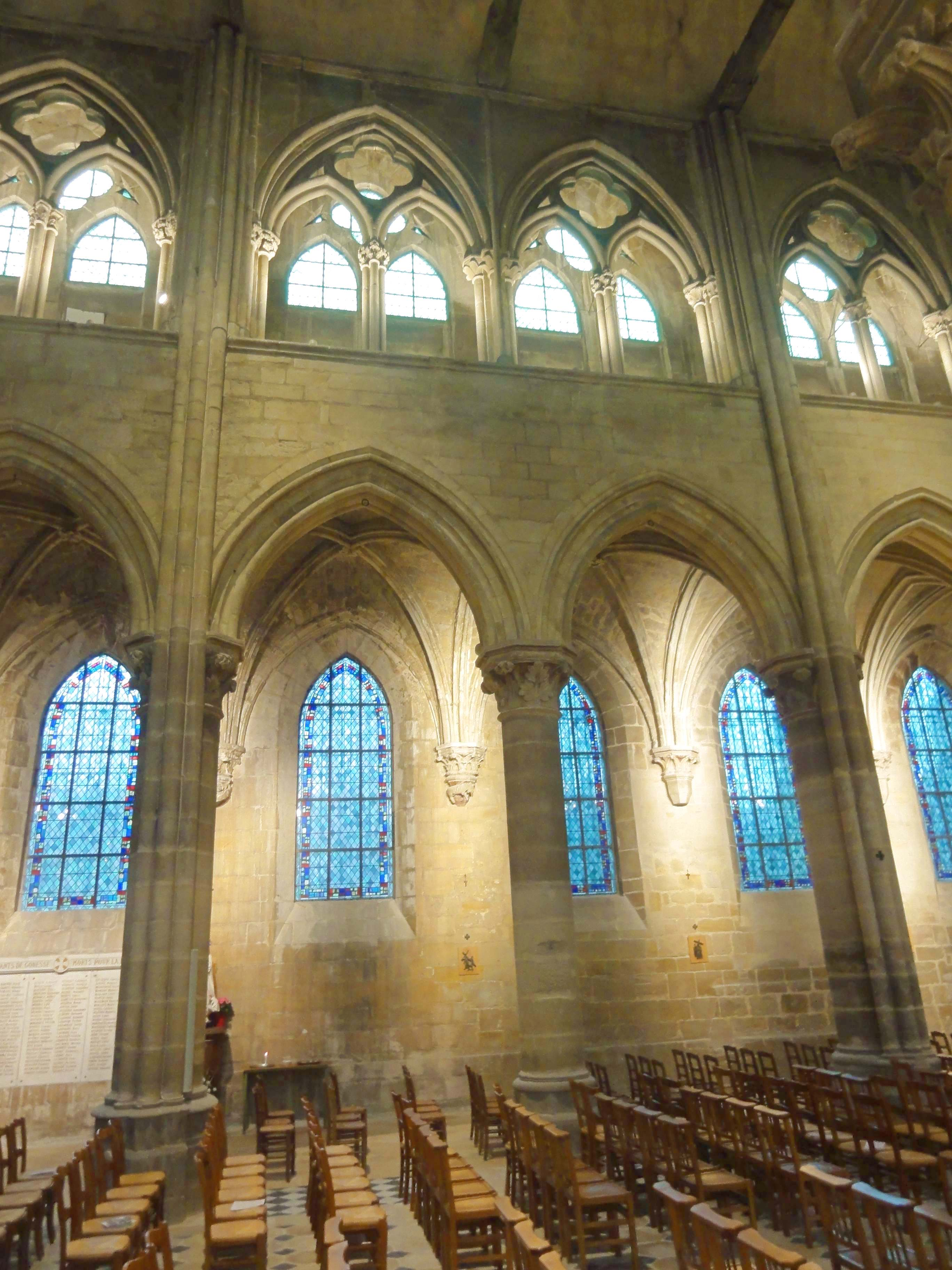
3e et 4e travée, élévation nord.

La longueur est de 29,45 m dans l'œuvre, et la largeur de 7,80 m entre les colonnettes du premier doubleau et 7,95 m entre le dernier doubleau. Les grandes arcades ont une hauteur de 7,25 m dans l'intrados. Jusqu'à l'appui des baies du triforium, l'étage des grandes arcades mesure 9,20 m de hauteur. La hauteur de l'étage du triforium est de 5,00 m exactement. Les étages du triforium et des fenêtres hautes réunis représentent souvent la même hauteur que les grandes arcades. Ce ne fut probablement pas le parti de l'architecte de Gonesse, car les fenêtres auraient été de proportions tassées. Daniel Bontemps estime qu'il était plus vraisemblablement prévu de donner à l'étage des fenêtres hautes la même hauteur qu'aux grandes arcades, comme à Chartres et Soissons. Dans ce cas, les élévations latérales auraient avoisiné une hauteur de 21,00 m. Telle aurait également été la hauteur sous le sommet des voûtes (les voûtes à ligne faîtière horizontale étant la règle). C'est 5,00 m de plus que le chœur. Bien que l'étage des fenêtres hautes manque, la nef est plus élevée que le chœur, puisque la charpente en carène renversée, sans combles, rattache à l'espace intérieur une bonne partie du volume de la toiture. La hauteur totale dépassant deux fois la largeur, les proportions sont malgré tout plutôt élancées. Contrairement à ce que suggère l'absence de fenêtres hautes, la nef n'est pas trop sombre, car le triforium est ajouré. Si l'on tient compte des claires-voies du chevet de Brie-Comte-Robert, du transept Bury, et de la façade de Taverny, qui datent des années 1230-1240, cette disposition ne constitue pas une innovation à l'époque de construction. Au début du XIIIe siècle, le chœur de Chars et la nef de Saint-Leu-d'Esserent possèdent déjà des galeries ou un triforium ajourés par de nombreuses petites baies. Le triforium ajouré du type que l'on voit à Gonesse apparaît pour la première fois à la basilique de Saint-Denis. Il devient la règle vers la fin du règne de saint Louis.
Bien que deux générations séparent les plus anciens piliers des grandes arcades et les baies les plus récentes du triforium, les élévations latérales sont d'un aspect très homogène. Ce n'est qu'à travers la sculpture des chapiteaux et le profil des bases que l'expert peut démontrer que la mise en œuvre se fit en réalité en quatre ou cinq temps. Globalement, le parti architectural est celui retenu par le maître d'œuvre du début du XIIIe siècle. Il est caractérisé, notamment, par la retombée des grandes arcades sur des piliers monocylindriques, auxquels trois petits fûts sont adossés au niveau des arcs-doubleaux, qui ne furent finalement jamais réalisés. Ainsi, la nef évoque, à la première vue, un édifice de la première moitié du XIIIe siècle, ce qui n'est pas le cas. En regardant de près, le triforium s'avère être de style gothique rayonnant, qui fut mis au point par l'architecte de la nef de Saint-Denis. Daniel Bontemps évalue ainsi la cohérence architecturale de la nef : « Par le résultat obtenu, notre architecte fit donc preuve d'un rare talent en conservant en filigrane dans sa construction le dessin de la nef projetée au début du siècle. Par la synthèse de deux conceptions architecturales sinon antinomiques, du moins très différentes dans leur esprit, et qui résulte de l'intégration d'un parti d'élévation abandonné depuis longtemps en Île-de-France à un système architectonique résolument novateur, il donna la véritable mesure de son art ».
Les grandes arcades dominent largement les élévations latérales. Elles sont à double rouleau. Le rang de claveaux supérieur est mouluré d'un tore de chaque côté, et le rang de claveaux inférieur affiche un méplat entre deux tores dégagés. La retombée s'effectue sur des tailloirs octogonaux, qui sont profilés, du haut vers le bas, d'une plate-bande ; d'une baguette dégagée ; d'un quart-de-rond; d'une autre baguette ; et d'une plate-bande. Selon les cas, les corbeilles des chapiteaux se terminent supérieurement par un anneau, ou bien épousent le plan du tailloir. La flore des chapiteaux est dominée par la vigne (dans l'abside, c'est le nénuphar). Au nord, l'on voit presque uniquement de la vigne. Sur le quatrième gros chapiteau, elle est associée à des crochets de coquilles d'escargots ou des vrilles enroulées et à du trèfle avec fleurs à pétales renversées. Les deux derniers chapiteaux du nord sont considérés comme des chefs-d'œuvre par Émile Lambin. Au sud, l'on voit de l'arum avec crochets de vigne ; du trèfle très délicatement traité ; de l'ancolie ; du trèfle ; de la chélidoine ; du trèfle ; du petit nénuphar en branche, avec crochets de fougère, dans une composition des plus originales. Les bases ne sont plus flanquées de griffes, ce qui est encore le cas dans le chœur. Elles se composent d'un petit et d'un grand boudin aplatis, séparés par une scotie. Ces bases reposent sur des socles octogonaux. Reste à évoquer un ordonnancement différent des supports au revers de la façade, où le rouleau inférieur retombe sur une colonnette engagée de fort diamètre, et le rouleau supérieur, sur deux fines colonnettes logées dans les ressauts du pilier engagé. Également irrégulier est le dernier « temps faible » au sud, où une colonnette de fort diamètre est engagée dans un massif de plan rectangulaire. C'est le résultat de la reprise en sous-œuvre en 1730.
L'étage des grandes arcades est relié visuellement à l'étage des triforium par les faisceaux de trois fines colonnettes adossés aux piliers des « temps forts ». Aucune colonnette ne monte depuis les piliers des « temps faibles », ce qui indique, en principe, que ce ne furent pas des voûtes sexpartites qui étaient prévues. Les baies du triforium prennent appui sur un bandeau mouluré d'un grand et d'un petit tore. Entre les baies qui devaient être regroupées sous une même voûte, une fine colonnette monte jusqu'en haut du mur. Elle devait correspondre au meneau central des fenêtres hautes. De même, les deux fines colonnettes qui complètent, de chaque côté, le faisceau de trois colonnettes déjà signalé, correspondent aux meneaux latéraux des fenêtres hautes et à l'arc formeret, comme à Saint-Denis. Chacune des baies du triforium comporte deux lancettes géminées, qui sont surmontées d'un quatre-feuilles entre deux écoinçons ajourés. Tel devait être, dans les grandes lignes, le schéma du réseau secondaire des fenêtres hautes. Les archivoltes des lancettes sont formées par trois tores accolés. Au centre, ces tores retombent sur les tailloirs implantés obliquement de faisceaux de quatre fines colonnettes à chapiteaux, qui sont disposées en losange. L'une est donc seulement visible depuis l'intérieur du triforium. À gauche et à droite, la retombée s'effectue sur le tailloir à bec d'un plus grand chapiteau, qui est toutefois supporté par une colonnette tout aussi fine que celles du trumeau. De toute évidence, l'architecte n'a pas voulu pousser trop loin la multiplication des colonnettes pour éviter toute lourdeur, car il s'y ajoutent de toute façon les colonnettes de l'archivolte commune aux trois baies. Leurs tailloirs sont carrés et implantés orthogonalement.
Le rétroéclairage est assuré par deux lancettes surmontées d'un oculus, ce qui reproduit le schéma des baies du triforium, mais l'on a renoncé à toute mouluration pour les fenêtres extérieures. Comme le souligne Eugène Lefèvre-Pontalis, l'architecture du triforium est beaucoup plus soignée au revers de la façade : les lancettes inscrivent des têtes trilobées, et un pentalobe prend la place des quadrilobes. Cette partie du triforium, qui reflète le style de la seconde moitié du XIIIe siècle, est en grande partie caché par l'orgue de tribune. L'étage du triforium se termine par un bandeau mouluré. Les faisceaux de sept colonnettes s'arrêtent nets, et supportent les entraits de la charpente, dont les extrémités sont sculptés d'engoulants. Pour Lefèvre-Pontalis, il ne fait aucun doute que des voûtes devaient jadis exister. Il attire notamment l'attention sur l'écartement des murs, bien visible dans les dernières travées de la nef, qui résulterait, selon cet auteur, de la poussée des voûtes. Insuffisamment contrebutées, elles auraient dû être démolies. Mais les autres auteurs ne se joignent pas à cet avis. Dominique Foussard conclut que « même inachevée et simplement couverte d'un lambris, elle surprend par son ambition, sa régularité, sa luminosité ». Daniel Bontemps qualifie la nef d'une « modeste réalisation qui n'a jamais trouvé aux yeux des historiens d'art la place qui lui revenait dans la liste des édifices conçus sous le règne de saint Louis en Île-de-France », qui « se voit dès lors placée dans la droite et complexe filiation de Saint-Denis ». Il se demande que si elle avait pu être terminée avec une hauteur de 21 m de hauteur sous les voûtes, « et de ce fait sa filiation rendue plus évidente, cette nef ne serait-elle pas apparue depuis longtemps comme un spécimen de première importance dans la production architecturale du domaine royal dans la seconde moitié du XIIIe siècle ? »,.

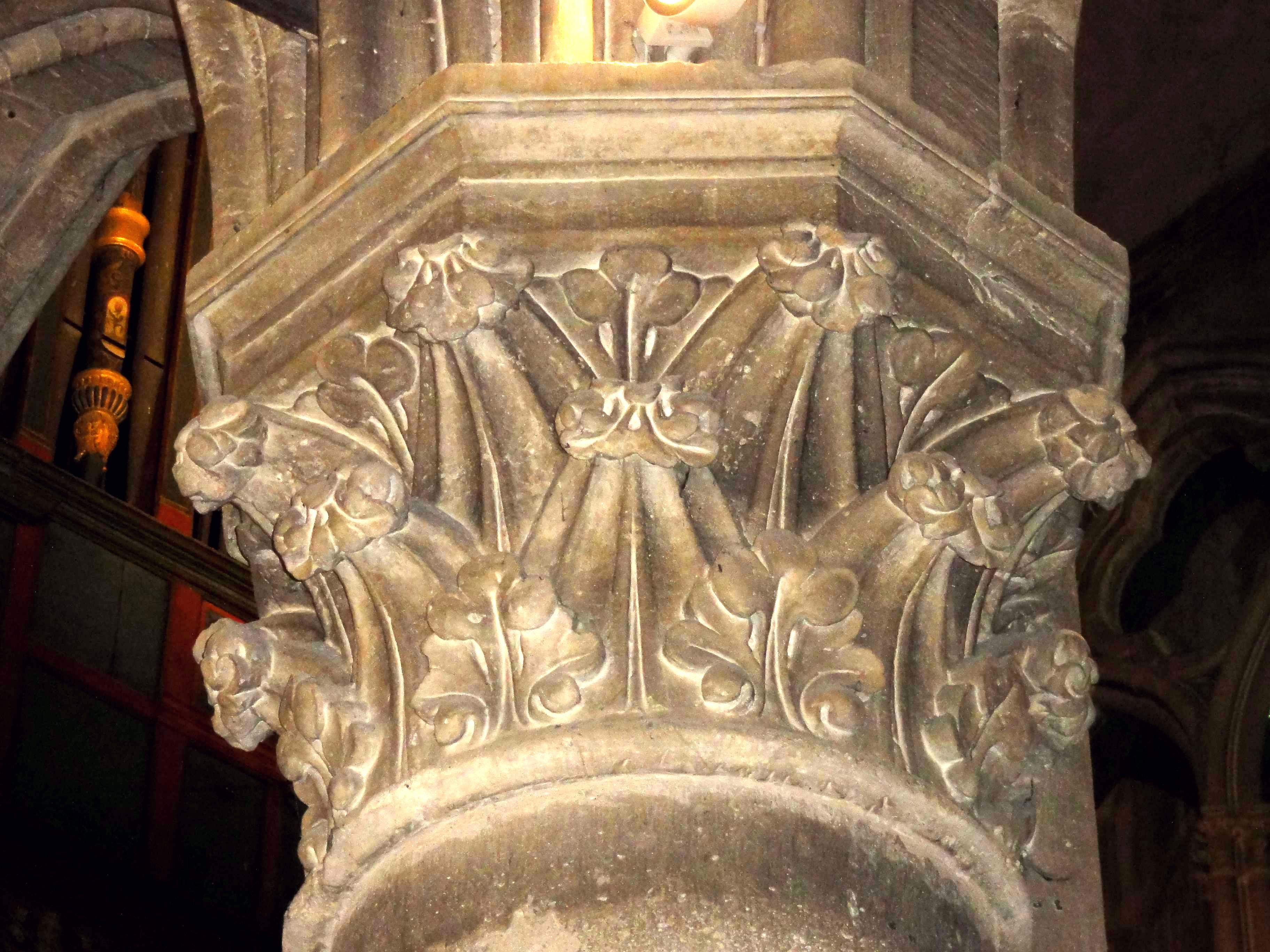
Chapiteau du 2e pilier isolé du sud.
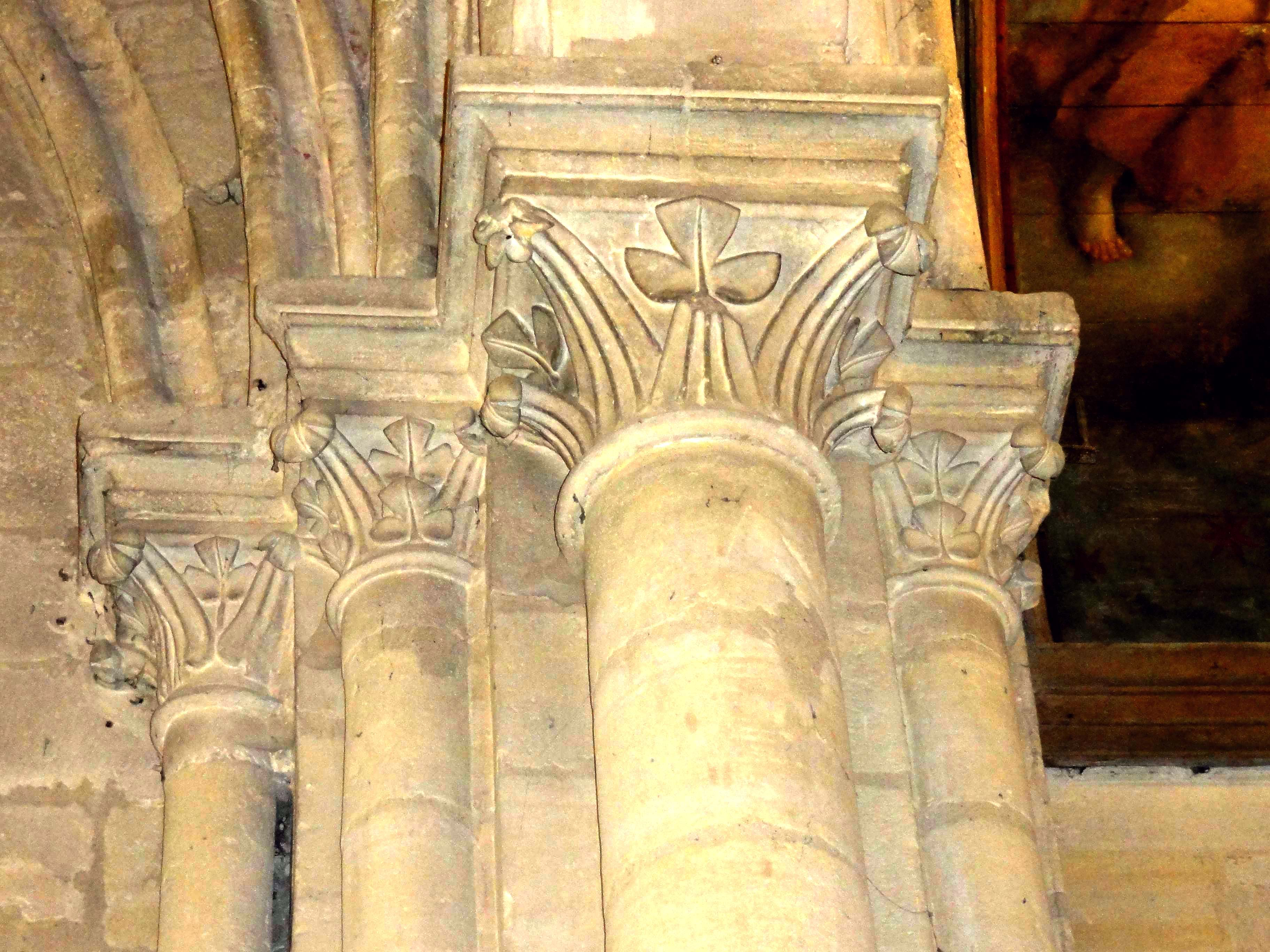
Chapiteaux au début des grandes arcades du sud.
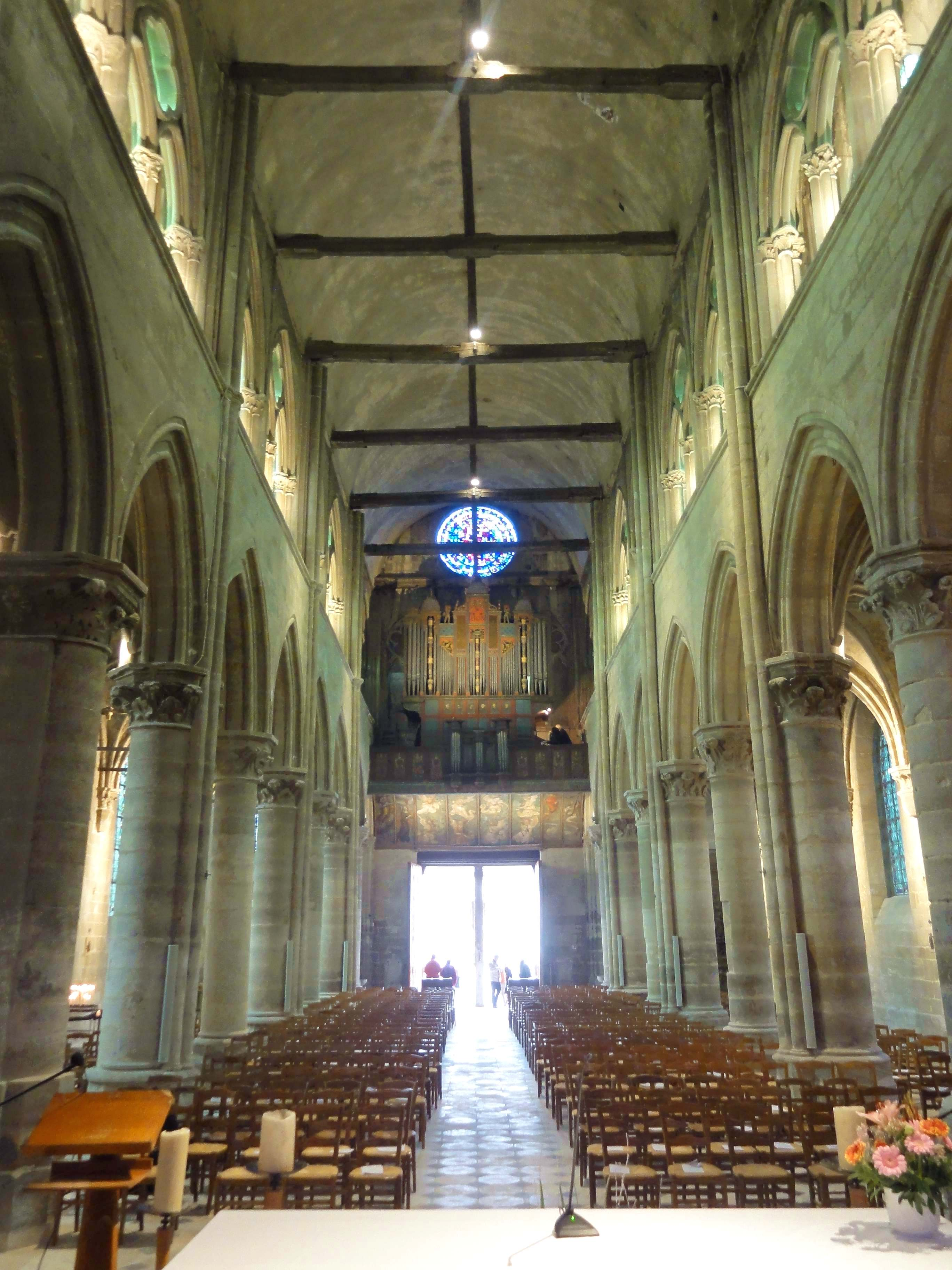
Vue depuis le chœur.
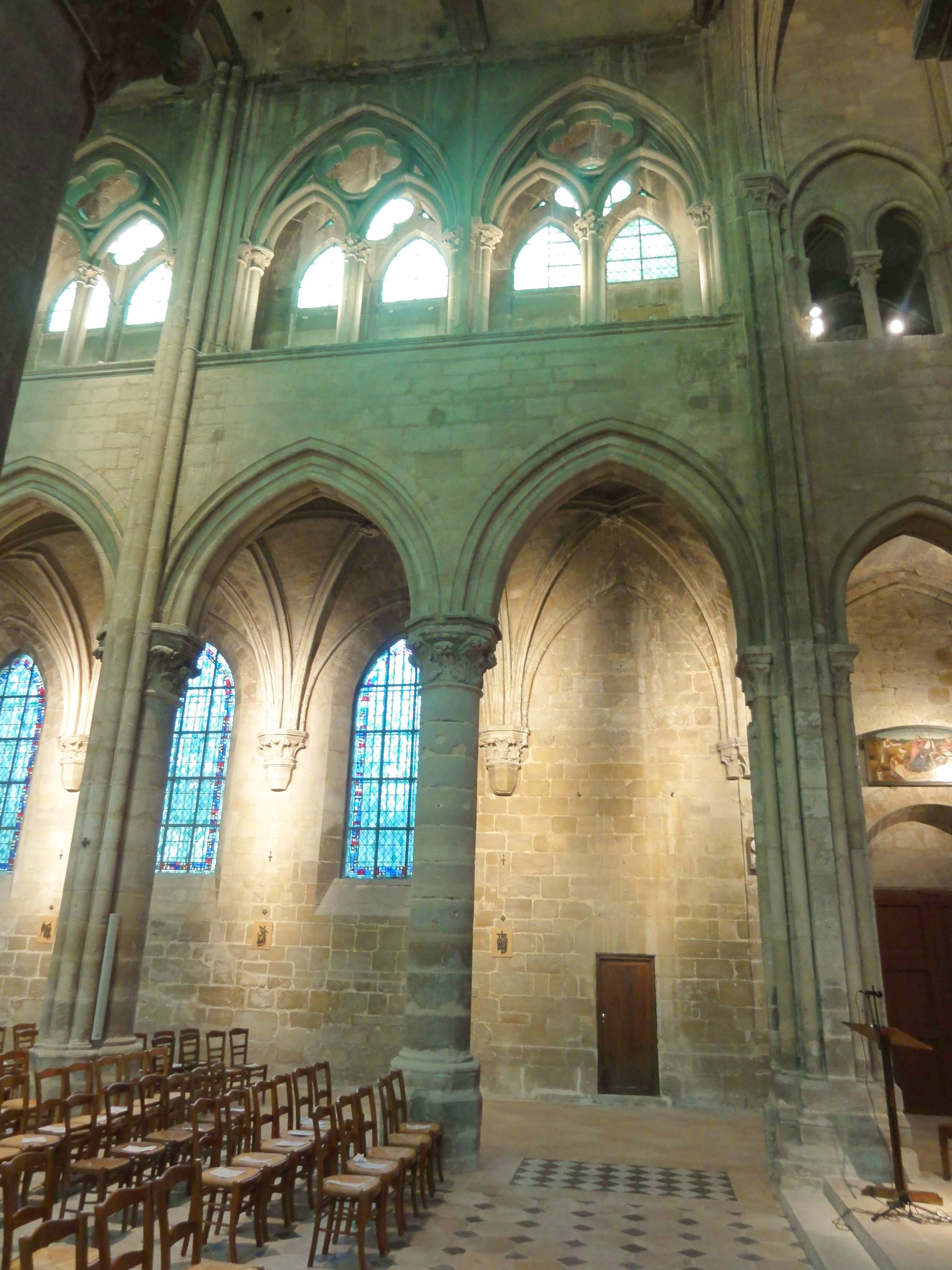
7e et 8e travée, élévation nord.
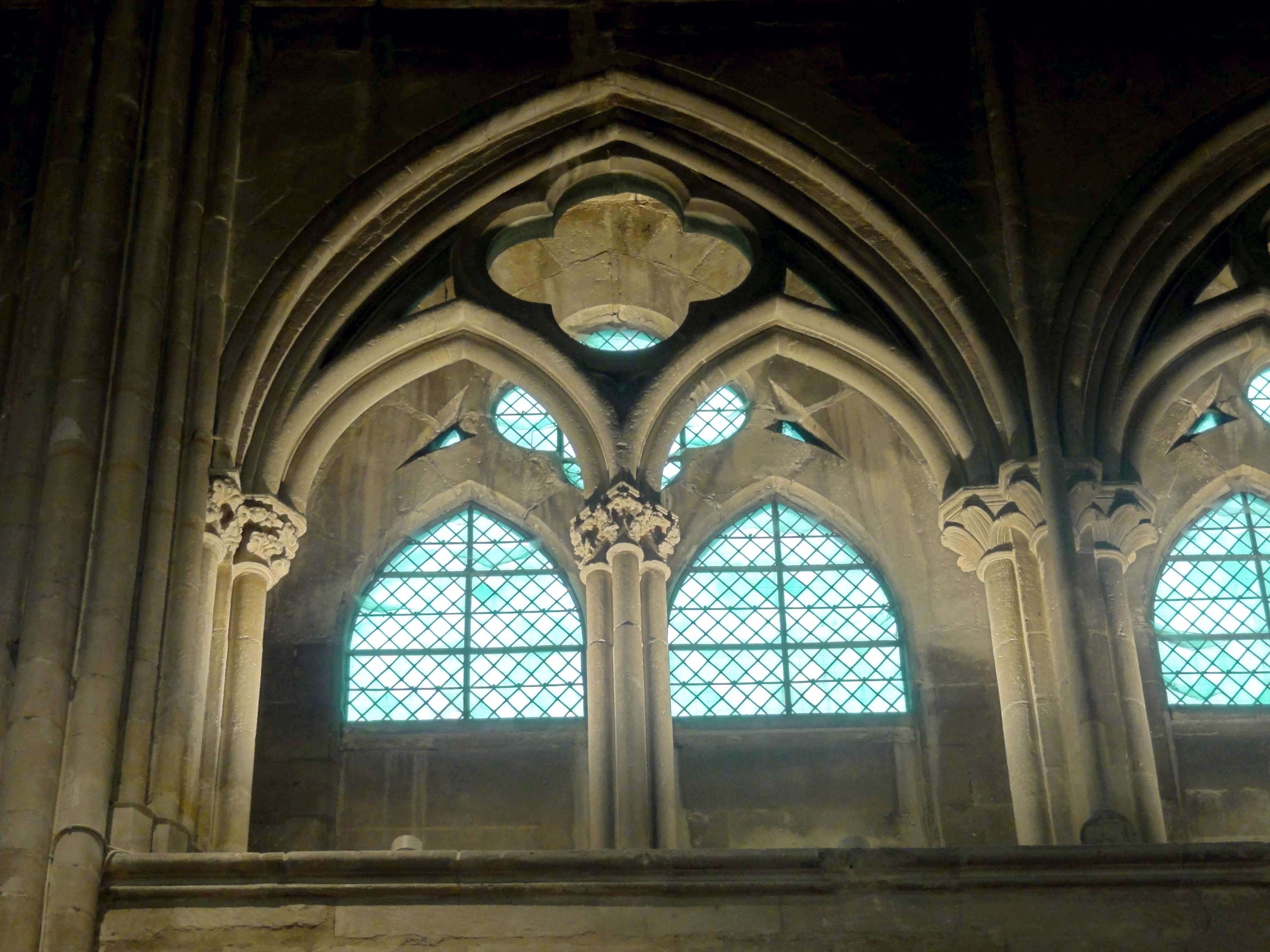
Triforium de la 3e travée, côté nord.
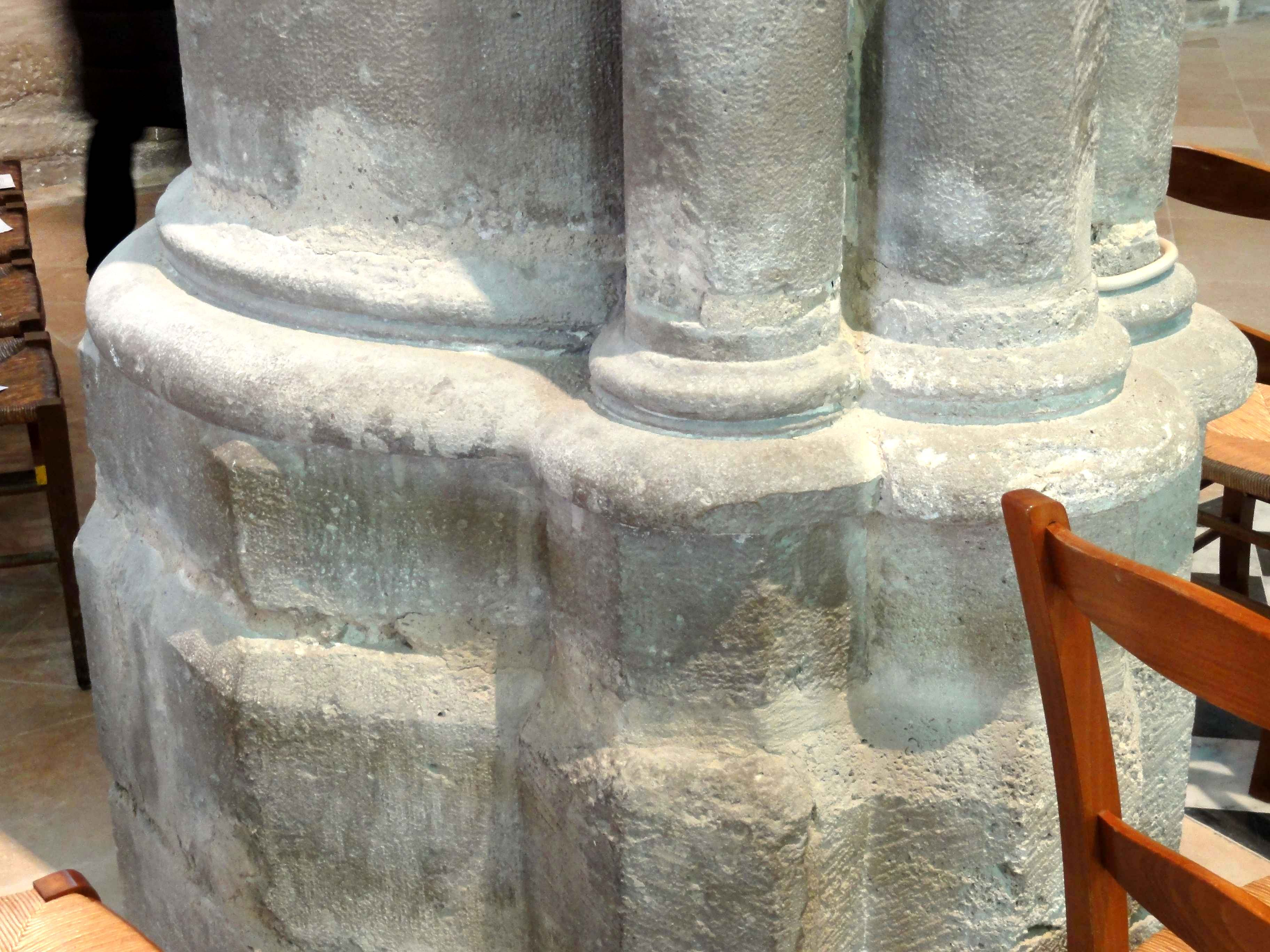
Bases du 6e pilier isolé, côté nord.

#### Bas-côtés

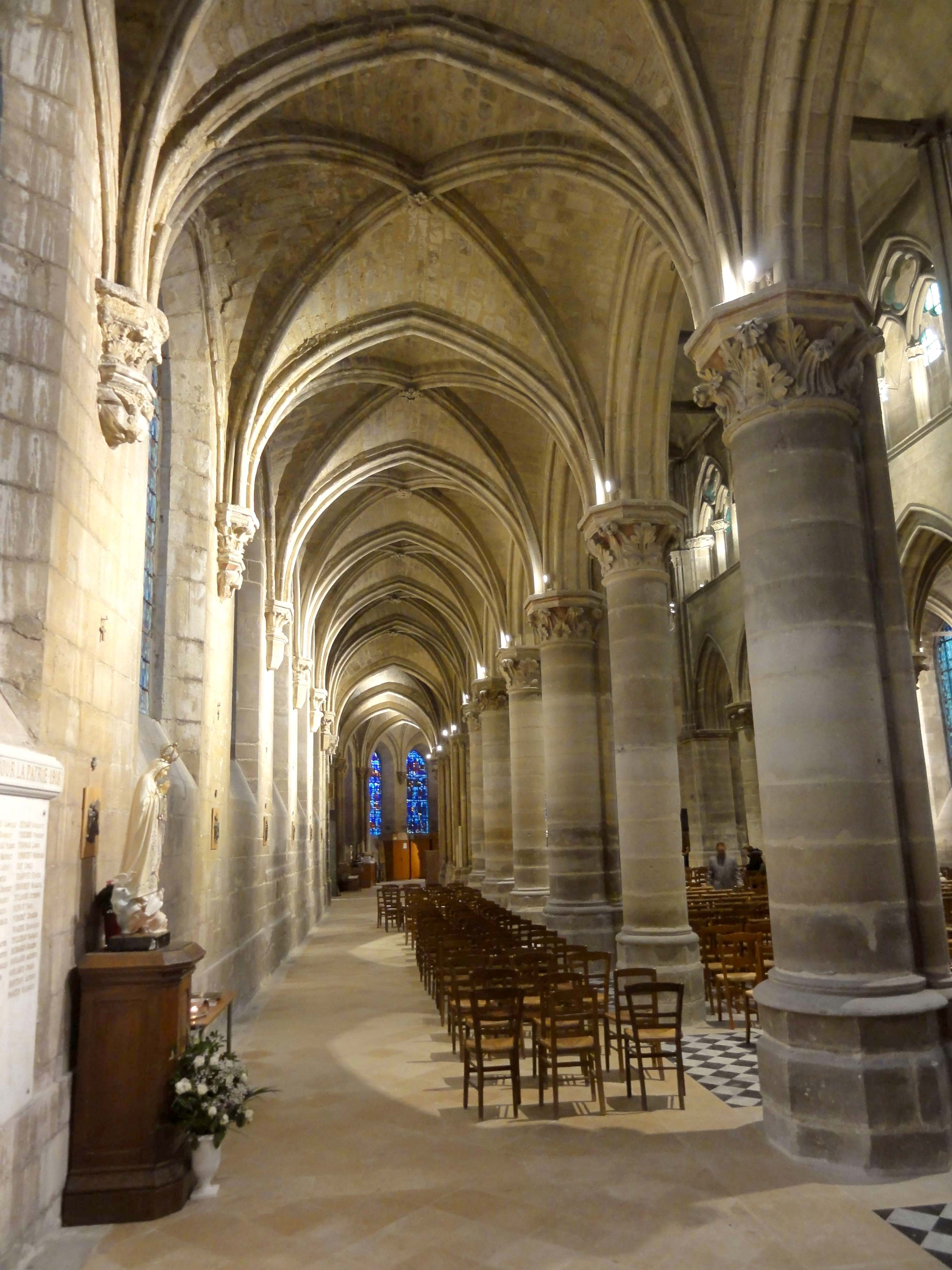
Bas-côté nord, vue vers l'est.

Les deux bas-côté sont éclairés par un simple oculus au-dessus du portail à l'ouest (dont celui du bas-côté nord est obstrué par le retable de la chapelle des fonts baptismaux), et par une lancette simple par travée latéralement, hormis la sixième travée du sud et la huitième travée du nord, où l'on trouve respectivement le portail latéral et la porte de la cage d'escalier contigüe au clocher inachevé. Les oculi sont entourés d'un mince tore. Les lancettes sont assez grandes, et ont approximativement la même largeur que les trumeaux. Elles sont entourées d'un ébrasement, mais dépourvues de toute ornementation à l'intérieur. Les ogives et les doubleaux sont indifféremment moulurés de trois tores accolés, dont celui du centre est d'un plus fort diamètre et placé en avant des deux autres. Ainsi, les doubleaux paraissent très fins. Le profil des formerets est assorti, et constitué d'un tore dégagé. Dans les trois premières travées du nord, les formerets ont toutefois été taillés en biseau au XIVe siècle. Les clés de voûte du bas-côté nord sont décorées de couronnes ou de petits bouquets de feuillages, où la feuille de chêne et le fruit d'arum sont récurrents. Les clés de voûte du bas-côté sud présentent des arrangements végétaux un peu plus complexes. À titre d'exception, la clé de la deuxième travée est un médaillon affichant l'effigie d'un saint en buste, sculpté en bas-relief. Dans la cinquième travée, une tête humaine est mêlée à des pampres. Toute la flore est d'une facture très naturaliste.
Les nervures des voûtes retombent sur les tailloirs des gros chapiteaux des grandes arcades ; sur les tailloirs de fines colonnettes à chapiteaux au début des grandes arcades et dans l'angle sud-est du bas-côté sud ; et sur des culs-de-lampe engagés dans les murs extérieurs. Ce sont, sans exception, d'anciens chapiteaux. Eugène Lefèvre-Pontalis émet l'hypothèse que les fûts ont été supprimés au XVe siècle, quand ceux des trois premiers doubleaux du nord ont été remplacés par des culs-de-lampe très délicatement sculptés, qui supportent désormais les anciens chapiteaux. Ces culs-de-lampe, que Daniel Bontemps date du XIVe siècle, représentent des feuilles de chou frisées ; un ange tenant un phylactère ; et une chèvre. Les autres chapiteaux reposent aujourd'hui sur des blocs moulurés, qui semblent résulter d'une restauration moderne. Ils sont au nombre de trois ou de cinq par doubleau, sauf dans les angles au revers de la façade, où l'on trouve des chapiteaux uniques. Au nord, l'on trouve uniquement des groupes de trois chapiteaux. Celui au centre est réservé au doubleau, tandis que les autres, implantés à 45° face aux ogives, sont partagés entre ceux-ci et les formerets. Tailloirs est chapiteaux sont sculptés dans un seul bloc. Les tailloirs sont entaillés pour suggérer qu'ils sont distincts les uns des autres. Leur profil est analogue aux grandes arcades, et il en va de même de la sculpture des chapiteaux. Il y a des traces de polychromie ancienne en ocre jaune et rouge. Au sud, les tailloirs réservés aux doubleaux sont à bec, et les autres sont disposés orthogonalement. L'on trouve des groupes de trois chapiteaux au niveau des trois derniers doubleaux intermédiaires, et des groupes de cinq chapiteaux au niveau des quatre premiers doubleaux. Mais à vrai dire, les chapiteaux correspondant aux ogives ne sont que des quarts de chapiteaux, où des ressauts entre les deux chapiteaux qui les encadrent. L'idée était de faire supporter ces groupes de cinq chapiteaux par des faisceaux de trois colonnettes seulement, comme le prouvent les astragales toujours en place. Le fût encore en place dans l'angle sud-est du bas-côté sud est en délit ; peut-être, les fûts aujourd'hui disparus l'étaient aussi,.

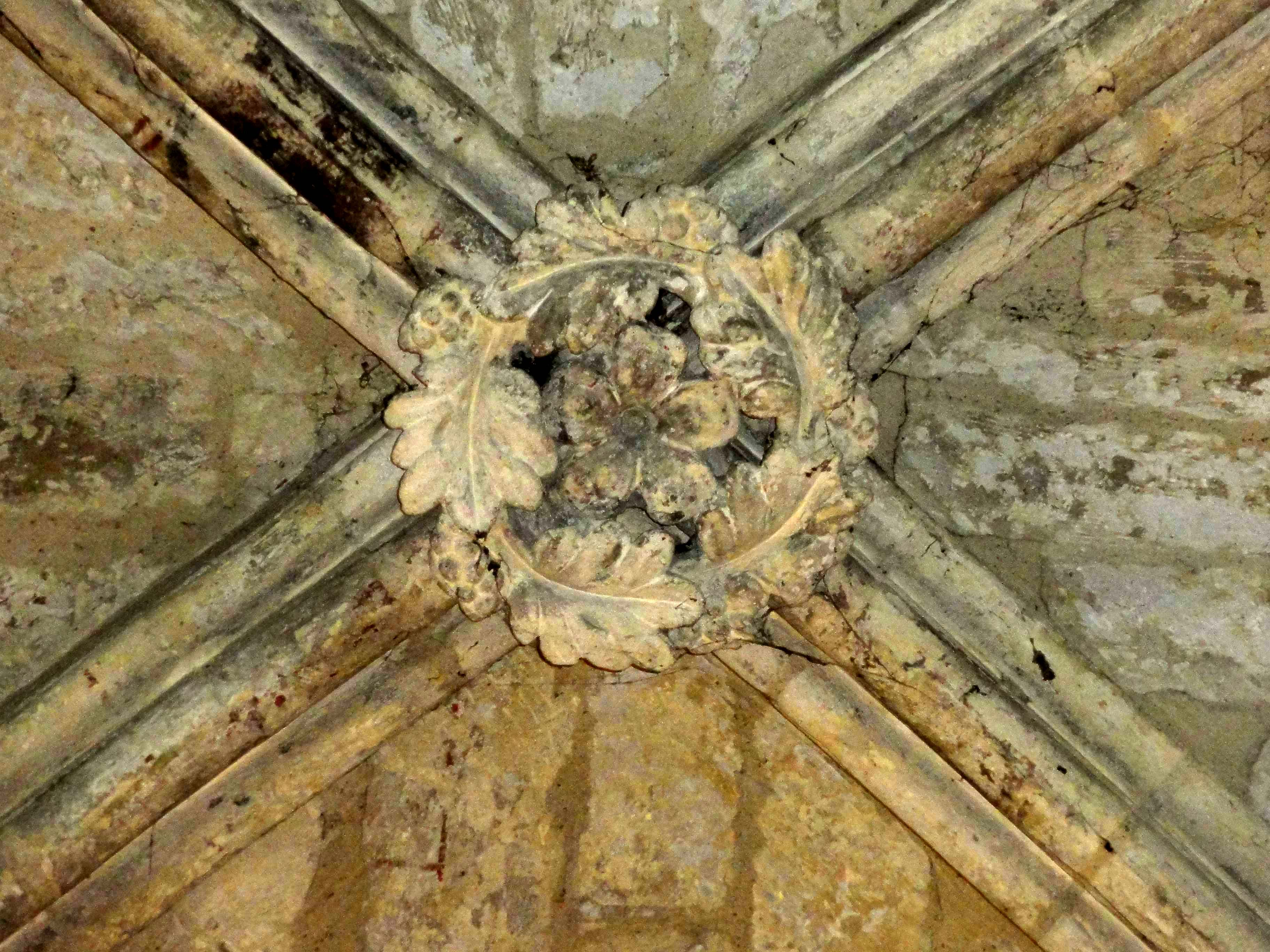
Bas-côté nord, clé de voûte de la 1re travée.
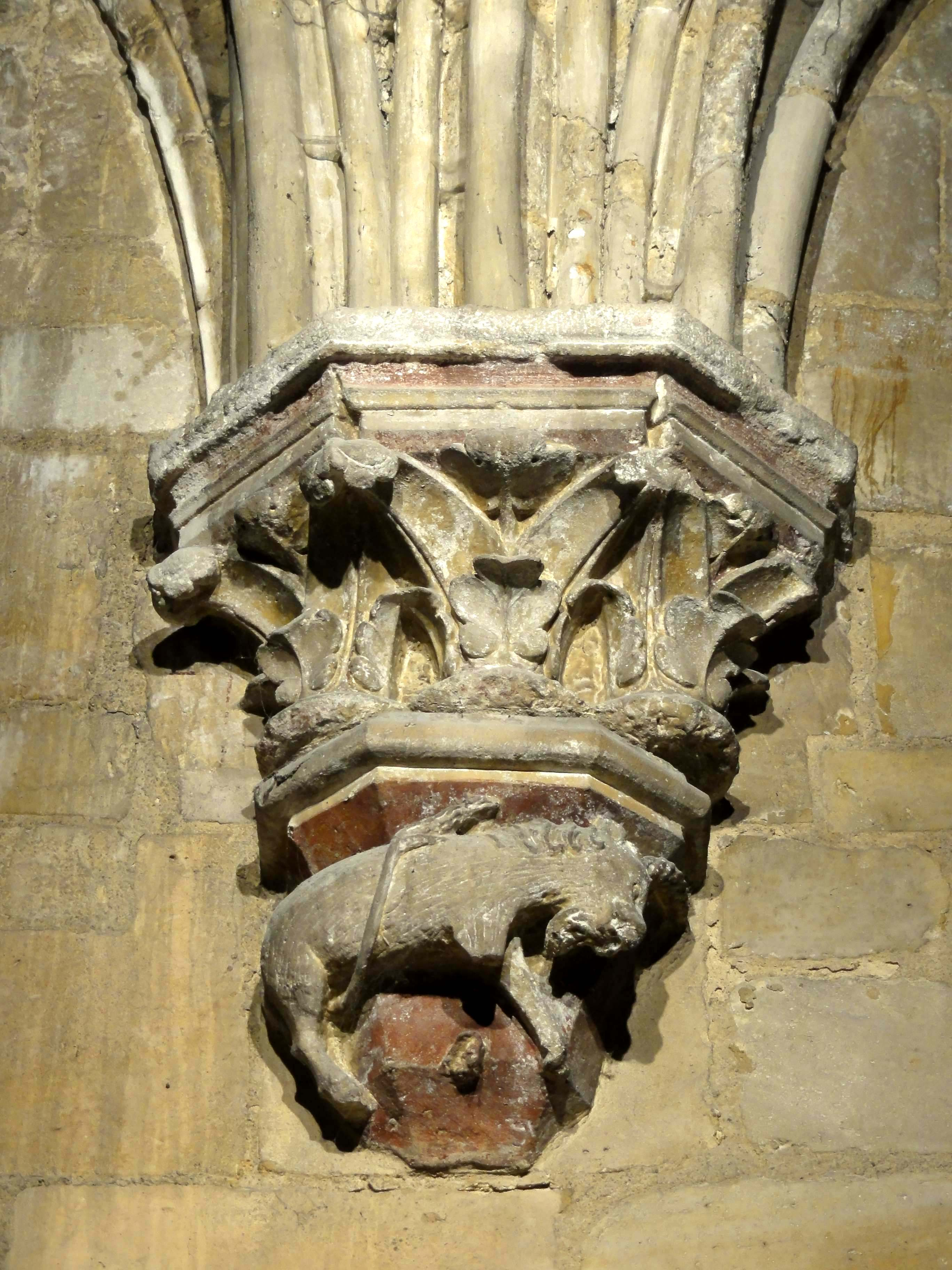
Bas-côté nord, cul-de-lampe du 3e doubleau.
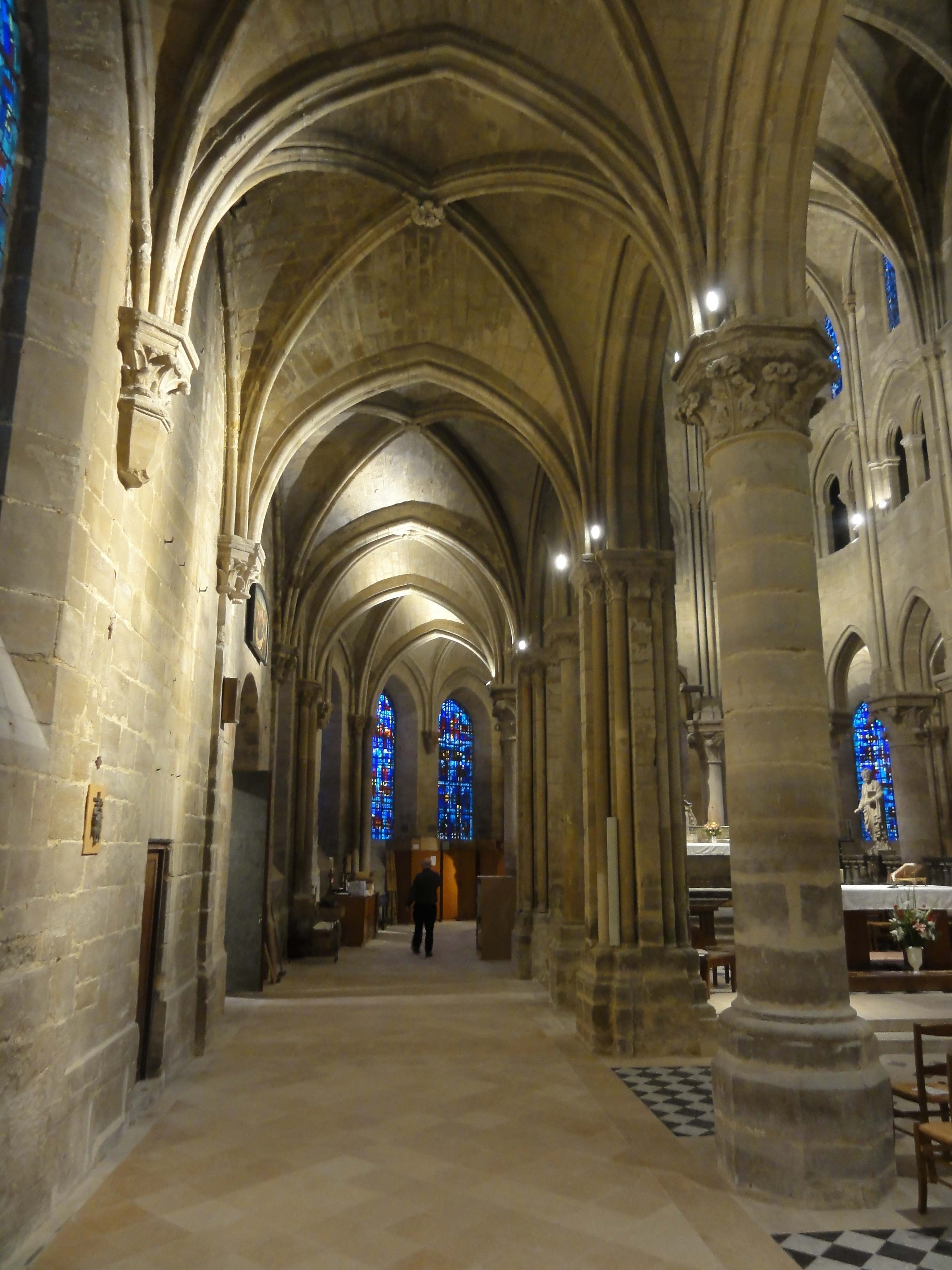
Bas-côté nord, vue vers l'est.
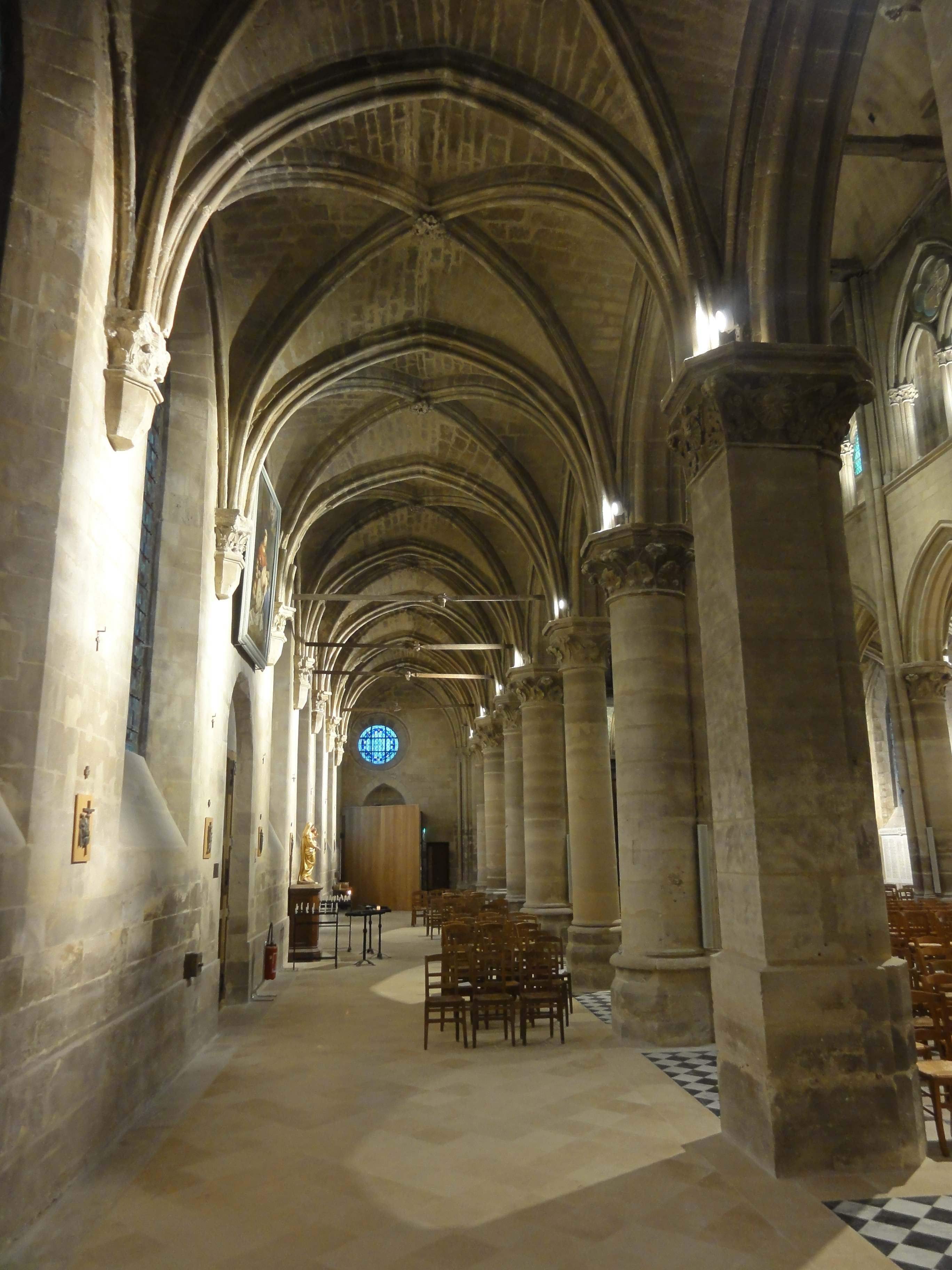
Bas-côté sud, vue vers l'ouest.
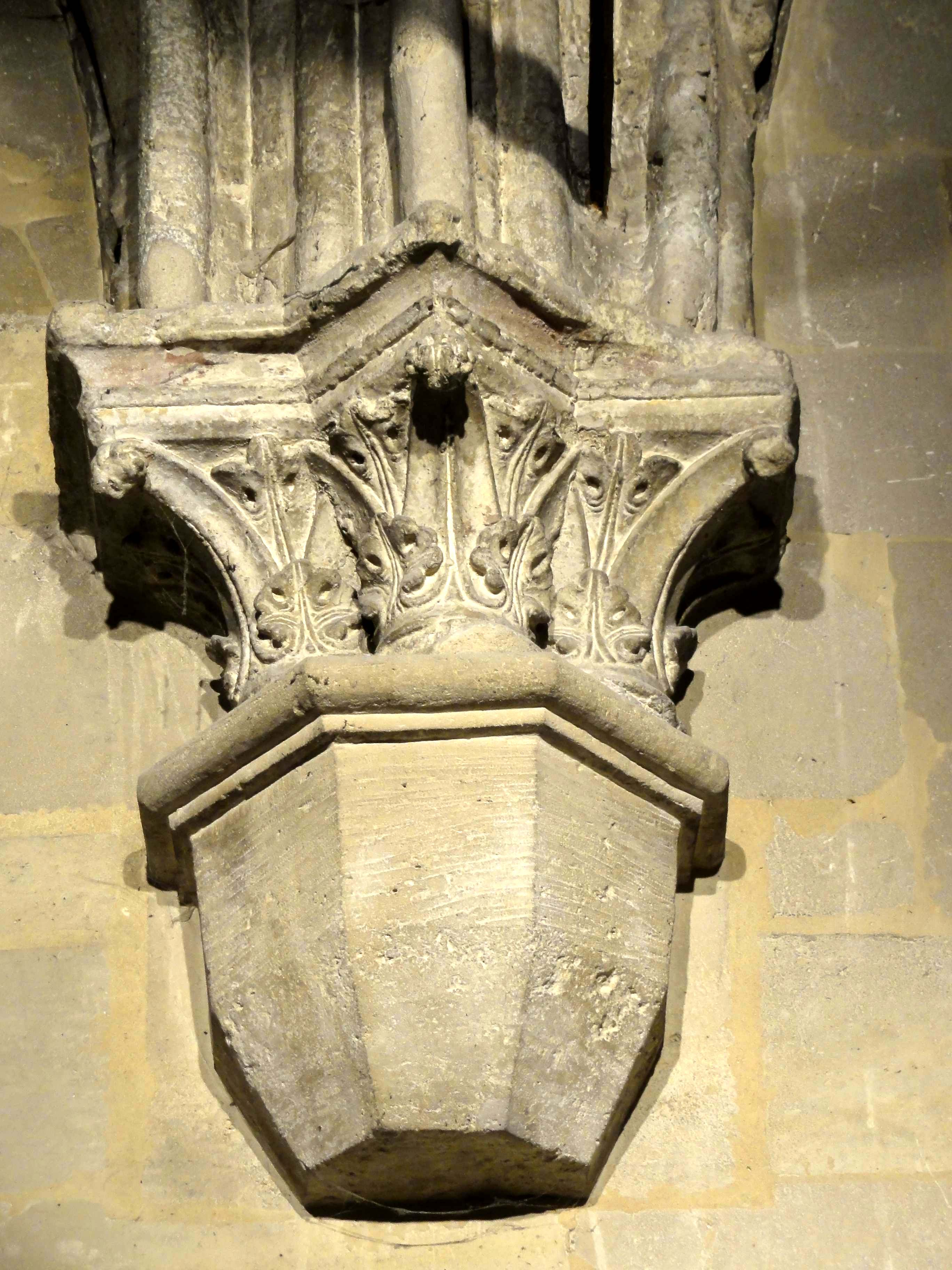
Bas-côté sud, chapiteaux du 5e doubleau.
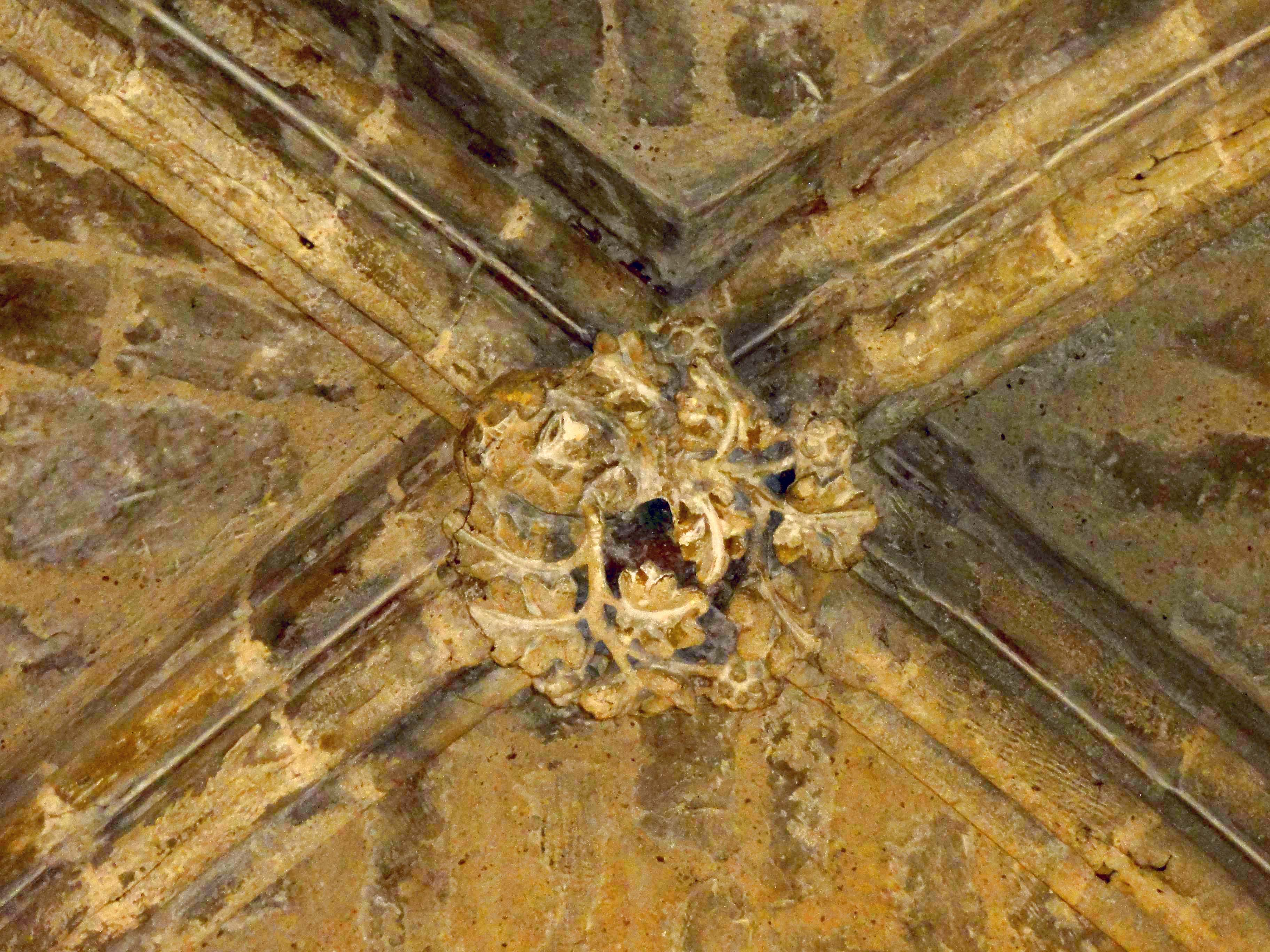
Bas-côté sud, clé de voûte de la 5e travée.

#### Chœur

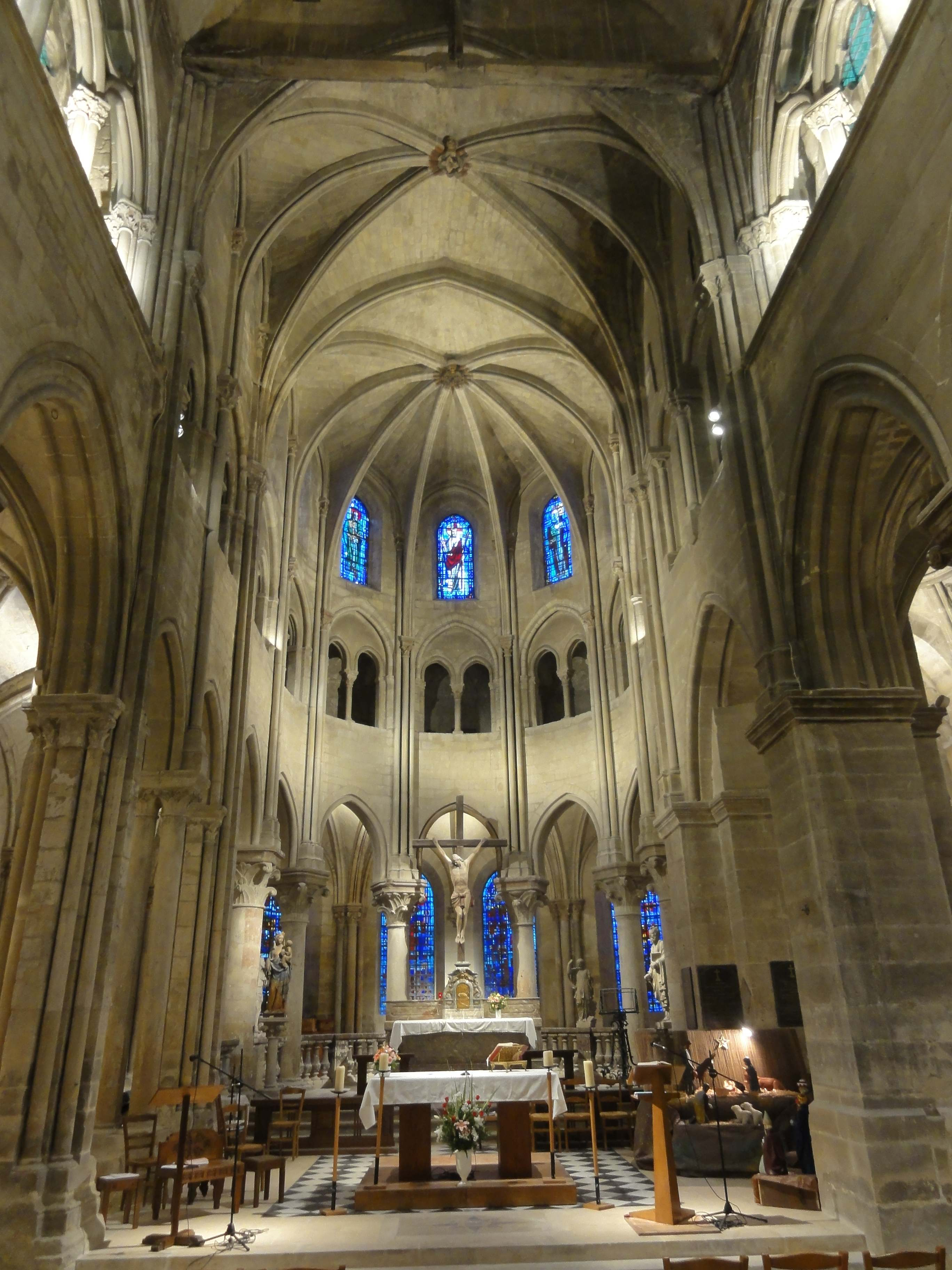
Vue vers l'est.

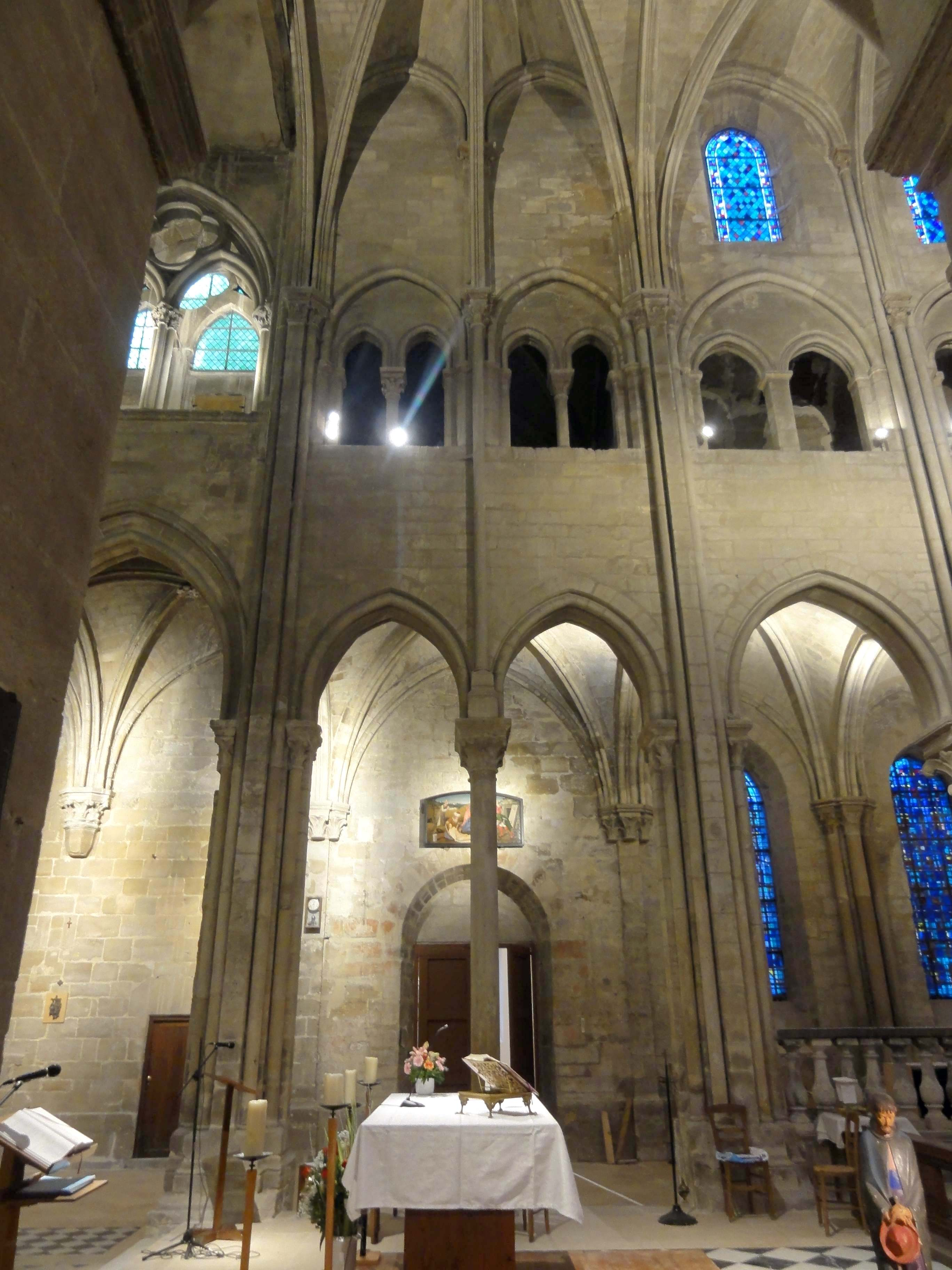
1re travée, élévation nord.

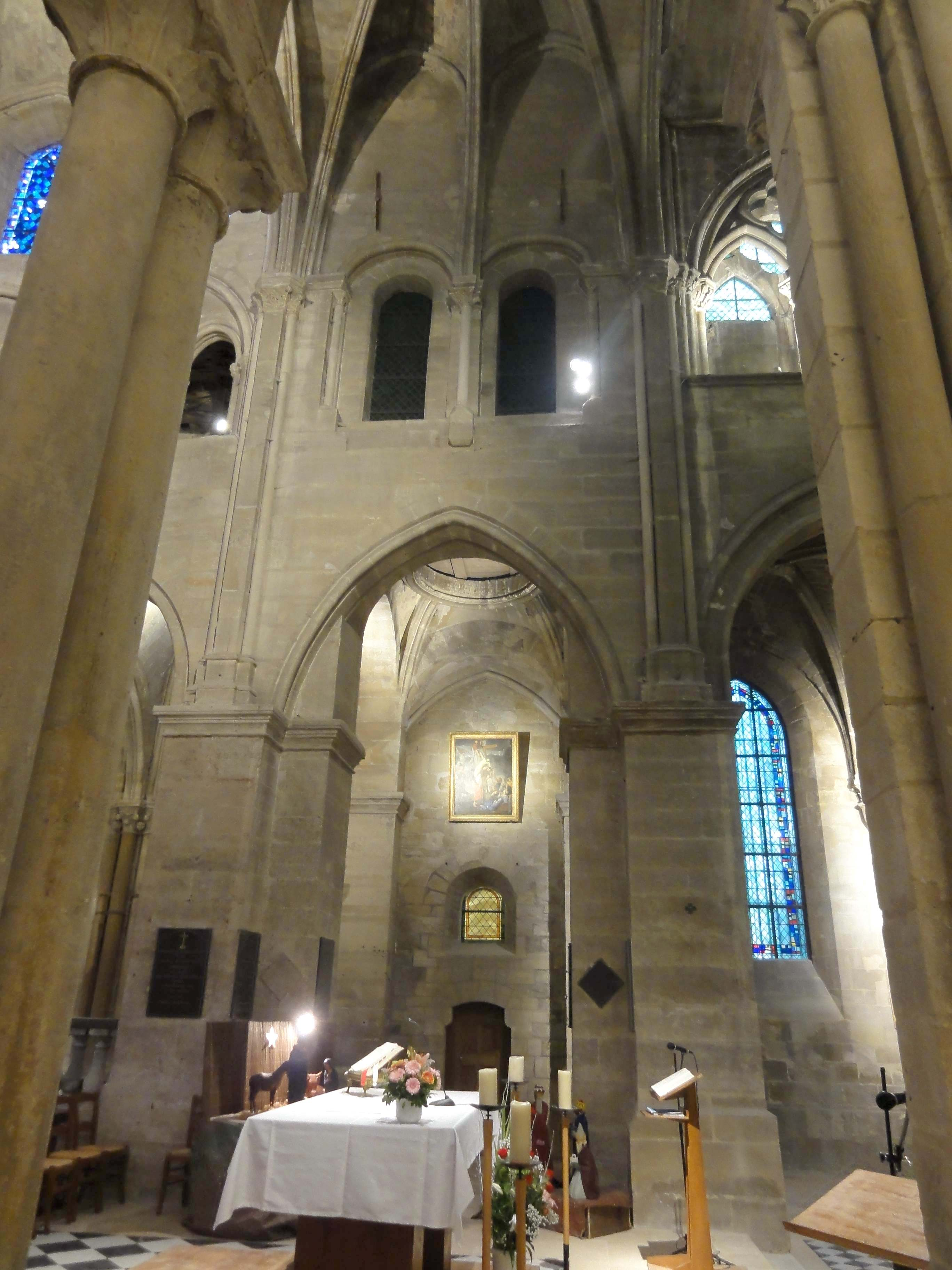
1re travée, élévation sud.

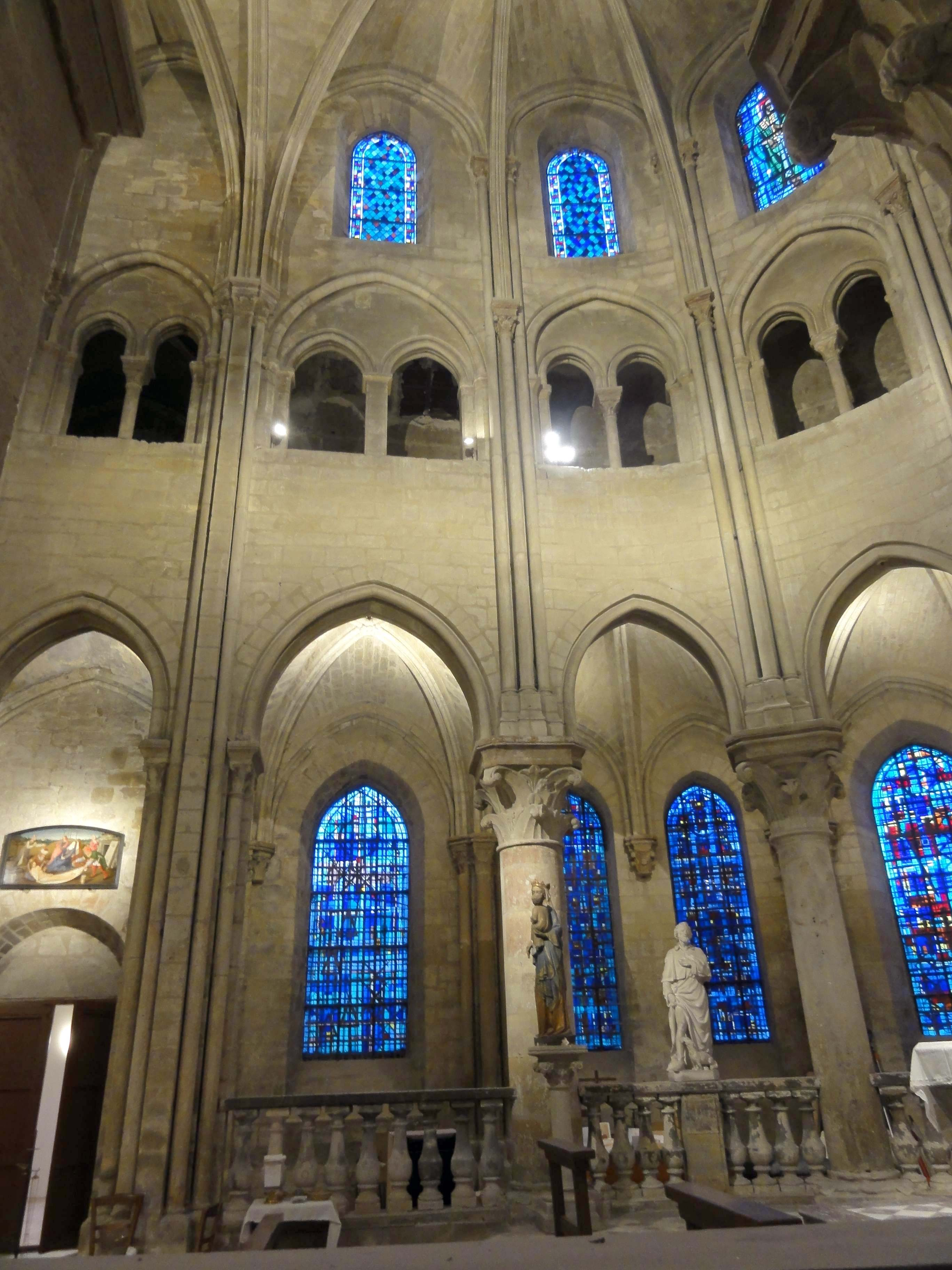
Abside, élévation nord.

Le chœur et le déambulatoire réunis mesurent 17 m de longueur dans l'œuvre. La largeur du vaisseau central est de 7,95 m dans la travée droite, soit un peu plus que dans la nef, et la hauteur sous le sommet des voûtes est de 16 m. Les tailloirs des grandes arcades se situent au même niveau que dans la nef, mais ces arcades étant plus étroites, comme toujours dans les absides, elles sont aussi moins élevées, et la distance entre le sommet des grandes arcades et l'appui du triforium est réduite. Ainsi s'explique qu'en dépit d'une hauteur de seulement 1,80 m supérieure à celle des murs latéraux de la nef, il y ait de la place pour un niveau d'élévation supplémentaire, celui des fenêtres hautes. C'est apparemment pour obtenir des grandes arcades d'une largeur sensiblement équivalente dans l'ensemble du chœur et pour éviter une arcade surbaissée, que le maître d'œuvre a opté pour deux arcades étroites au nord de la travée droite, et par conséquent, pour une voûte sexpartite, bien que les dimensions de la travée et son plan nettement barlong ne le justifient pas. Au sud, la présence de la base du clocher, d'origine romane, n'a pas permis de prévoir une disposition analogue et symétrique. Il n'y a qu'une unique grande arcade, en tiers-point elle aussi, et plus large et plus élevée que les autres arcades du chœur. Aucun élément d'architecture romane n'est plus visible depuis l'intérieur de l'édifice, et l'état actuel est le reflet de remaniements, qui sont susceptibles de remonter à l'époque de la construction du chœur, et aux alentours de 1730, en ce qui concerne les lourds pilastres.
L'architecte du dernier quart du XIIe siècle a donc composé avec la présence du clocher plus ancien, mais il semble aussi avoir été soumis à des contraintes moins évidentes, qui ont conduit à la dilatation du chœur après la base du clocher : le pan droit du déambulatoire est en fait oblique du côté sud. Il est possible qu'il s'agissait de réutiliser des fondations plus anciennes, mais la longue campagne de fouilles de 2012-2014 n'a malheureusement pas permis d'identifier le plan du précédent chœur, et l'hypothèse ne saura être vérifiée. Quoi qu'il en soit, l'irrégularité qui en résulte est dommageable pour l'impression de l'espace liturgique. Il est, sinon, un modèle d'harmonie, de raffinement sobre et d'équilibre des proportions, et n'a pas beaucoup d'équivalents dans la région, sans bien sûr atteindre la majesté du chœur de Notre-Dame de Paris, avec lequel il montre une ressemblance frappante. Les parties hautes du chœur de Saint-Denis sont de style rayonnant et nettement postérieures au chœur de Saint-Pierre de Gonesse. Dans le Val-d'Oise, l'église de Domont offre une version miniaturisée du chœur de Gonesse, avec seulement trois travées tournantes. Tant à Domont qu'à Gonesse, les limitations budgétaires n'ont pas permis de réaliser un triforium véritable, avec mur de refend et passage direct d'un travée à l'autre, mais seulement des galeries ouvertes sur combles. Ce n'est qu'à l'étage de la souche du clocher septentrional de Gonesse, soit au nord de la travée droite, que l'on trouve une salle voûtée d'ogives.
L'arc triomphal et le doubleau intermédiaire sont à simple rouleau, et relativement minces. Ils sont profilés d'une fine arête entre deux tores, ce qui est l'un des profils les plus répandus à la première période gothique, notamment pour les ogives. Celles-ci accusent donc le même profil. Les clés de voûte sont des couronnes de feuillages flanquées d'une tête sculptée du côté ouest. Elles conservent leur polychromie architecturale en vert et marron. L'ensemble des nervures des voûtes sont reçues sur les tailloirs carrés de chapiteaux de feuillages. Les chapiteaux des doubleaux sont portés par des pilastres, comme à certains endroits du triforium, du transept et du déambulatoire de Notre-Dame de Paris, et de certaines autres églises de la région. À côté des doubleaux, les ogives et formerets se partagent les mêmes tailloirs, qui sont ici implantés à 45° face aux ogives, et portés par des colonnettes à chapiteaux uniques flanquant les pilastres. Dans les angles de l'abside, les tailloirs et chapiteaux des ogives sont parallèles aux murs. Leurs fûts forment des faisceaux de trois colonnettes avec celles réservées aux formerets. Elles sont en délit, et apportent ainsi une touche d'élégance. Leurs tailloirs et chapiteaux sont situés nettement plus haut que ceux des ogives, près du niveau des impostes des fenêtres hautes. Mais contrairement à de nombreuses églises gothiques de dimensions plus restreintes, les formerets n'encadrent ici pas directement les fenêtres, qui sont relativement petites, et par conséquent trop éloignées des colonnettes et formerets pour obtenir un tel effet décoratif. Les fenêtres hautes sont des lancettes simples dépourvues de toute ornementation, ce qui illustre bien que l'architecte a misé sur la sobriété.
Pour revenir aux faisceaux de trois colonnettes dans les angles de l'abside, ils sont reçus sur les tailloirs des gros chapiteaux des grandes arcades, moyennant des bases moulurées et des socles cubiques. Ces colonnettes encadrent les baies géminées des galeries ouvertes sur combles, qui utilisent toute la largeur disponible. Chaque paire de baies est surmontée d'une archivolte moulurée d'un tore dégagé, qui affecte un tracé en arc brisé surhaussé, et retombe sur des tailloirs portés directement par les piédroits taillés en biseau, sans interposition de chapiteaux. En plus, chaque baie est surmontée individuellement d'une archivolte de la même forme, qui retombe sur les tailloirs de colonnettes à chapiteaux. Près des piédroits, les fûts sont appareillés. Au milieu, les deux archivoltes se partagent une colonnette en délit. L'on note l'absence de tout élément de scansion horizontal, que ce soit à l'appui des baies des galeries ou au-dessus. Sept assises séparent les baies des galeries des grandes arcades, qui sont ici à simple rouleau, et moulurées d'un méplat entre deux tores dégagés, à l'instar du rouleau inférieur des grandes arcades de la nef. Les tailloirs des gros chapiteaux des grandes arcades sont à angles abattus. Les corbeilles sont sculptées de feuilles striées aux extrémités recourbées en crochets, qui, selon Émile Lambin, tirent leur inspiration du nénuphar et de la fougère. Elles sont en outre agrémentées de quelques petites feuilles polylobées appliquées. Au nord et au sud, les piliers qui délimitent la partie droite du rond-point de l'abside sont plus forts que les autres, qui sont monolithiques et surprennent par leur faible diamètre,.
Des irrégularités existent dans la travée droite du chœur. Au nord, la colonnette réservée à la branche d'ogive supplémentaire reste isolée, et n'est pas flanquée de colonnettes correspondant aux formerets : ceux-ci sont reçus sur des culs-de-lampe en hauteur. Au sud, les formerets retombent sur des colonnettes à chapiteaux, comme dans les angles de l'abside, mais celles-ci reposent sur le tailloir de l'ogive, qui est agrandi grâce à deux ressauts, ainsi que le chapiteau. Cette disposition se retrouve dans le déambulatoire. La colonnette de l'ogive est reçue sur une console au niveau de l'appui des baies du faux triforium. — Au nord, l'étage de galeries ouvertes sur combles répond aux mêmes principes que dans l'abside, mais les baies sont nettement plus étroites. Au sud, il y a des baies uniques en plein cintre munies de vitrages. Ces baies sont surmontées d'une archivolte torique, mais cantonnées d'une unique colonnette à chapiteau, située à quelque distance des retombées des doubleaux. Leurs tailloirs se situent au même niveau, et sont visuellement reliés les uns aux autres grâce à des tablettes moulurées continues. Les pans de mur à côté des baies sont plus larges du côté des colonnettes que du côté du trumeau, ce qui crée une dissymétrie de mauvais effet. — Enfin, les grandes arcades au nord de la travée droite retombent au milieu sur deux fines colonnettes à chapiteaux superposées, ce qui est un procédé appliqué systématiquement à l'abside de Deuil-la-Barre. Au sud, l'arcade septentrionale de la base du clocher retombe sur des impostes moulurés d'une manière différente des tailloirs des chapiteaux, et les pilastres et colonnettes des doubleaux et ogives s'arrêtent sur ces impostes, au lieu de descendre jusqu'au sol, ce qu'ils font au nord. L'ouverture réelle de l'arcade est moins large que l'archivolte, car les piédroits sont renforcés par des piliers rectangulaires situés un peu en retrait.

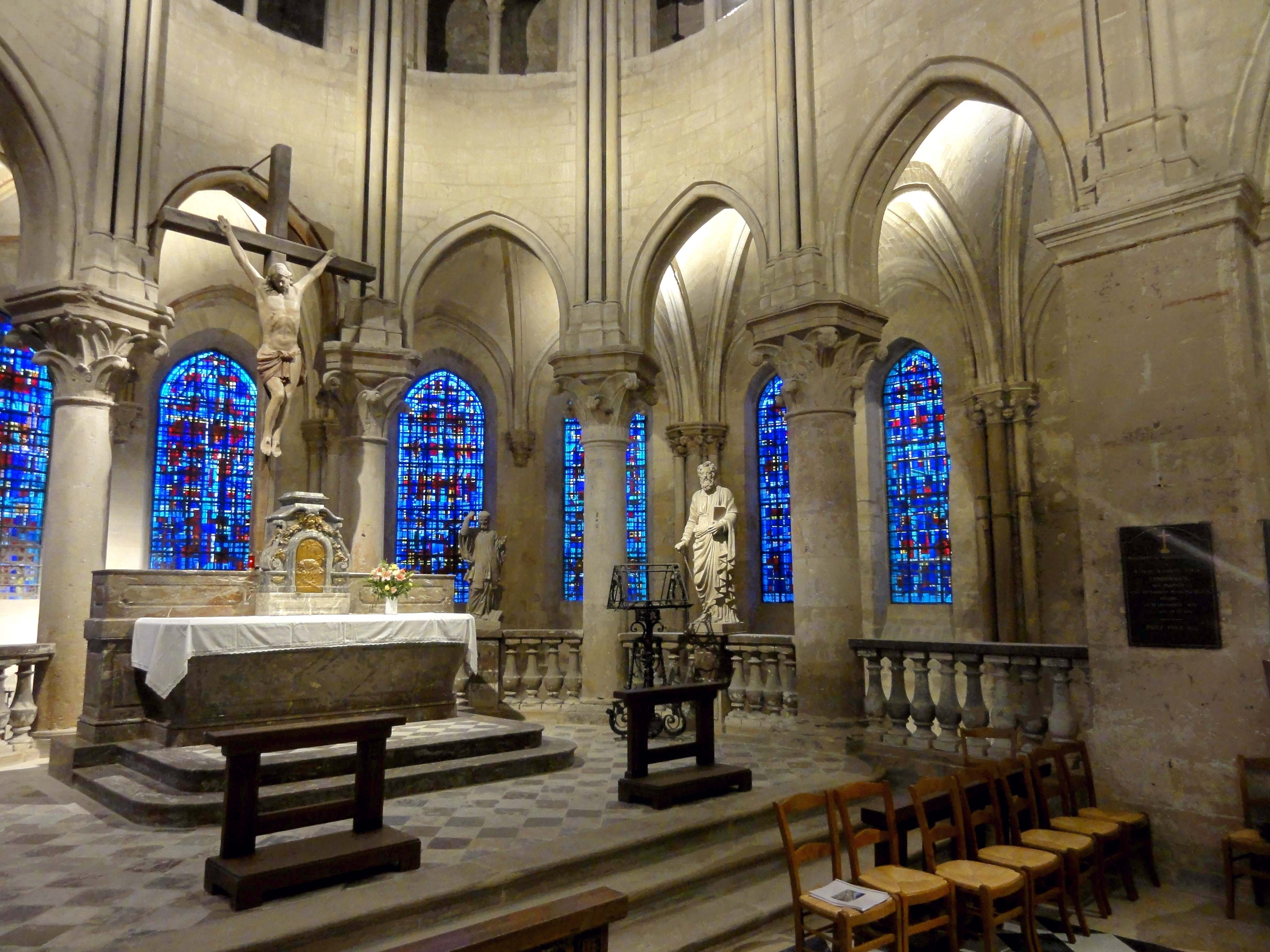
Rond-point de l'abside, vue vers le sud-est.
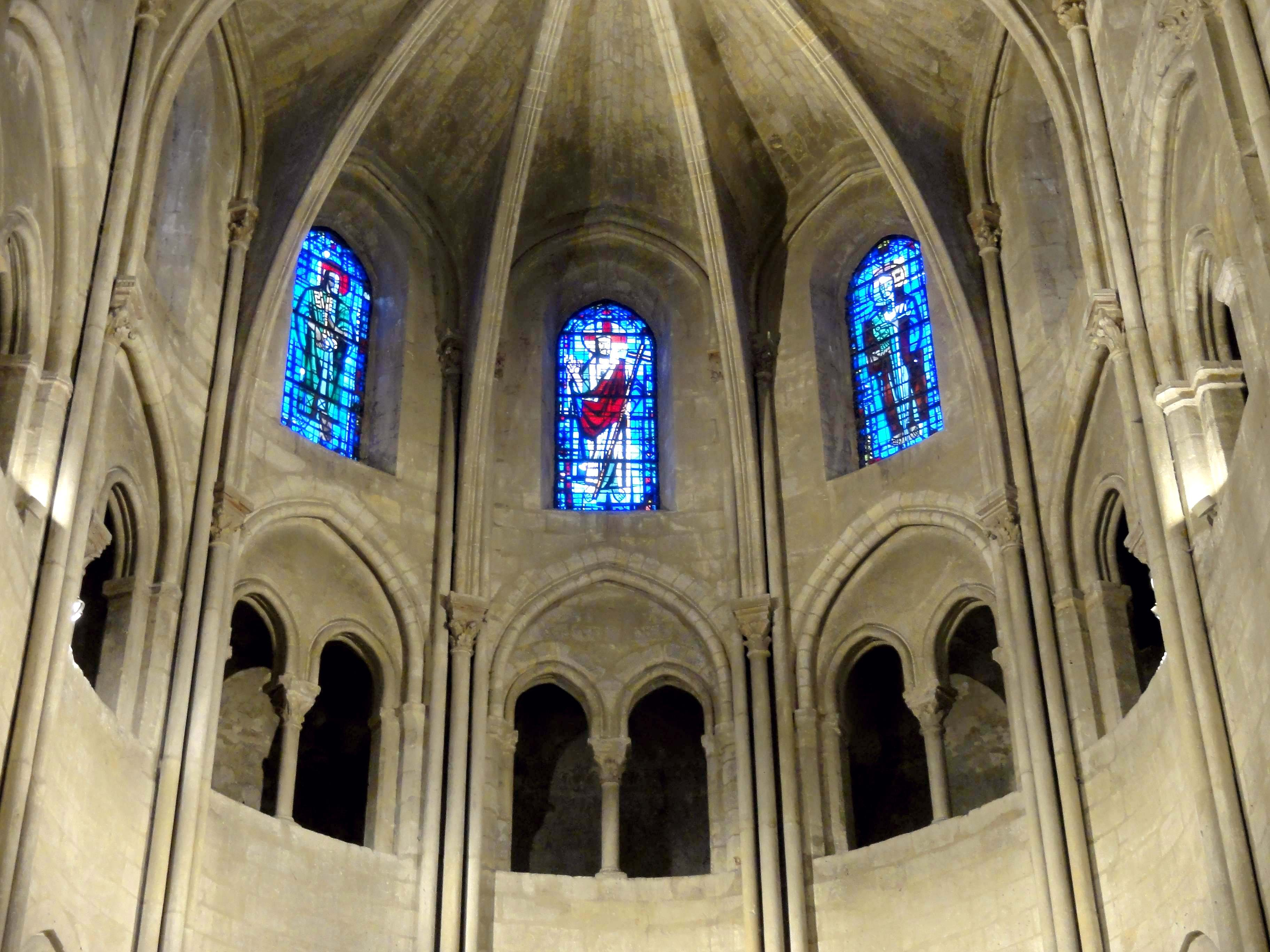
Parties hautes, côté est.
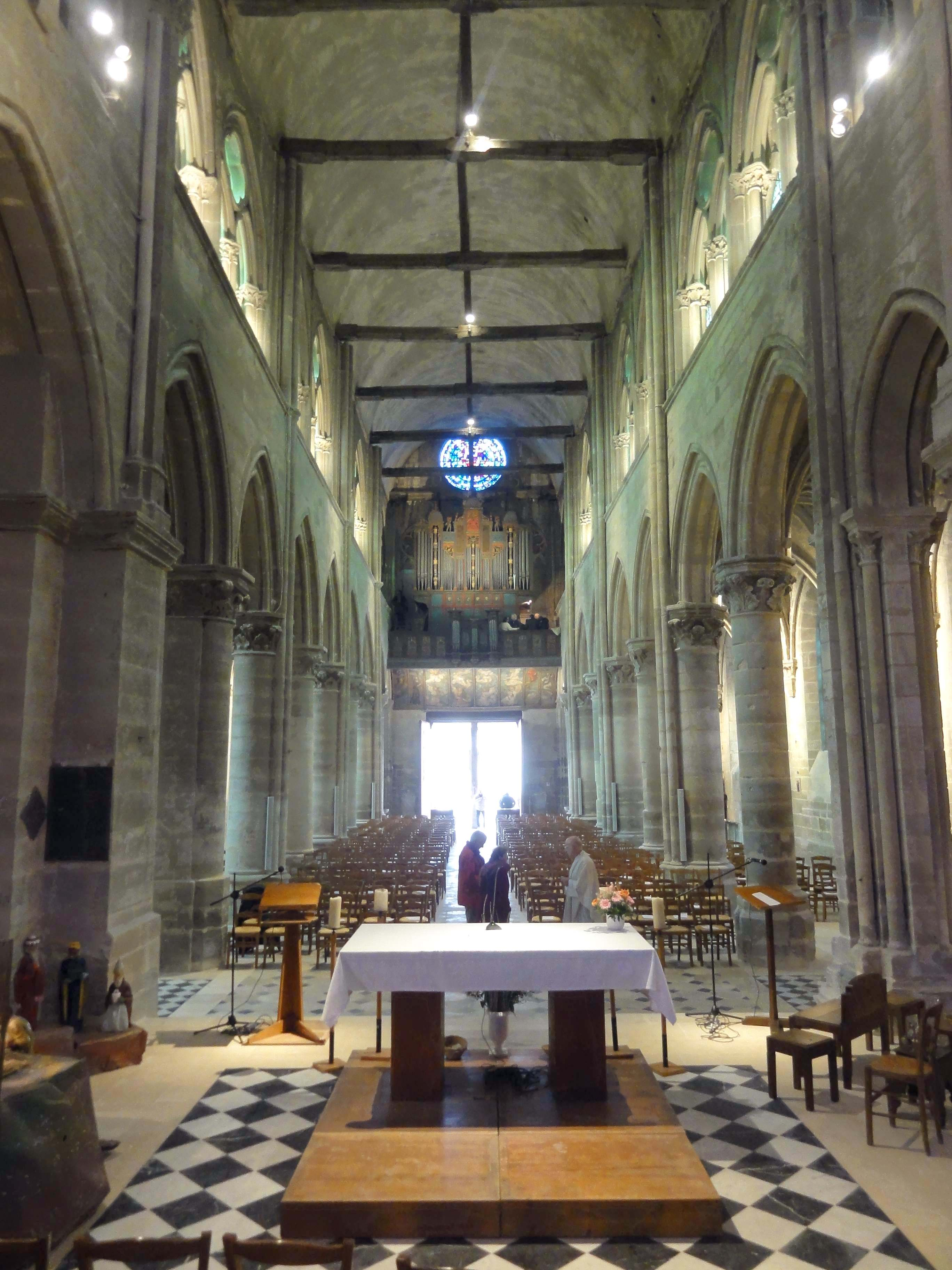
Vue vers l'ouest.
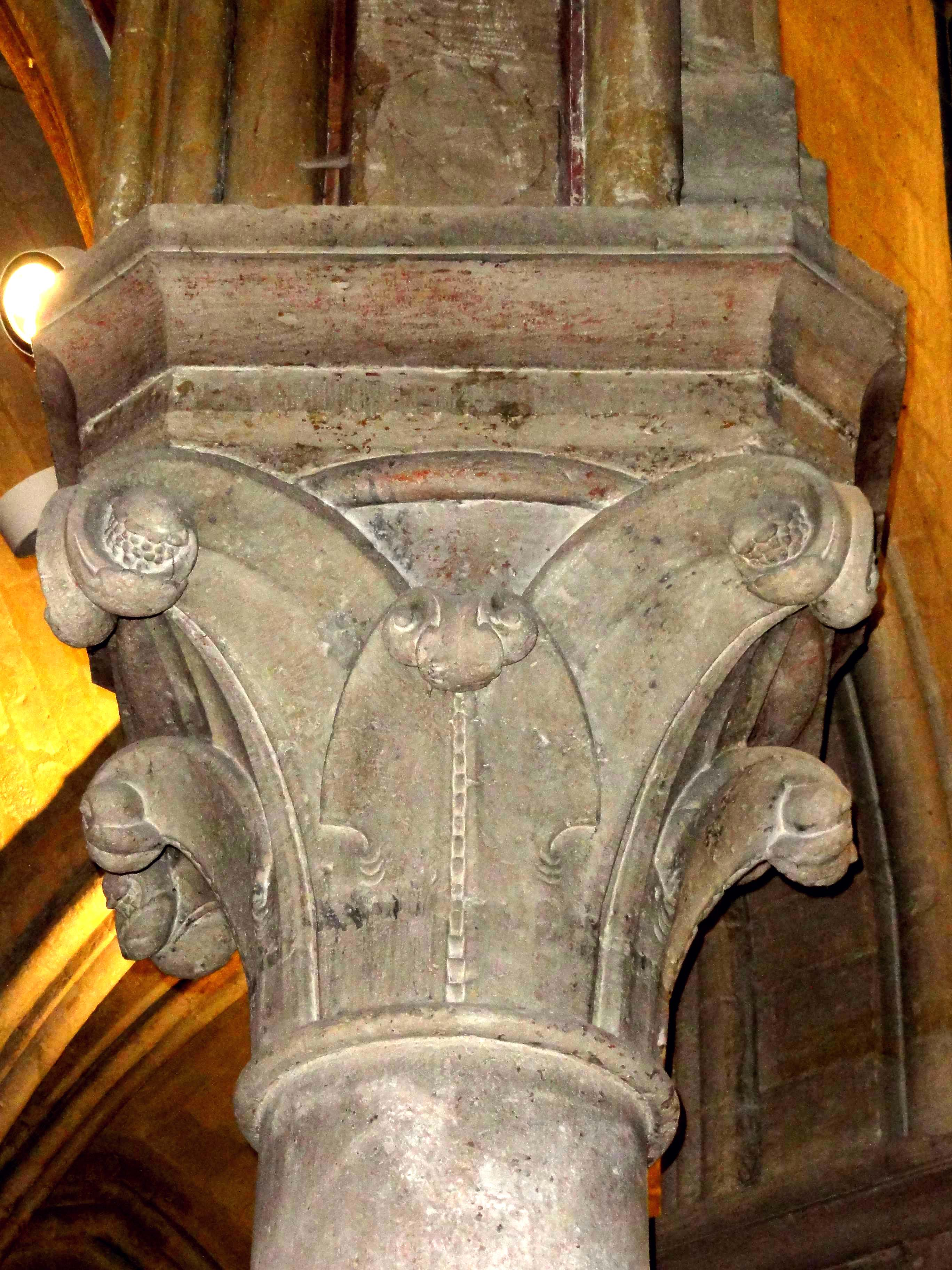
Chapiteau des grandes arcades, à droite de l'axe.
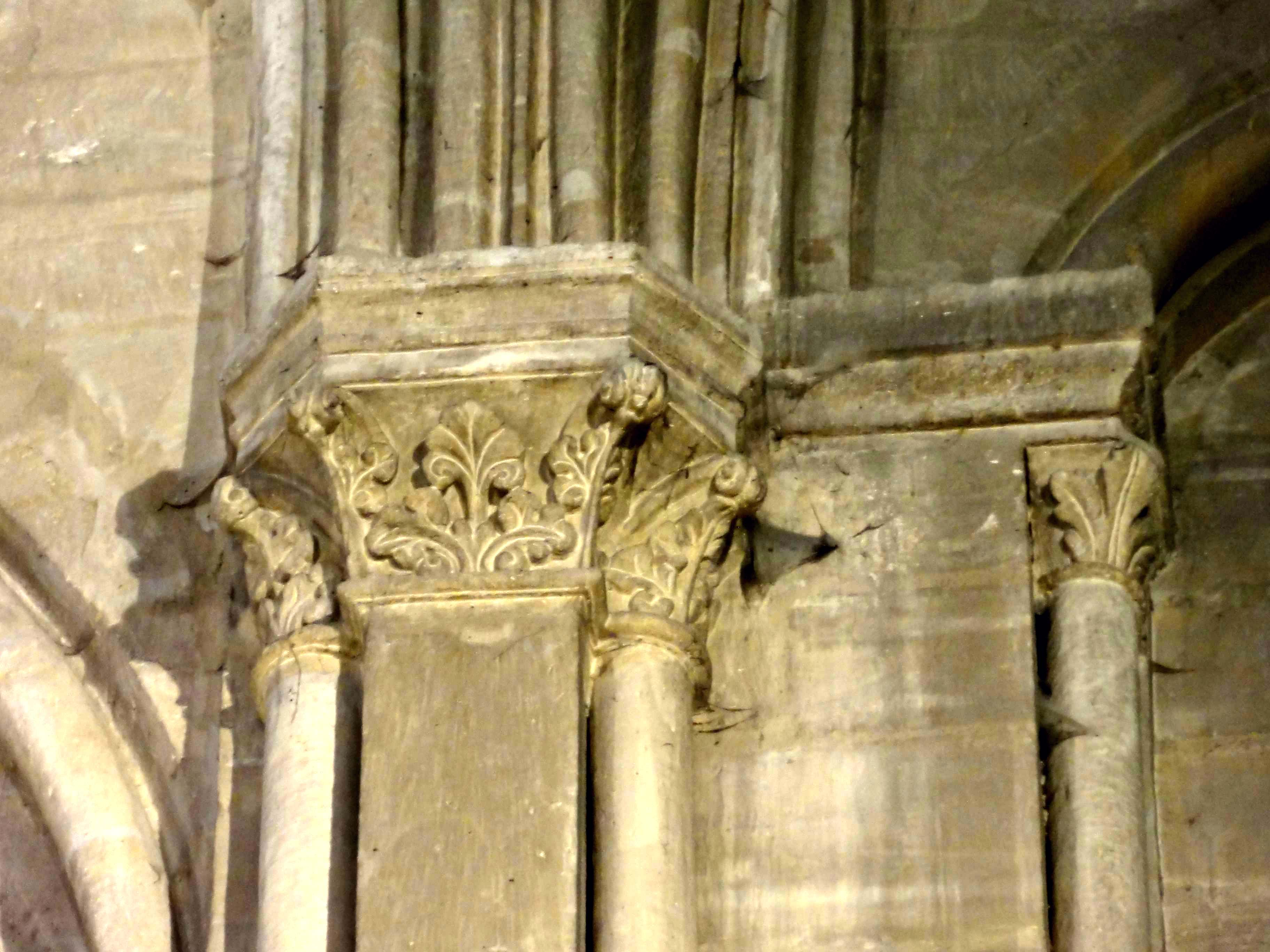
Doubleau intermédiaire, chapiteaux côté sud.
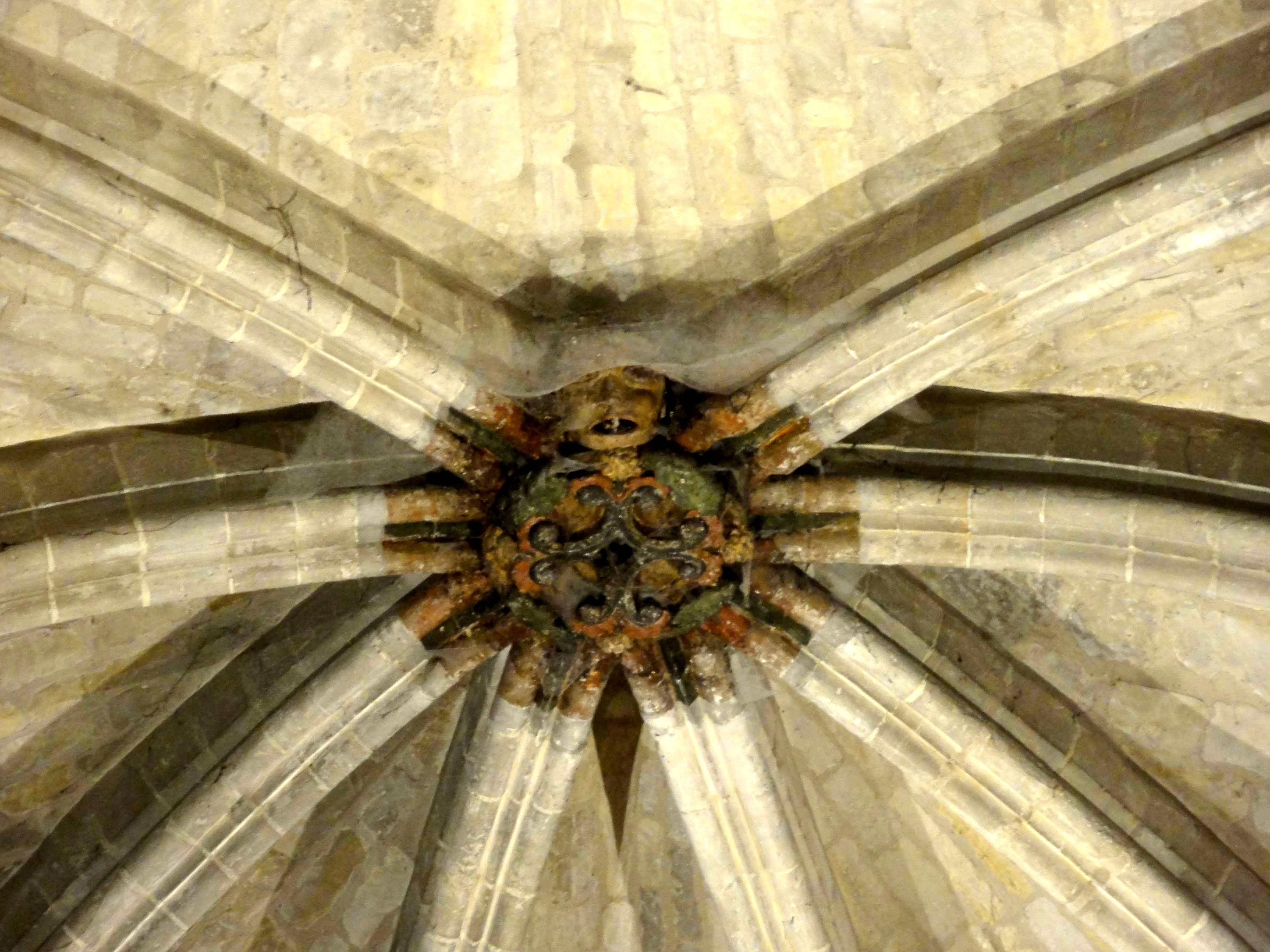
Clé de voûte de l'abside.

#### Déambulatoire

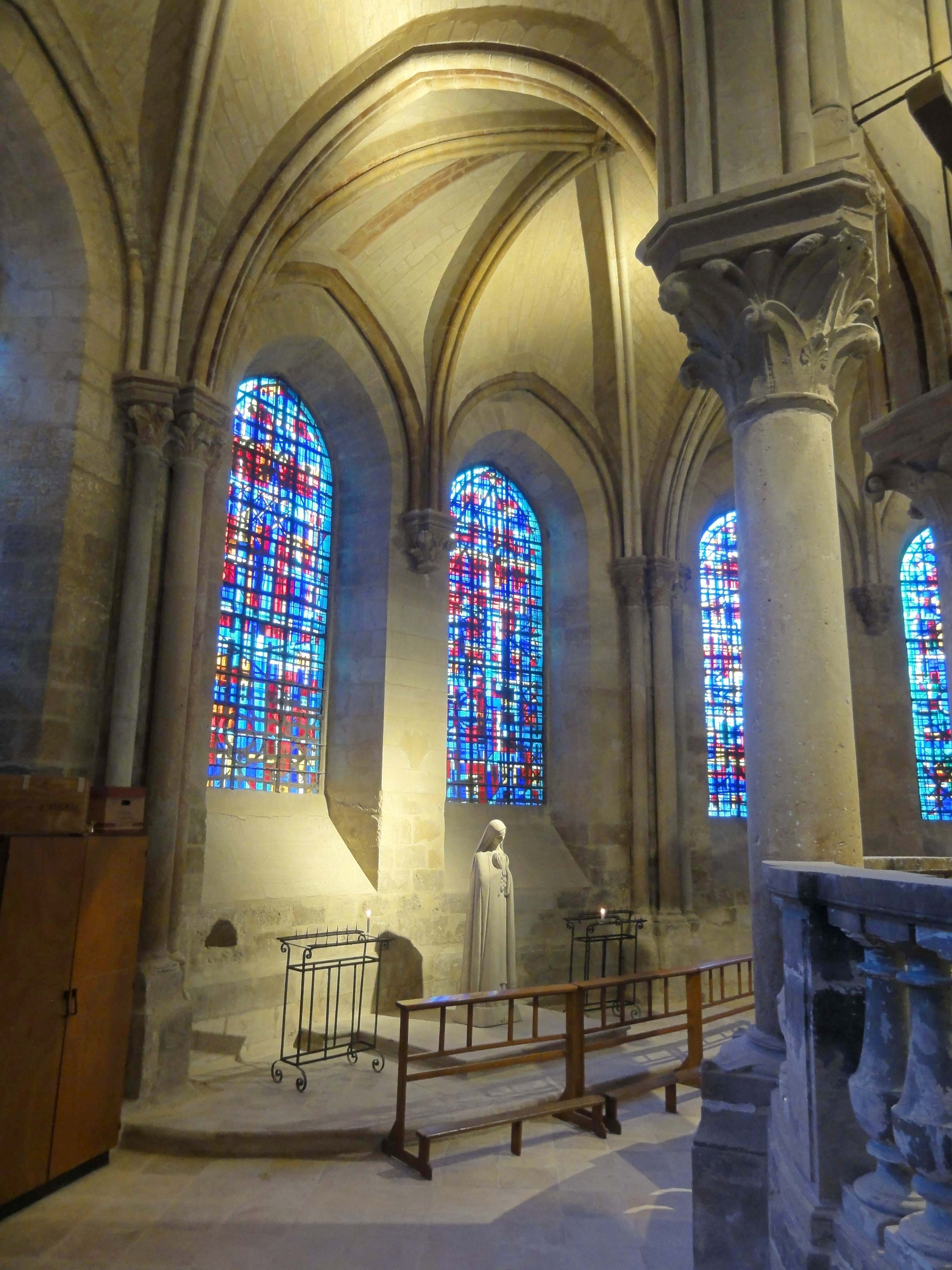
Déambulatoire, travée d'axe, vue vers le sud.

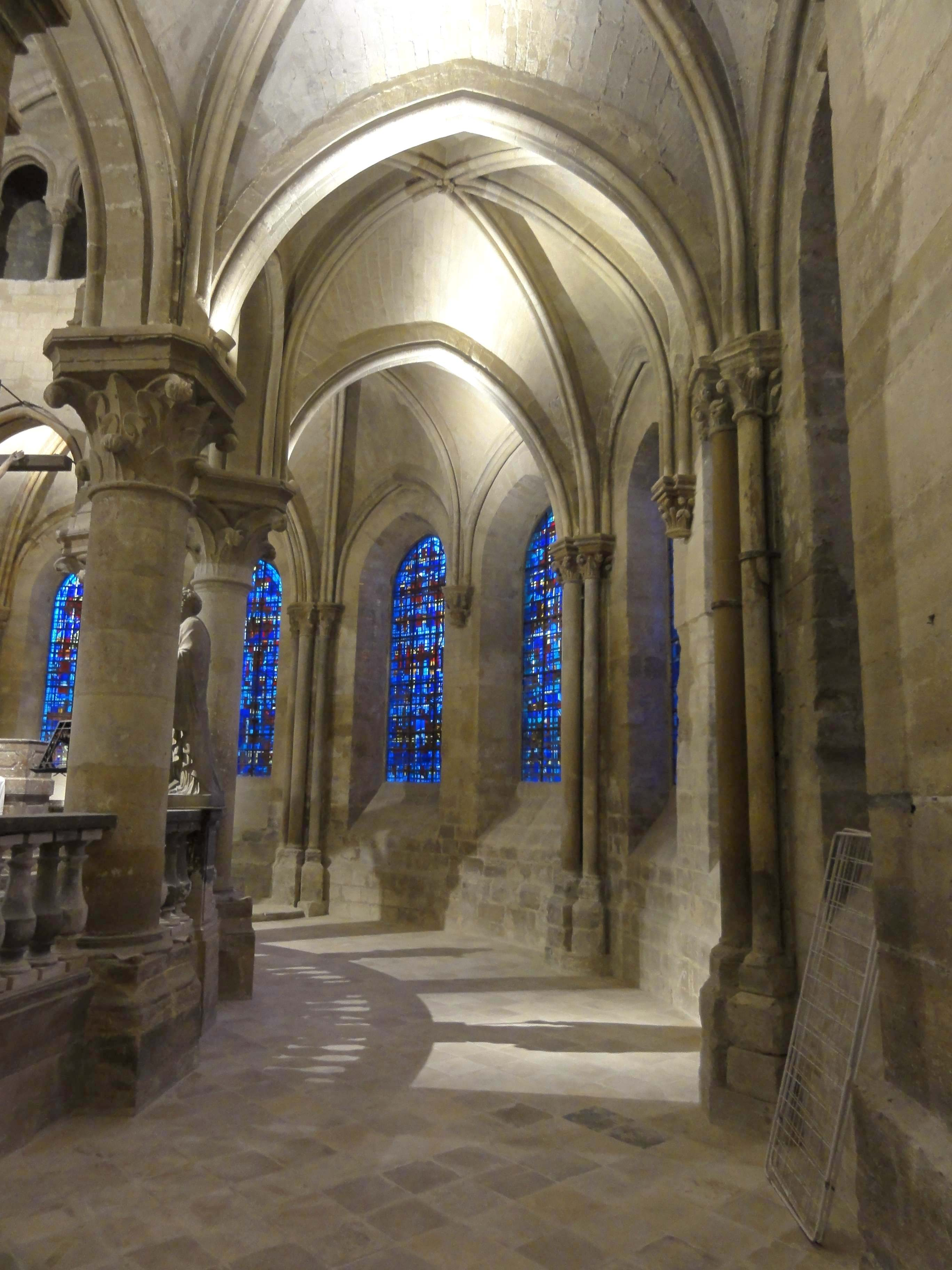
Déambulatoire, contre le sens de l'horloge.

On peut distinguer entre la base du clocher ; le bas-côté nord de la travée droite du chœur ; et le déambulatoire proprement dit, qui se compose de deux travées droites et de cinq travées tournantes. La base du clocher n'appelle que peu de remarques, et son état actuel est vraisemblablement le fruit des remaniements autour de 1730. La voûte, percée d'un grand trou pour la remontée des cloches, est flanquée de quatre arcades en plein cintre, qui reposent sur des piliers rectangulaires, et se superposent aux doubleaux des travées adjacentes, à la grande arcade vers le vaisseau central, et au mur méridional, qui comporte la porte de la sacristie et une fenêtre intérieure. Le trou de cloches est cerné par une moulure qui évoque les ogives et doubleaux des bas-côtés de la nef, ce qui est probablement une coïncidence. Les ogives accusent le même profil. Très courtes en raison du diamètre important de l'orifice, ils se fondent dans les angles de la travée. Il n'y a pas de chapiteaux, mais des impostes moulurés d'un profil pseudo-gothique, comme du côté du vaisseau central. Plus intéressant est le bas-côté de la travée droite. Il se distingue des bas-côtés de la nef par le profil de ses ogives, qui est de deux tores séparés par un intervalle, et par l'absence de culs-de-lampe en dessous des chapiteaux, qui ont été privés de leurs fûts à l'instar des bas-côtés de la nef. Comme dans les travées orientales du bas-côté nord, il y a des groupes de trois chapiteaux, dont ceux correspondant aux ogives sont plantés de biais. D'un bel effet sont les colonnettes monolithiques des grandes arcades. À l'ouest et à l'est, les angles des piédroits sont cantonnés de fines colonnettes, et à l'intersection entre les deux arcades, l'on trouve les deux colonnettes superposées déjà signalées, évoquant le chœur de Deuil-la-Barre. L'on peut encore signaler les bases composées de deux petits boudins très aplatis ; d'une scotie ; et d'un gros boudin très aplati, dont les angles sont flanquées de griffes végétales.
Au nord, les grandes arcades de l'abside commencent de la même manière que dans la travée droite, par deux colonnettes à chapiteaux logées dans les angles rentrants du pilier. Au sud, le pilier à la fin des grandes arcades, soit la pile nord-est du clocher, est concerné par les réfections autour de 1730, et la configuration d'origine n'est plus en place. Les six piliers isolés du rond-point de l'abside avec leurs bases et chapiteaux sont particulièrement bien mis en valeur, car non altérés par des boiseries. La continuité visuelle avec le sanctuaire est entièrement assurée, comme l'avait prévu l'architecte du dernier quart du XIIe siècle, grâce au renoncement à l'installation d'un grand retable, à l'instar de la cathédrale Saint-Maclou de Pontoise, où le déambulatoire est devenu un espace isolé du reste de l'église. La séparation entre l'espace liturgique et le déambulatoire est assuré par une balustrade en pierre de style classique, suffisamment basse pour ne pas s'imposer comme un élément dominant. Les voûtes du déambulatoire répondent aux mêmes principes que celles du bas-côté de la partie droite du chœur, et sont séparées par des doubleaux profilés d'une arête entre deux tores, ce qui est le profil des ogives et doubleaux du vaisseau central. Les faisceaux de trois colonnettes adossées au mur extérieur sont encore en place, ou ont été restitués. Comme la plupart des autres fûts dans l'église Saint-Pierre-Saint-Paul, sauf les piliers isolés au nord et au sud de l'abside, et les colonnettes à gauche et à droite des baies du triforium, ils sont en délit. Ceci souligne encore le grand soin apporté à la construction de l'édifice. Dans les cinq travées tournantes, deux pans de mur correspondent à une grande arcade. Il en résulte des voûtes à cinq branches d'ogives, avec deux formerets le long du mur. La branche d'ogive supplémentaire est reçue sur le tailloir d'un chapiteau unique, dont l'assiette est augmentée grâce à des ressauts à gauche et à droite. Un autre spécimen de cette forme de chapiteau a été signalé dans le vaisseau central, devant le clocher. On le trouve aussi dans l'abside de Vétheuil, de la même époque. Les fûts de ces chapiteaux manquent aujourd'hui, ainsi que les bases et les socles. Les fenêtres sont des lancettes simples largement ébrasées, qui occupent presque toute la largeur disponible entre les supports, contrairement à ce qui a été observé sur l'étage des fenêtres hautes. L'on note en particulier la faible hauteur des allèges. Tout ceci contribue à un éclairage généreux,.

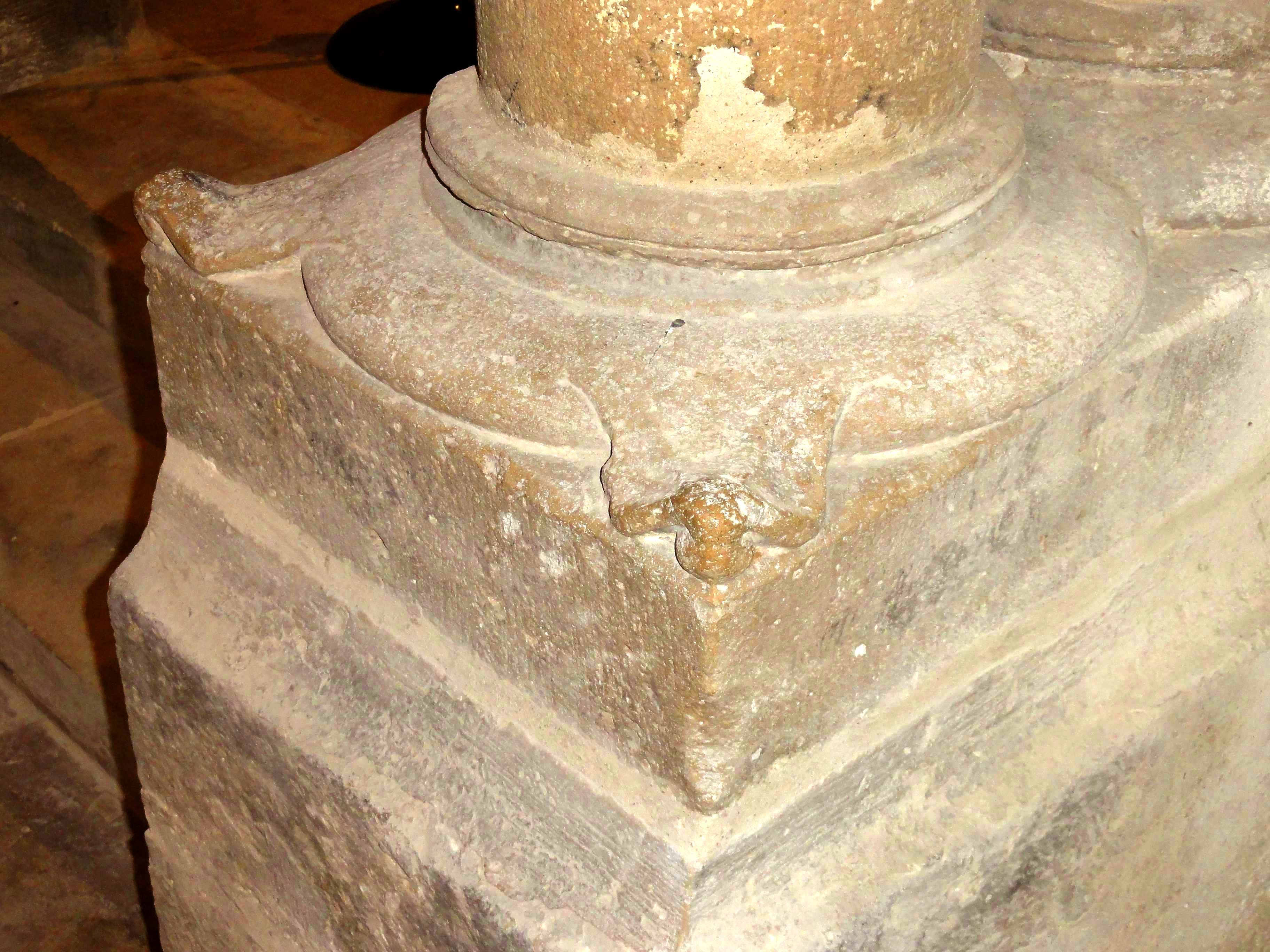
Base à griffes d'un pilier isolé.
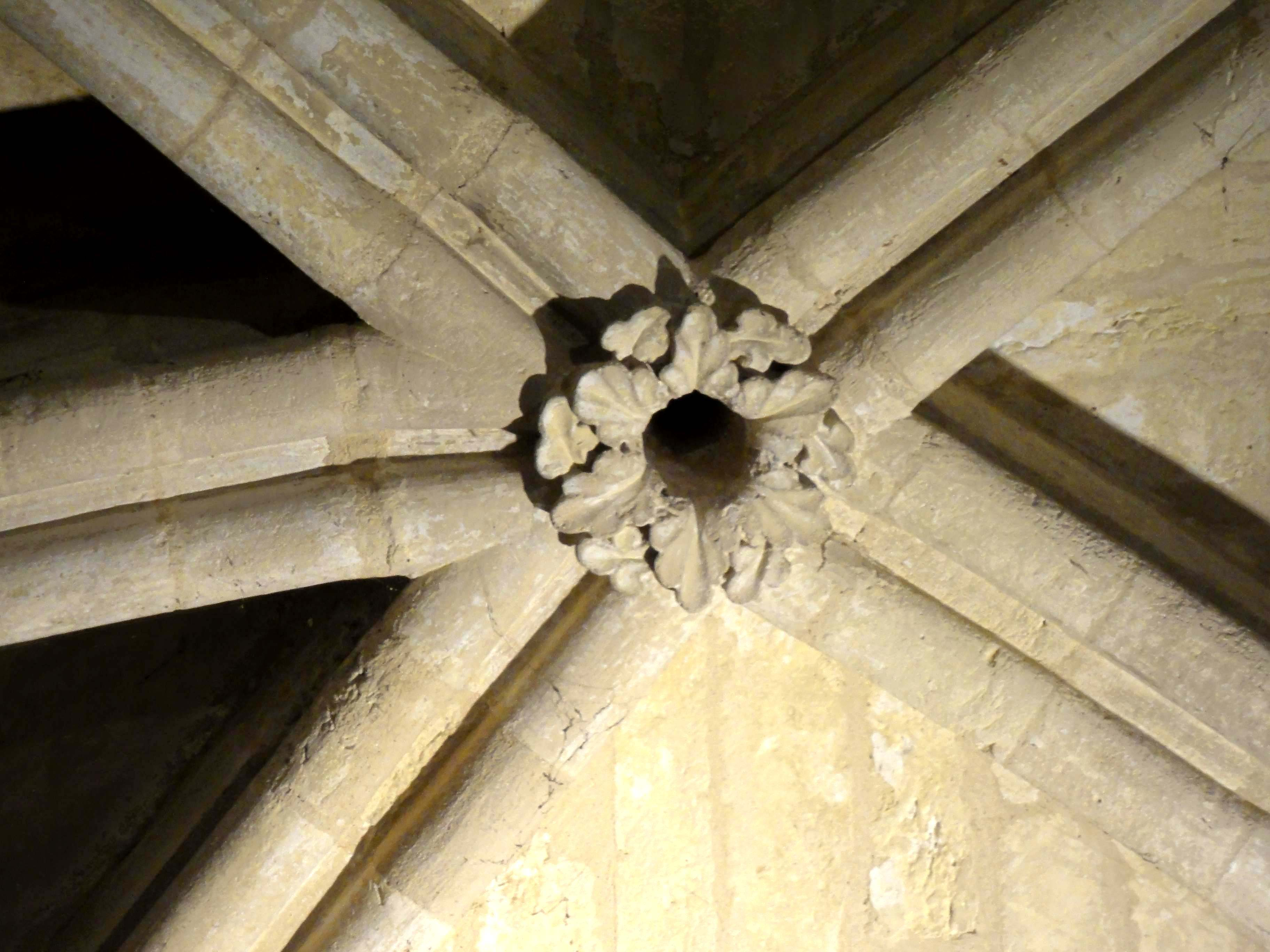
Clé de voûte d'une travée tournante.
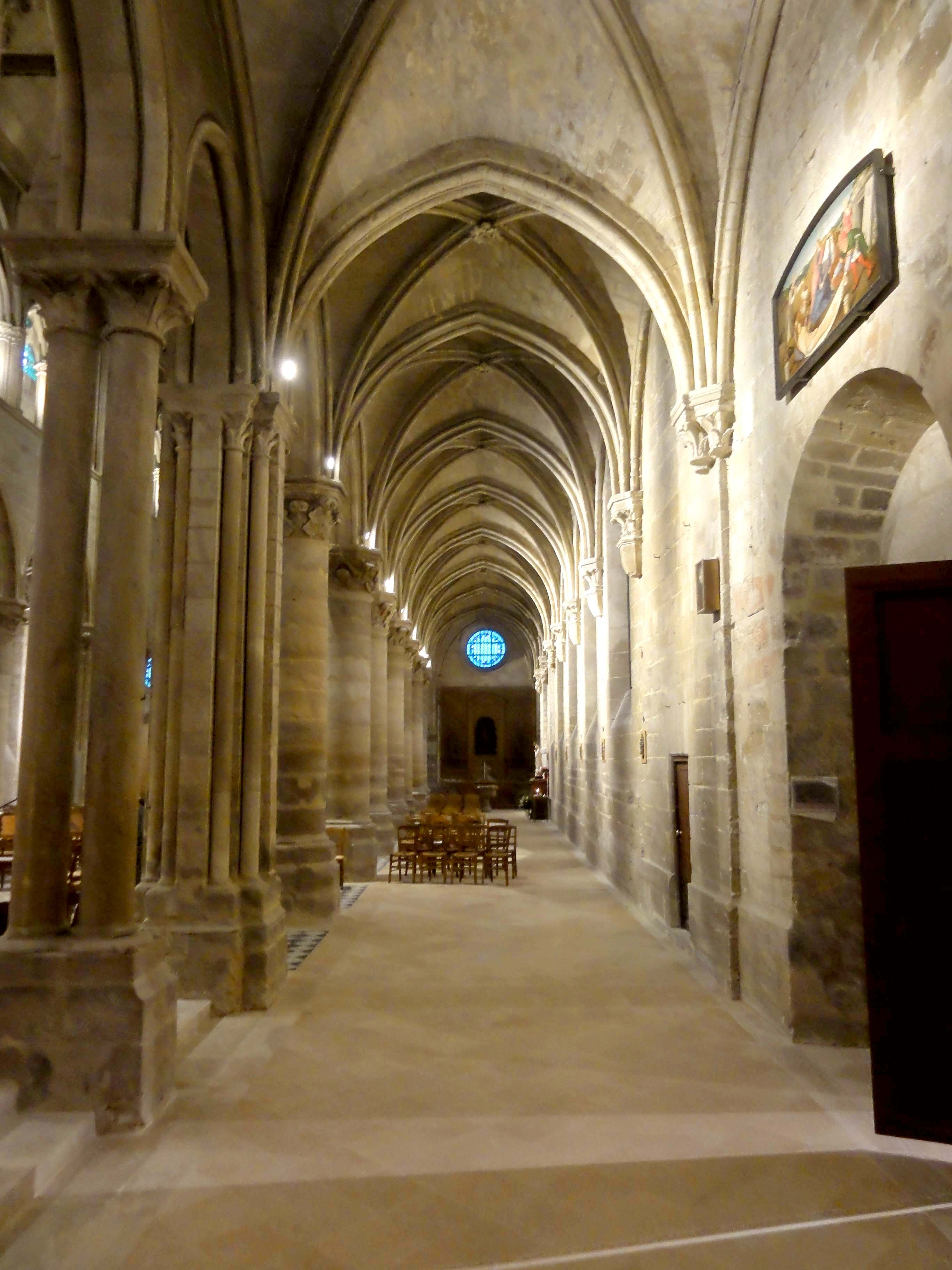
Bas-côté nord du chœur, vue vers l'ouest.
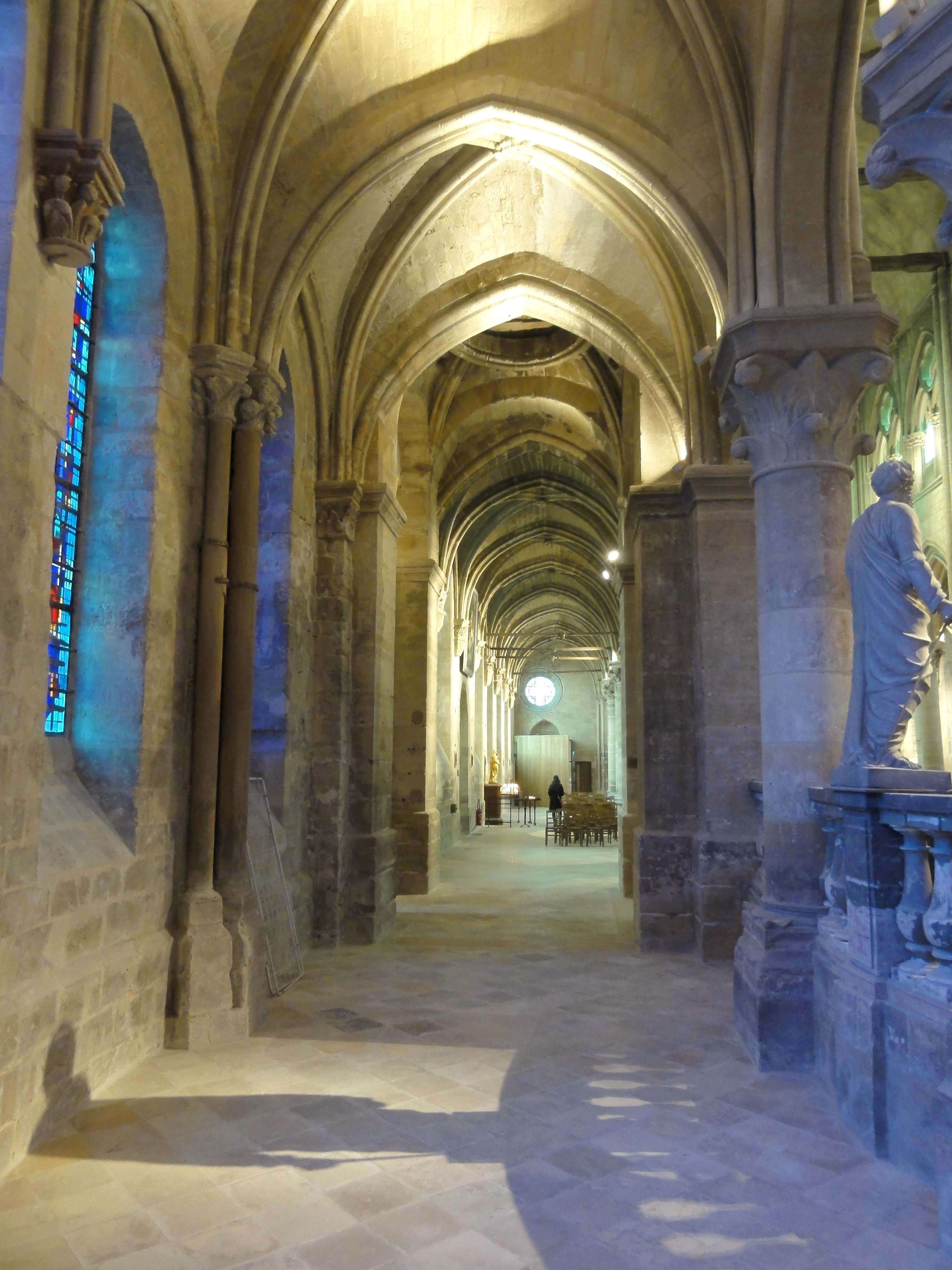
Déambulatoire, vue vers la base du clocher.
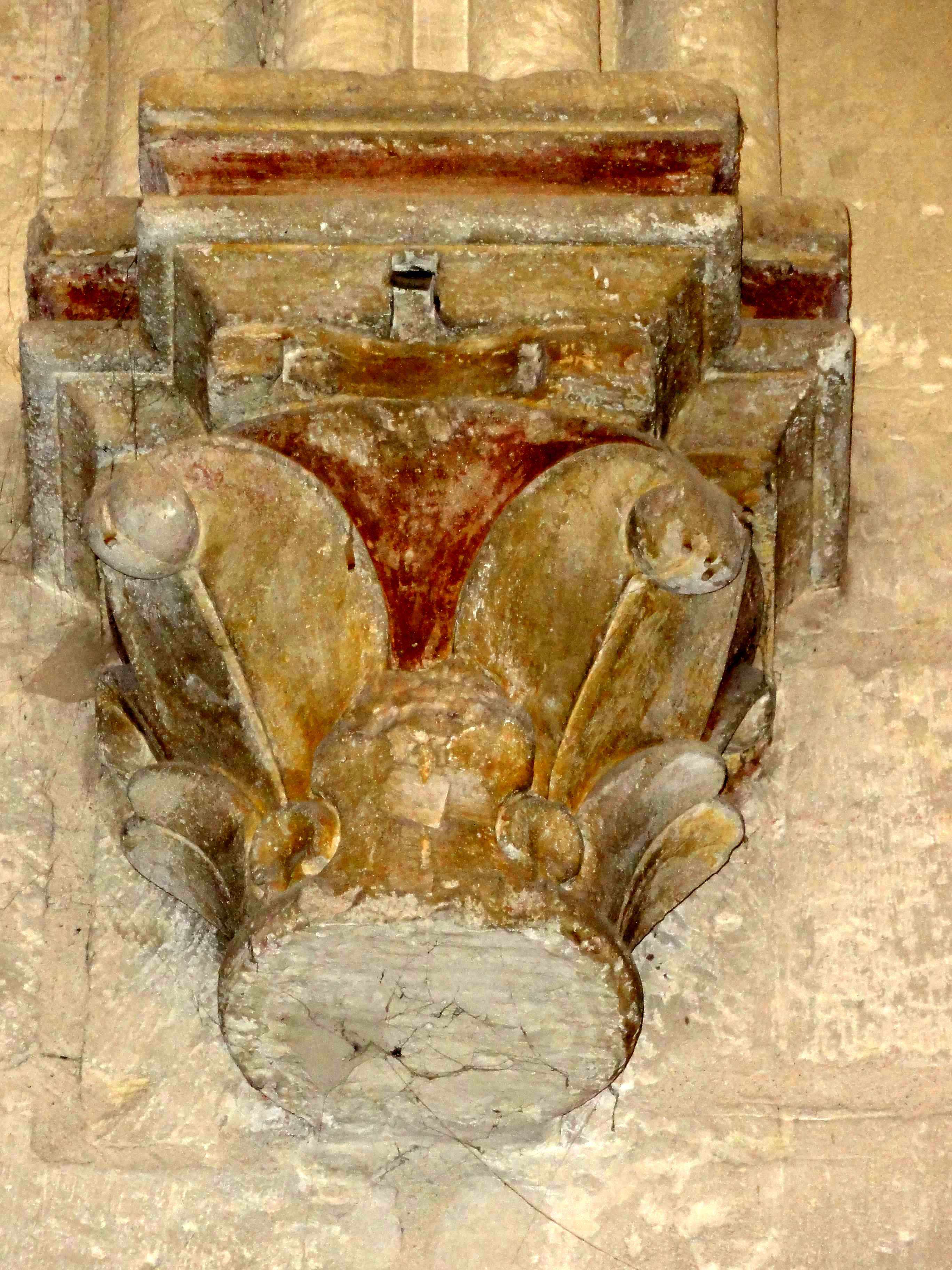
Déambulatoire, chapiteau à ressauts.
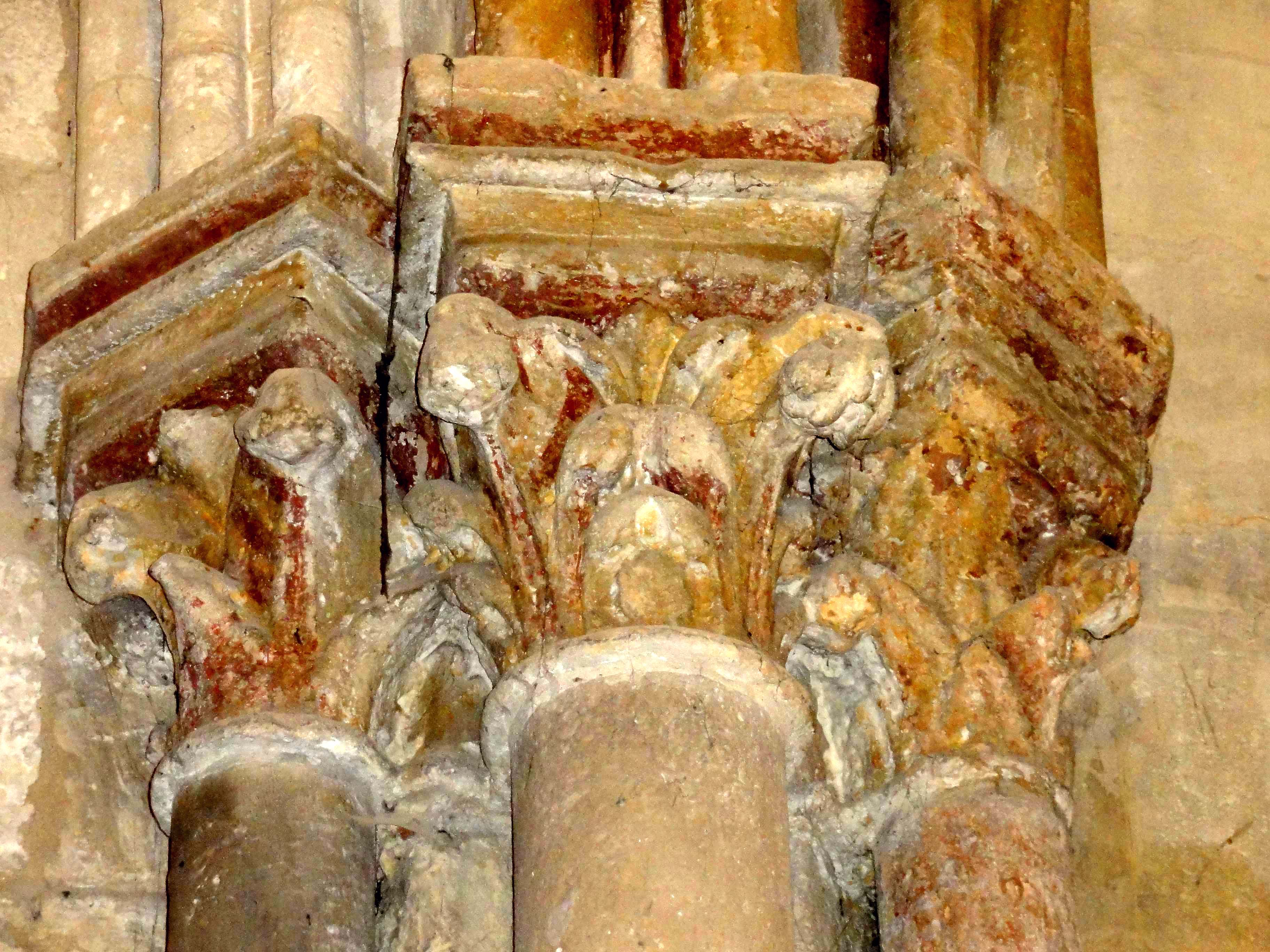
Chapiteaux à la retombée d'un doubleau.

### Extérieur

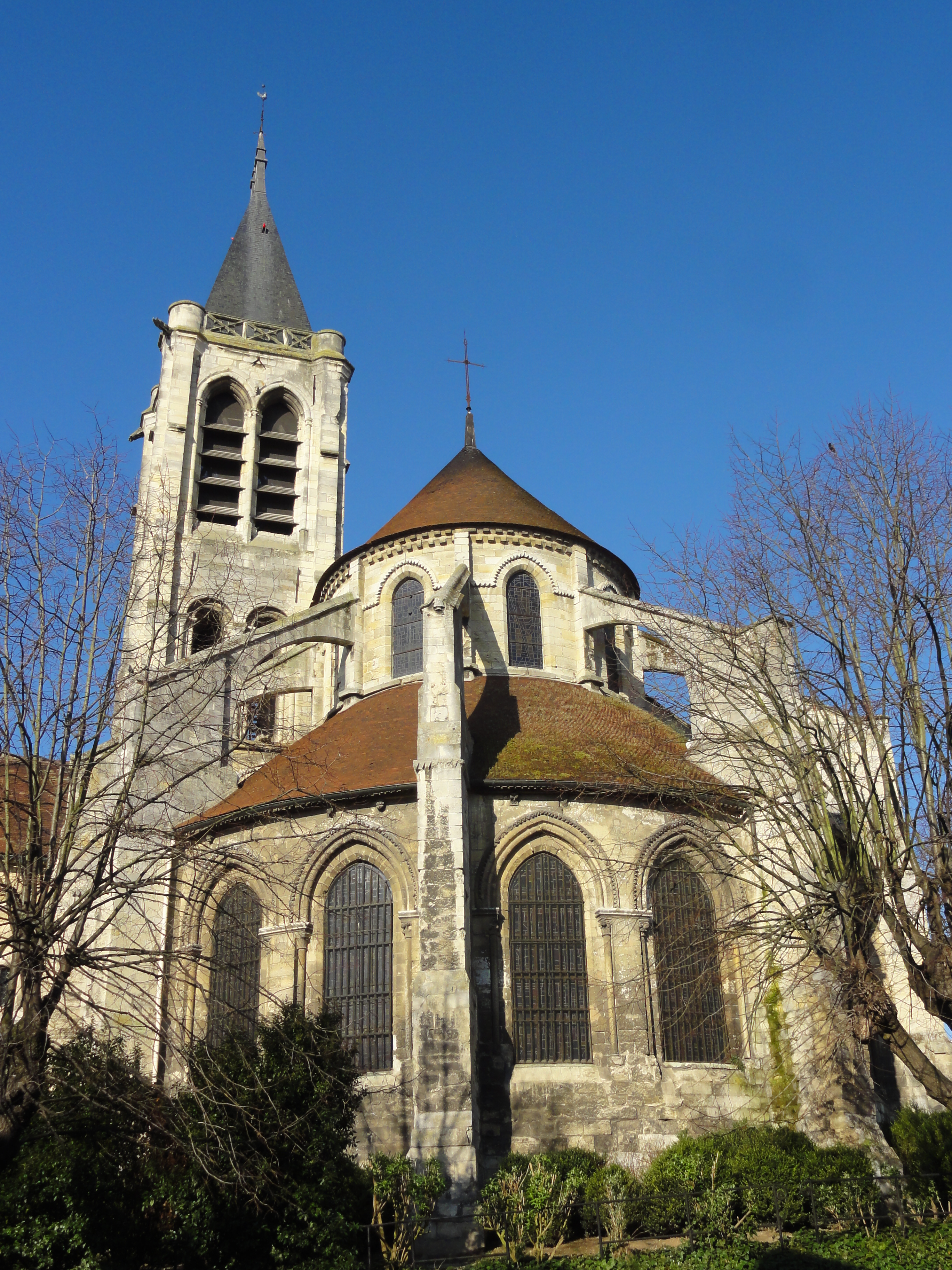
Chevet.

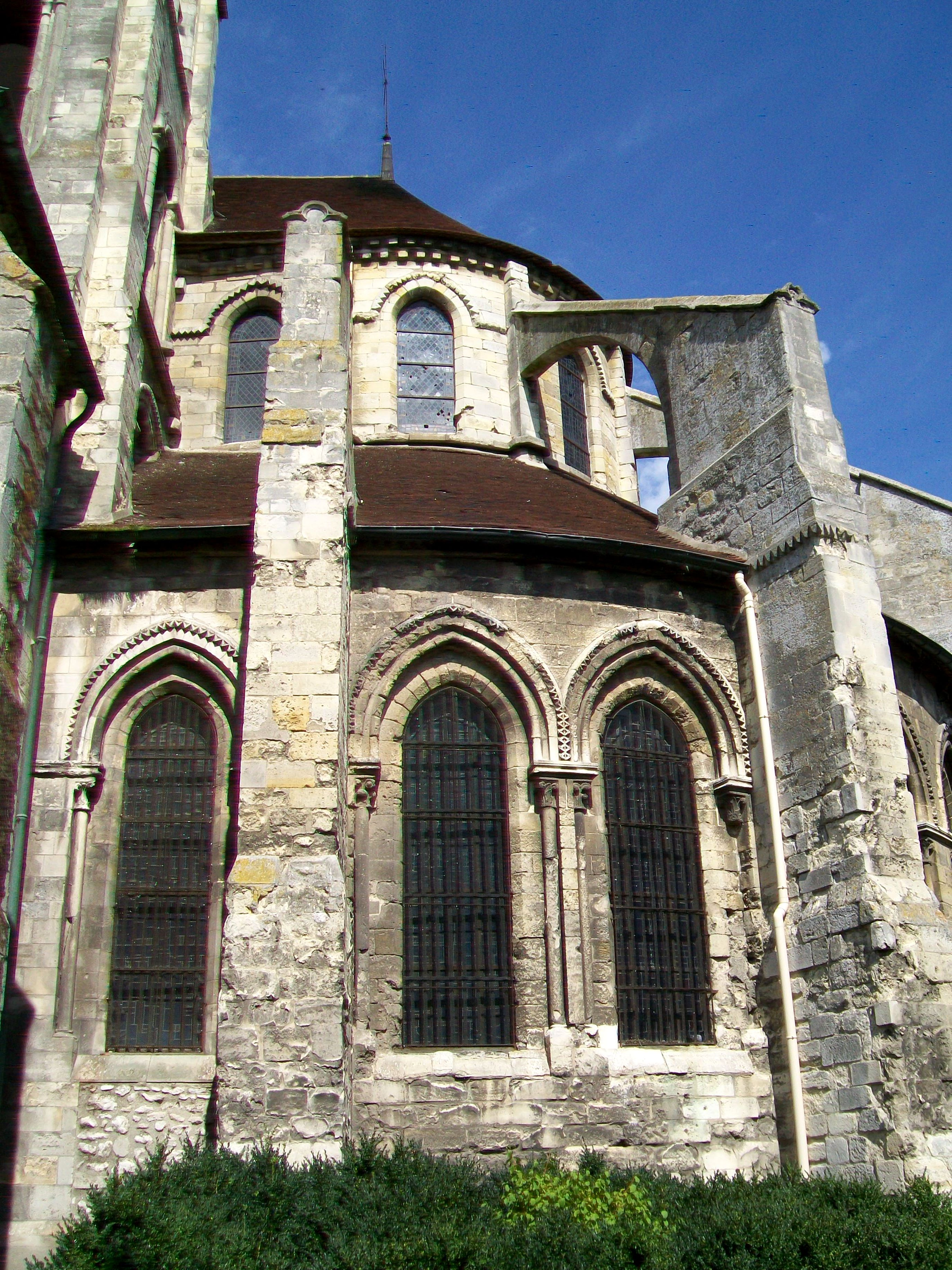
Chœur, côté sud.

La façade occidentale se subdivise en trois segments, correspondant à la nef et ses bas-côtés. La partie centrale se termine par une galerie extérieure à ciel ouvert, du fait que le pignon soit placé en retrait. La galerie relie entre elles la tourelle d'escalier octogonale à droite et l'échauguette également octogonale mais de diamètre plus réduit, à gauche. L'échauguette est coiffée d'une flèche en pierre garnie de crochets, alors que celle de la tourelle est couverte d'ardoise. En dessous, les angles des faces sont ornés de très courts pilastres retombant bientôt sur des têtes sculptées. Le pignon est percé d'un grand et d'un petit oculus. Le segment central de la façade est cantonné de deux contreforts, subdivisés horizontalement tout comme le mur par un larmier, en dessous duquel court une frise de feuillages. La partie supérieure des contreforts est ornée, sur chacune de trois faces, d'une baie en arc brisé stylisé, surmontée par un gâble. Les trois lourdes arcades sur la partie supérieure de la façade datent du XVIIIe siècle : elles ont remplacé une élégante galerie de style gothique, dont l'ornementation des contreforts constitue une réminiscence. En dessous, la quintuple archivolte du portail principal occupe presque toute la largeur du mur et est ornée de cordons de feuillages. La porte est subdivisée par un trumeau central moderne, portant une statue également moderne de saint Pierre. La partie inférieure du tympan est décorée de deux arcs trilobés, alors que la partie supérieure a perdu son décor d'origine. Il arbore par contre une inscription témoignant de la période révolutionnaire et imposée par Maximilien Robespierre : « Le peuple français reconnaît l'existence de l'être suprême et l'immortalité de l'âme ». Les bas-côtés possèdent également des portails, plus étroits, s'inscrivant dans des triples archivoltes, qui sont surmontés par des oculi légèrement désaxés vers le centre de la façade,.
Les murs latéraux de la nef étaient initialement consolidés par des arcs-boutants, supprimés au XVIe siècle et remplacés par des contreforts, un par groupe de deux travées. Les arcs-boutants subsistent par contre autour du chœur. La corniche du XIIIe siècle qui courait en haut des murs latéraux a également disparu, mais a été reconstituée côté sud vers 1880. Au nord, les baies sont encore entourées des moulures d'origine, mais les cordons en dents de scie ne subsistent qu'au-dessus de deux baies côté sud, où l'on trouve également des modillons grotesques. Les baies proches de la façade occidentale ont été remaniées au XVe siècle, et celles proches du clocher portent les traces d'une restauration du XIXe siècle, voulant restituer leur ornementation hypothétique d'origine, sans qu'il soit certain que les colonnettes flanquant désormais les fenêtres existaient au début. Par ailleurs, la cinquième travée du bas-côté sud présente les vestiges d'un ancien portail latéral.
Le chevet en hémicycle, aujourd'hui en partie caché par des arbres, représente un exemple remarquable de l'architecture gothique primitive. Au niveau du déambulatoire, les baies sont géminées du fait de son découpage en segments de cercle, ce qui donne des murs suffisamment longs pour deux baies. Les piédroits sont cantonnés de colonnettes, et l'arcature est ornée d'un tore, d'une gorge et d'un cordon d'étoiles, entrant encore dans le langage stylistique du XIIe siècle. Une corniche en dents de scie apparaît sur les contreforts soutenant en même temps les arcs-boutants à simple volée, alors que les murs sont couronnés par une succession de mascarons. Les fenêtres hautes du chœur sont dépourvues de colonnettes, mais leurs arcatures sont ornées d'un cordon en pointe-de-diamant, qui se poursuit au niveau des impostes. La corniche qui termine le mur se compose de deux rangées de corbeaux, comme sur le chevet de la cathédrale Notre-Dame de Paris.
Le clocher conserve son premier étage d'origine du milieu du XIIe siècle, ajouré de deux baies plein cintre géminées par face, dont les archivoltes s'appuient sur une colonnette commune au centre et sur deux autres colonnettes aux extrémités. Les baies proprement dites sont flanquées de deux colonnettes chacune, et ces sept colonnettes par face sont dotées de chapiteaux de feuilles d'acanthe. Le second étage du clocher a été ajouté au XIIIe siècle. Les deux baies abat-son par face sont en arc brisé, et encadrées par des tores selon la même disposition que les colonnettes au premier étage. En haut du second étage, les contreforts jusque-là de section carrée deviennent octogonaux et se terminent de la façon de tourelles tronquées au niveau de la balustrade moderne qui couronne la tour. La flèche en charpente et couverte d'ardoise est également moderne. L'amorce d'un second clocher faisant face au premier, entrepris à l'époque de la construction de son second étage, est visible au nord, à l'emplacement de la sacristie. Il semble avoir été prévu dès le départ, puisque la première travée du déambulatoire nord ne comporte pas de fenêtres.

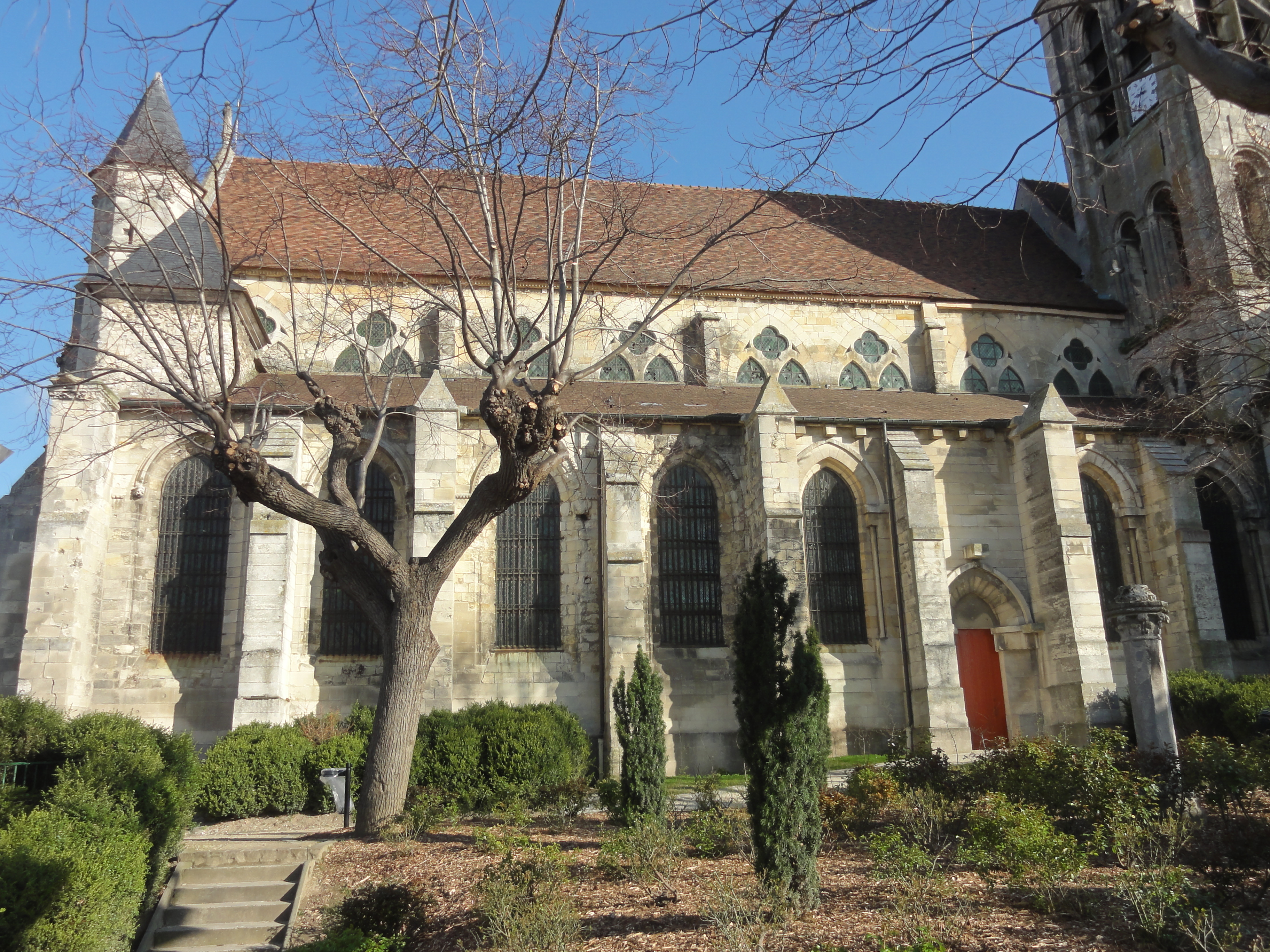
Nef et bas-côté sud, vue en élévation.
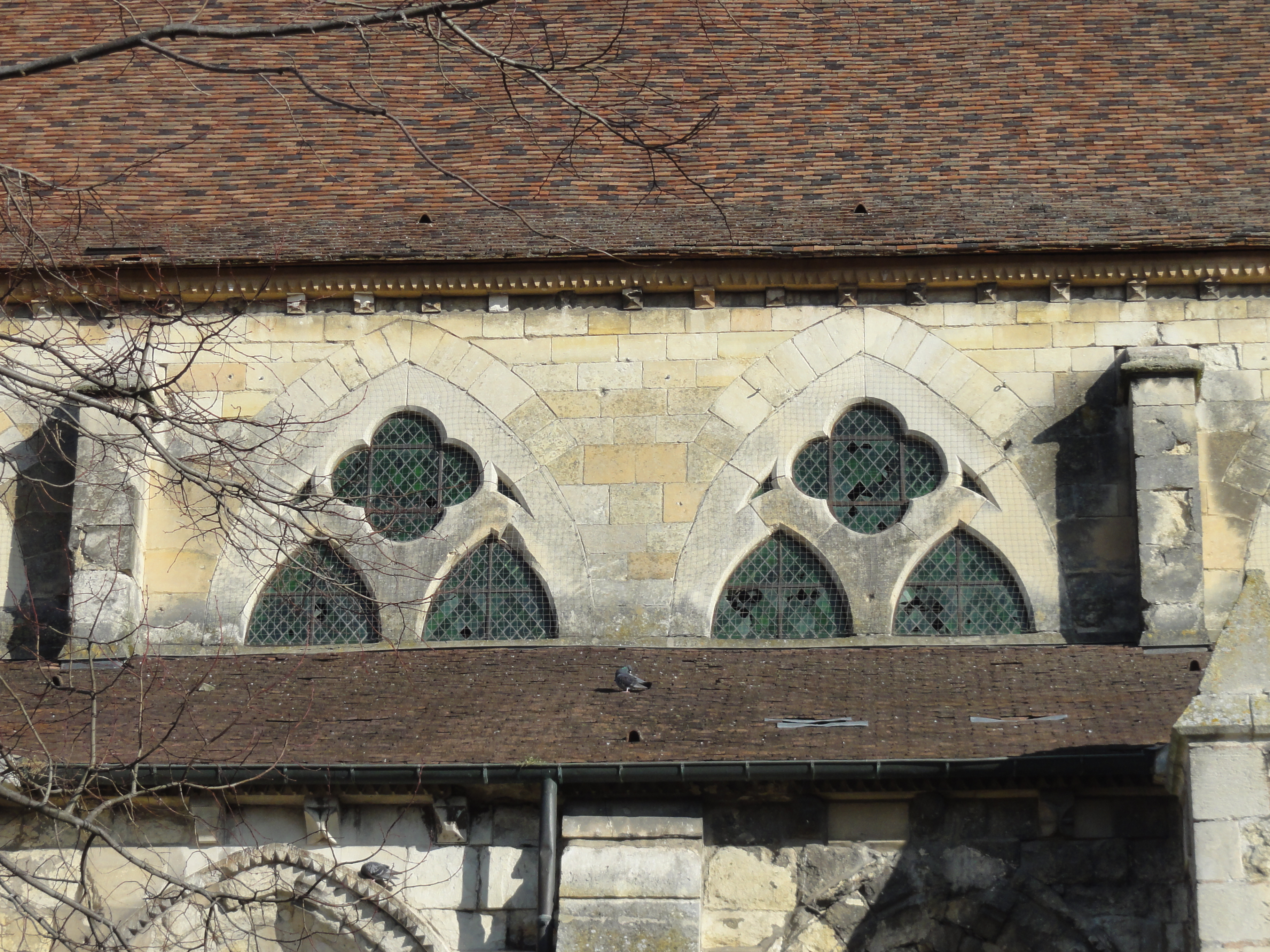
Nef, 2e travée, fenêtres hautes côté sud.
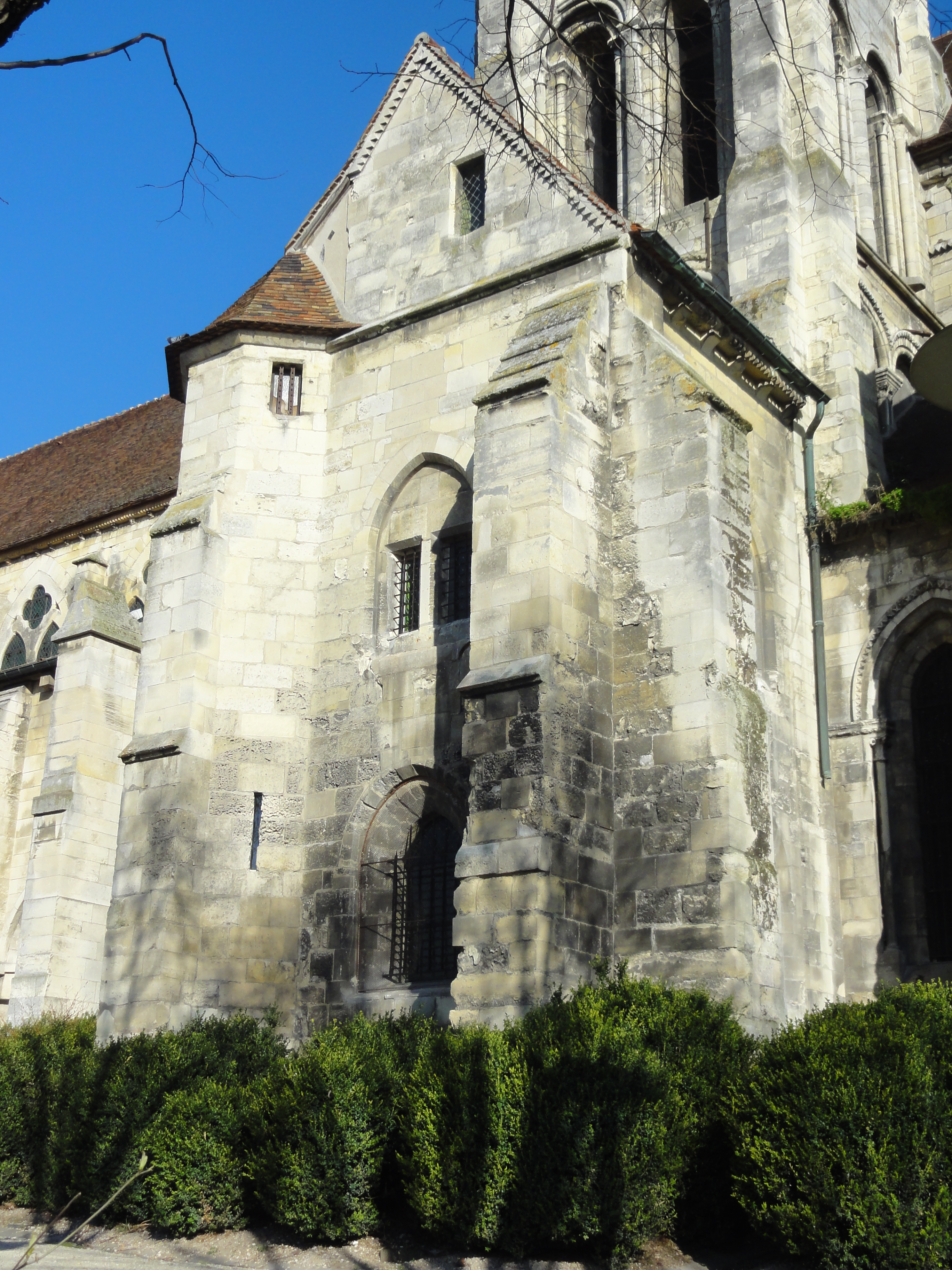
Sacristie et ancien trésor, vue depuis le sud-est.
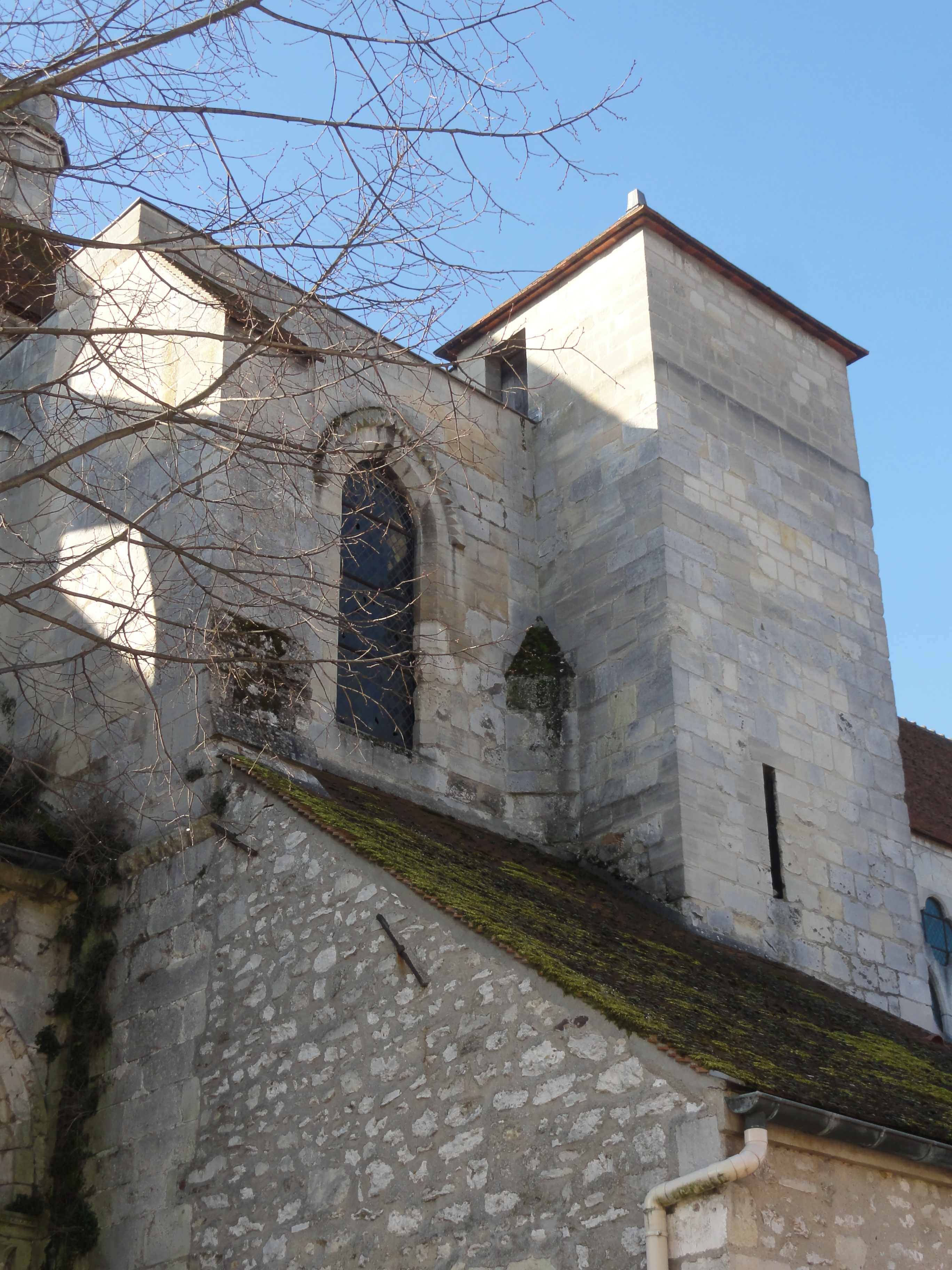
Clocher inachevé au nord, vue depuis le nord-est.
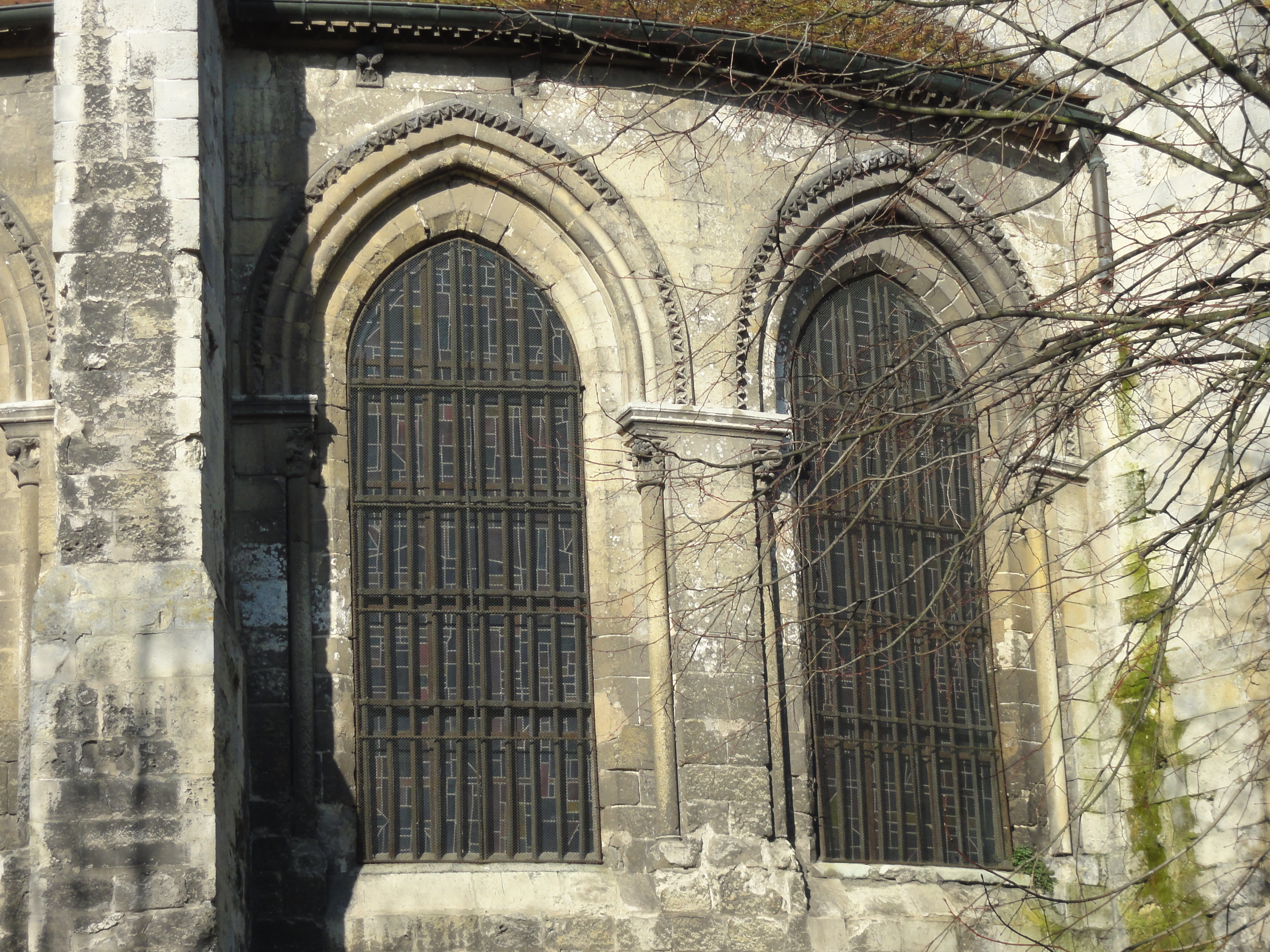
Déambulatoire, fenêtres au sud-est.
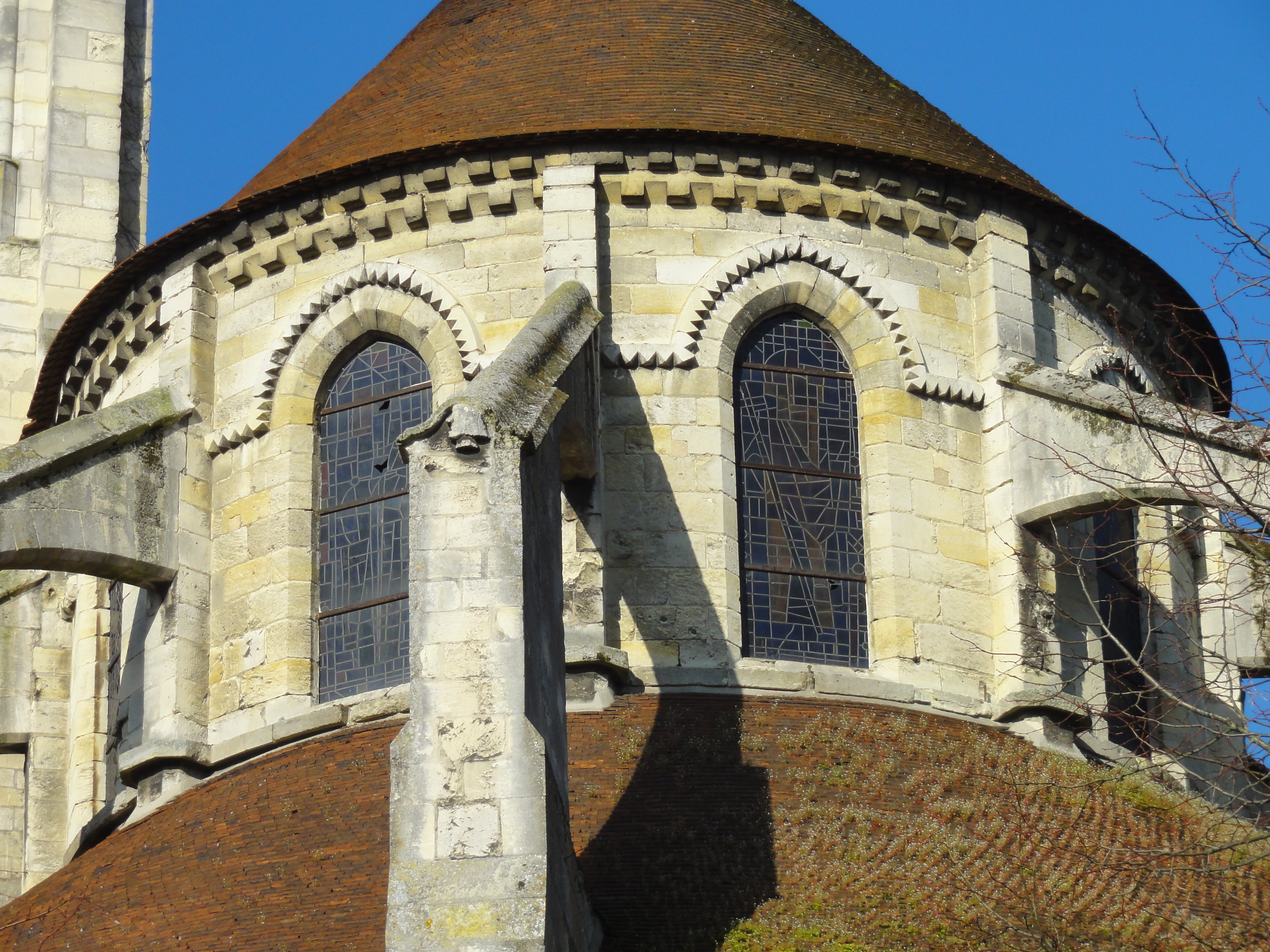
Chœur, parties hautes.

## Mobilier
Parmi le mobilier de l'église, six éléments ou ensembles sont classés monuments historiques au titre des objets, ou, dans le cas du buffet d'orgue, au titre immeuble avec l'église, par liste de 1862. Également classées sont trois chapes en soie, qui ont été confectionnées par maître Colombier en 1668. Elles sont brodées de scènes de la vie de saint Pierre et décorées d'orfrois. Classées en 1908, elles ont bénéficié d'une restauration en 1992.

### Buffet d'orgue

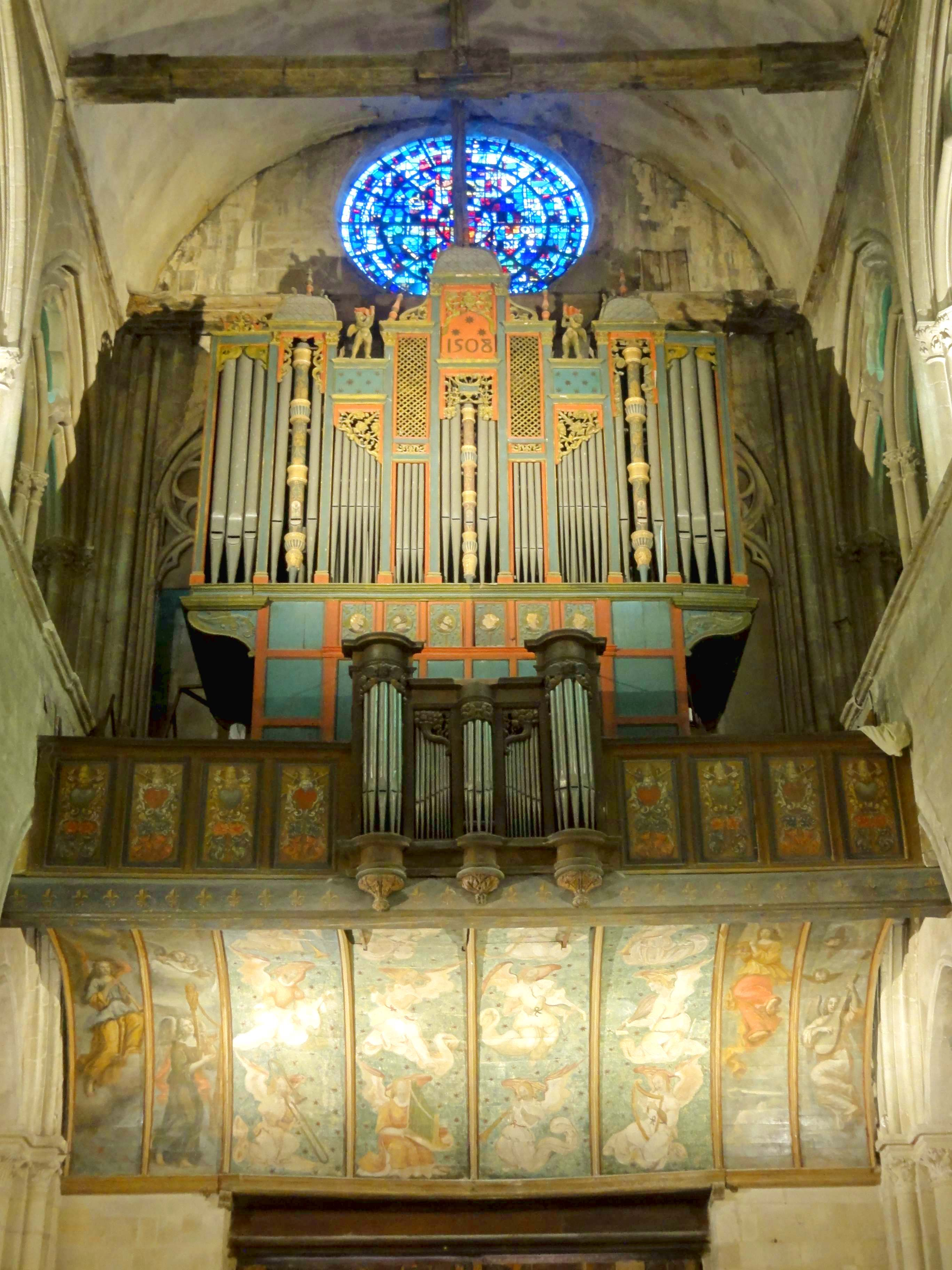
Orgue de tribune.

Le buffet d'orgue de 1508 est plat, conformément à l'usage à l'époque. Il se compose de trois tourelles quadrangulaires couronnées de dômes, qui sont flanquées de plates-faces des deux côtés. Dans les tourelles, le tuyau central conserve son riche décor polychrome de 1508. Les autres tuyaux étaient primitivement dorés. Avant et surtout, le buffet et sa tribune constituent une œuvre de menuiserie, d'ébénisterie et d'arts décoratifs remarquable. Le soubassement de l'instrument arbore six cadres où sont sculptées des têtes en profil (il pourrait s'agir des effigies des donateurs). L'encorbellement de la tribune d'orgue est garni d'un lambris galbé en demi-cintre, et subdivisé en quatre étroits et quatre larges panneaux, qui sont peints d'anges musiciens et autres motifs. La facture évoque les dais d'autel de Berville et Commeny. À l'origine, il n'y avait que les quatre larges panneaux. Chacun est peint de trois anges, sur fond de ciel étoilé, jouant de différents instruments de musique : trompette, sacqueboute, cromorne, flûte traversière et à bec, viole, orgue portatif, luth, harpe, triangle, peints par l'artiste parisien Antoine Félix. Les quatre autres panneaux furent ajoutés en 1680, et peints de motifs similaires. C'est également en 1680 que l'on ajouta le positif au milieu de la balustrade, et les huit panneaux peints de motifs décoratifs qui constituent le garde-corps. Ils reposent sur une poutre maîtresse parsemée de fleurs de lys. Selon Dominique Foussard, les peintures « constituent un splendide témoignage de la fin du XVe ou le début du XVIe siècle [sic], mais aussi une extraordinaire source de documentation sur les instruments de musique de cette époque ». Le mécanisme ancien a été enlevé en 1841. Un nouvel instrument de John Albert Abbey, facteur d'orgues à Versailles, est installé en 1889. C'est un instrument symphonique de facture romantique. Entre 1913 et 1995, l'instrument a été tenu par la même organiste, Mlle Meunier, qui fut l'organiste française avec la plus grande longévité au même poste,,.

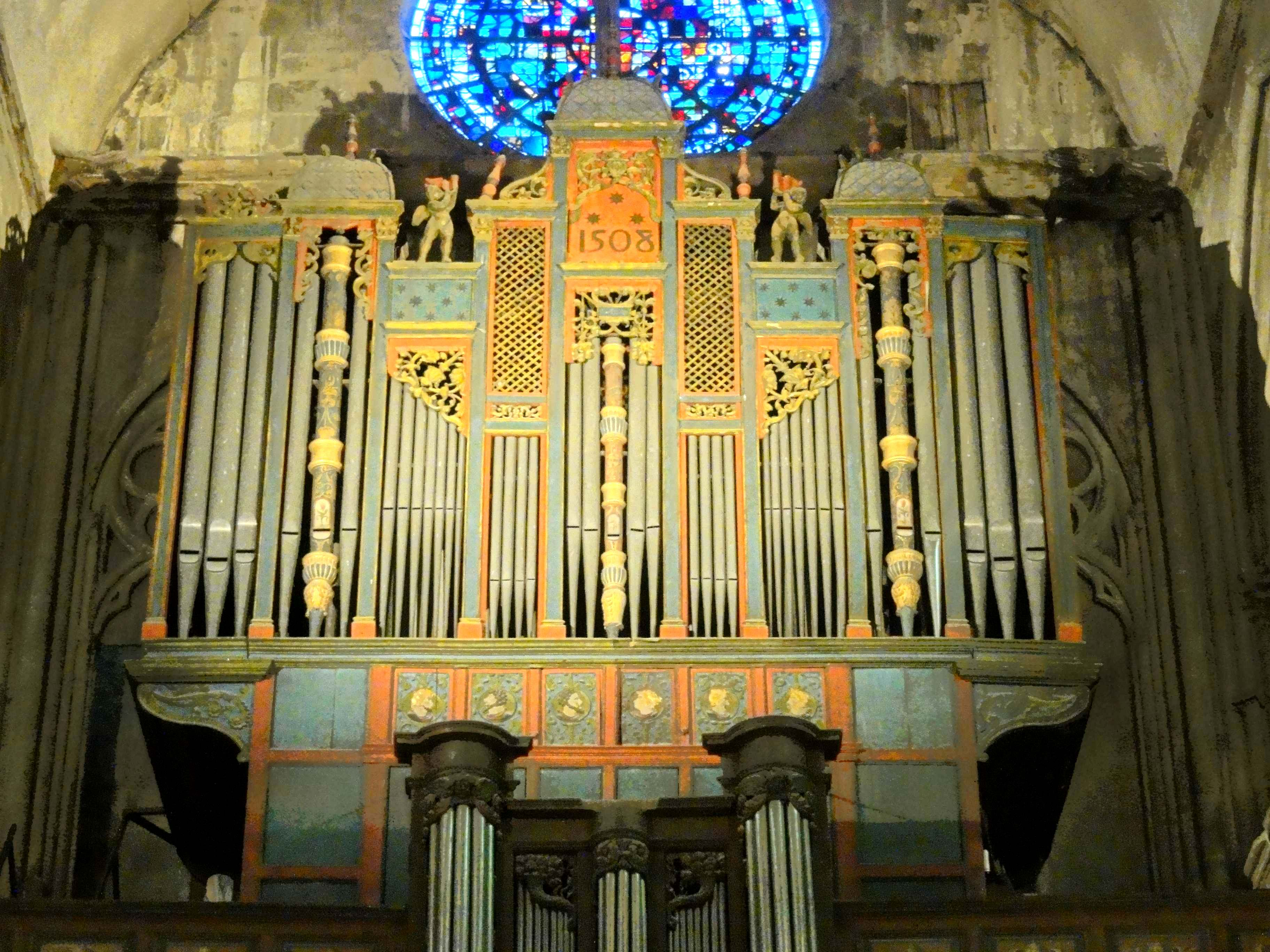
Orgue de tribune.
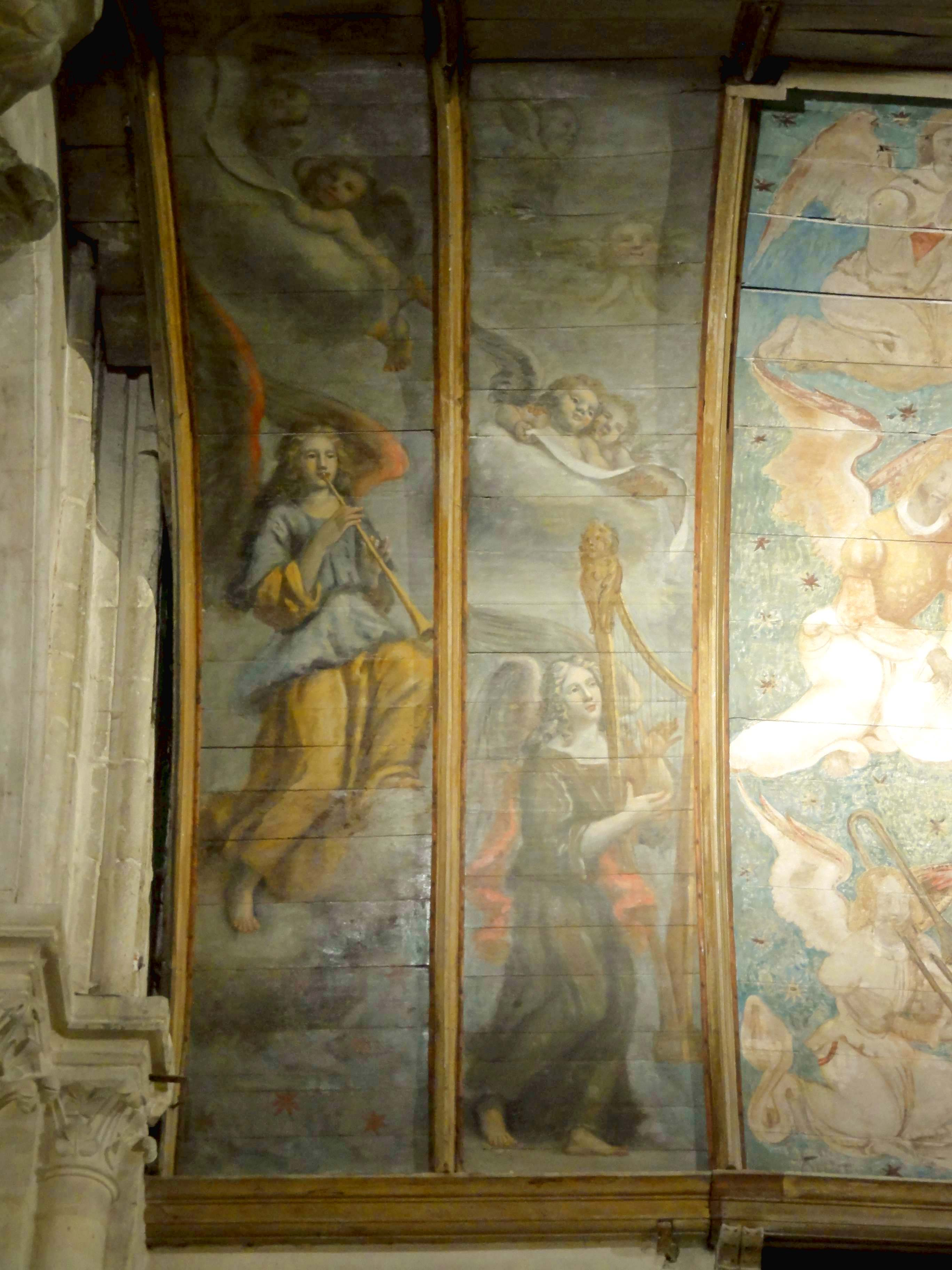
Panneaux de 1680 (gauche).
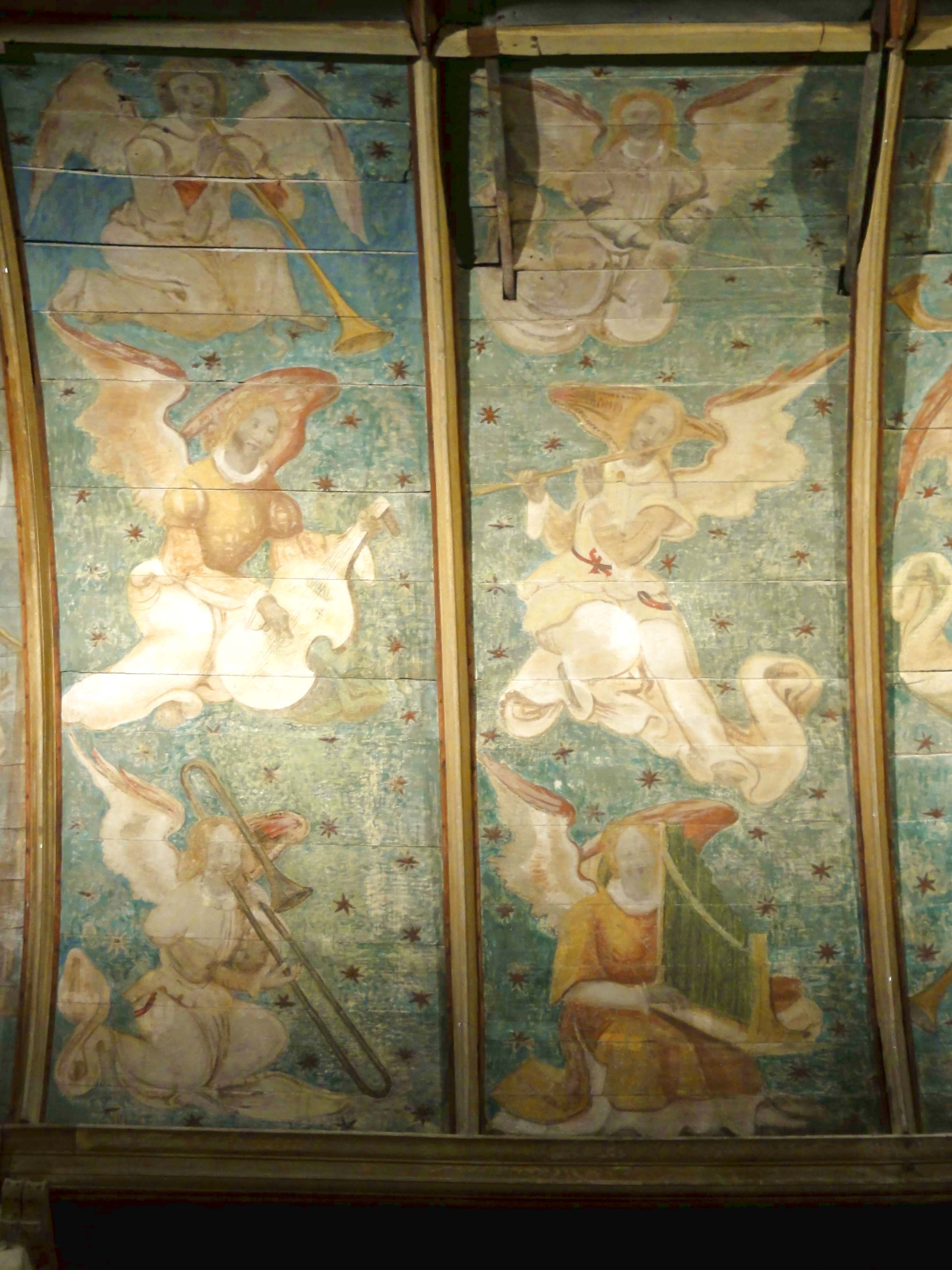
Panneaux de 1508 (gauche).
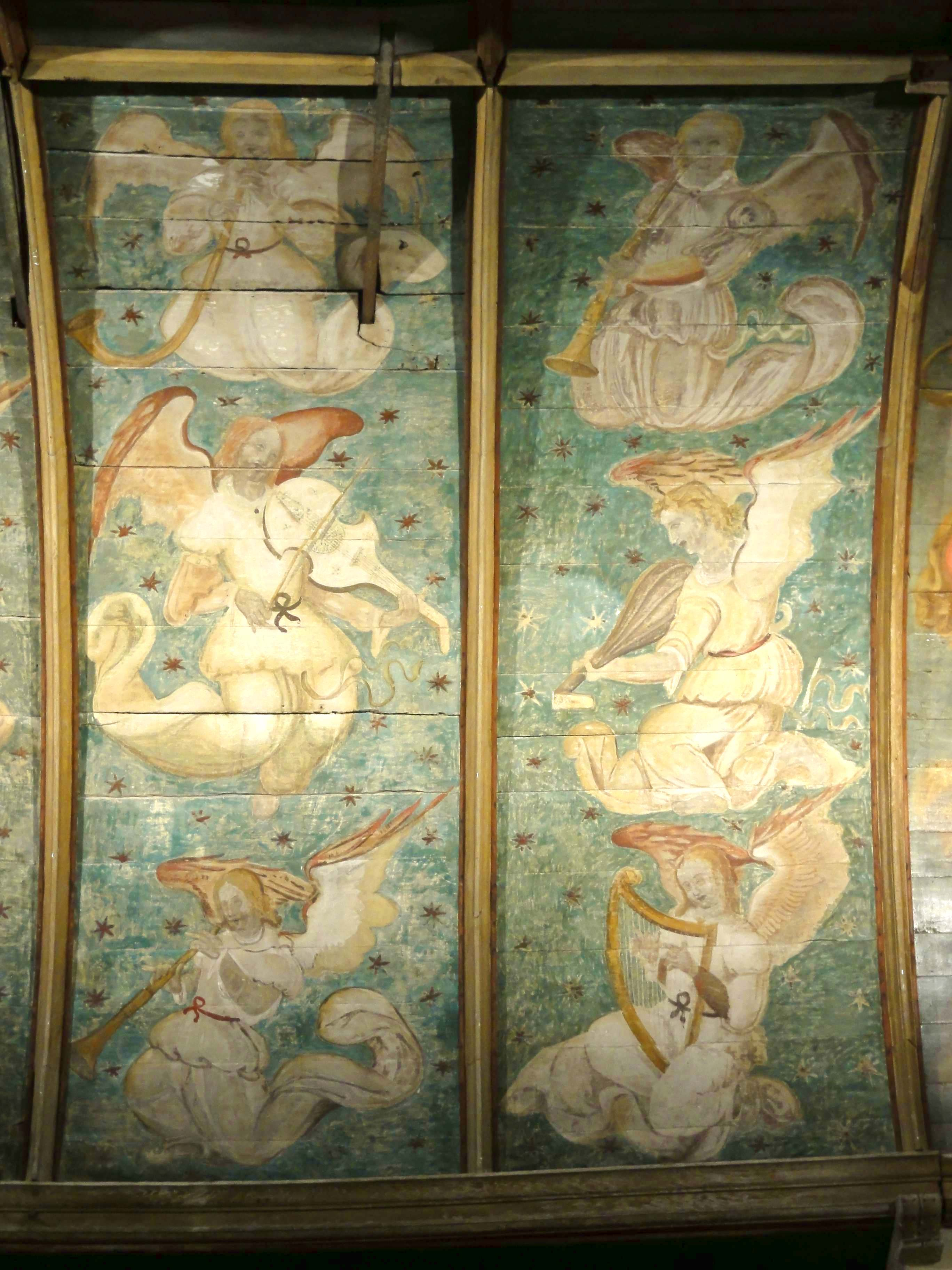
Panneaux de 1508 (droite).
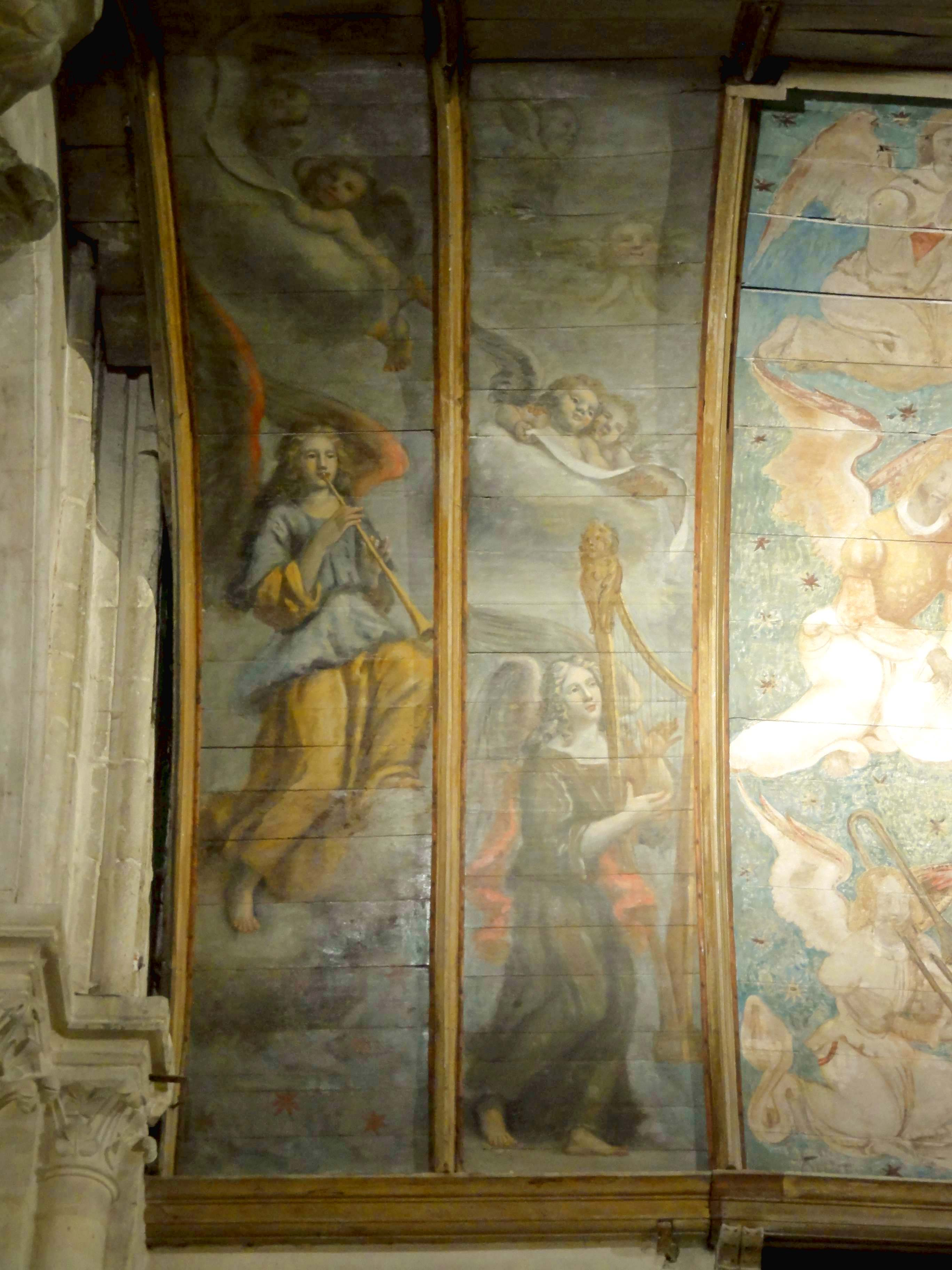
Panneaux de 1680 (droite).
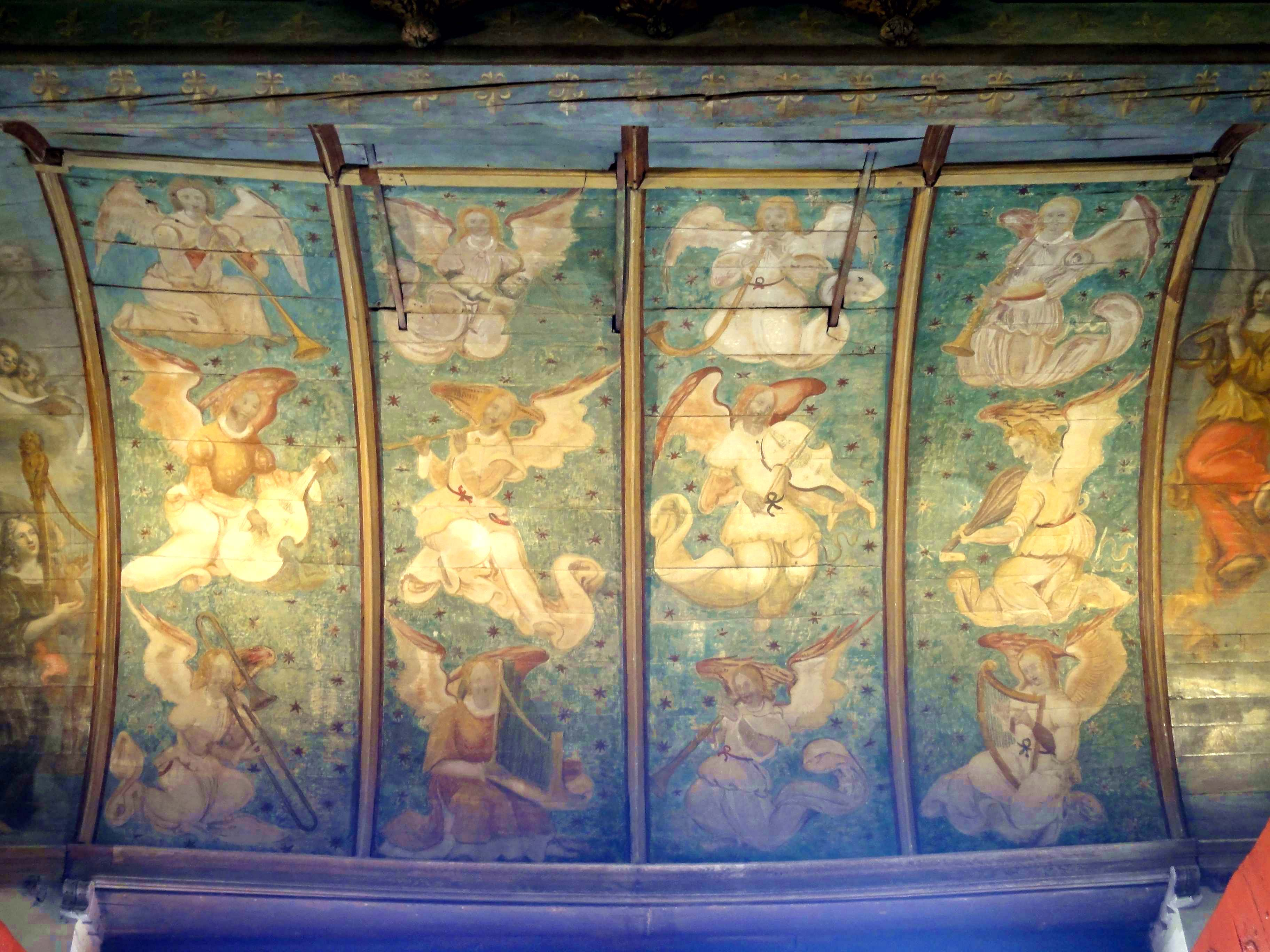
Panneaux de 1508.

### Peinture

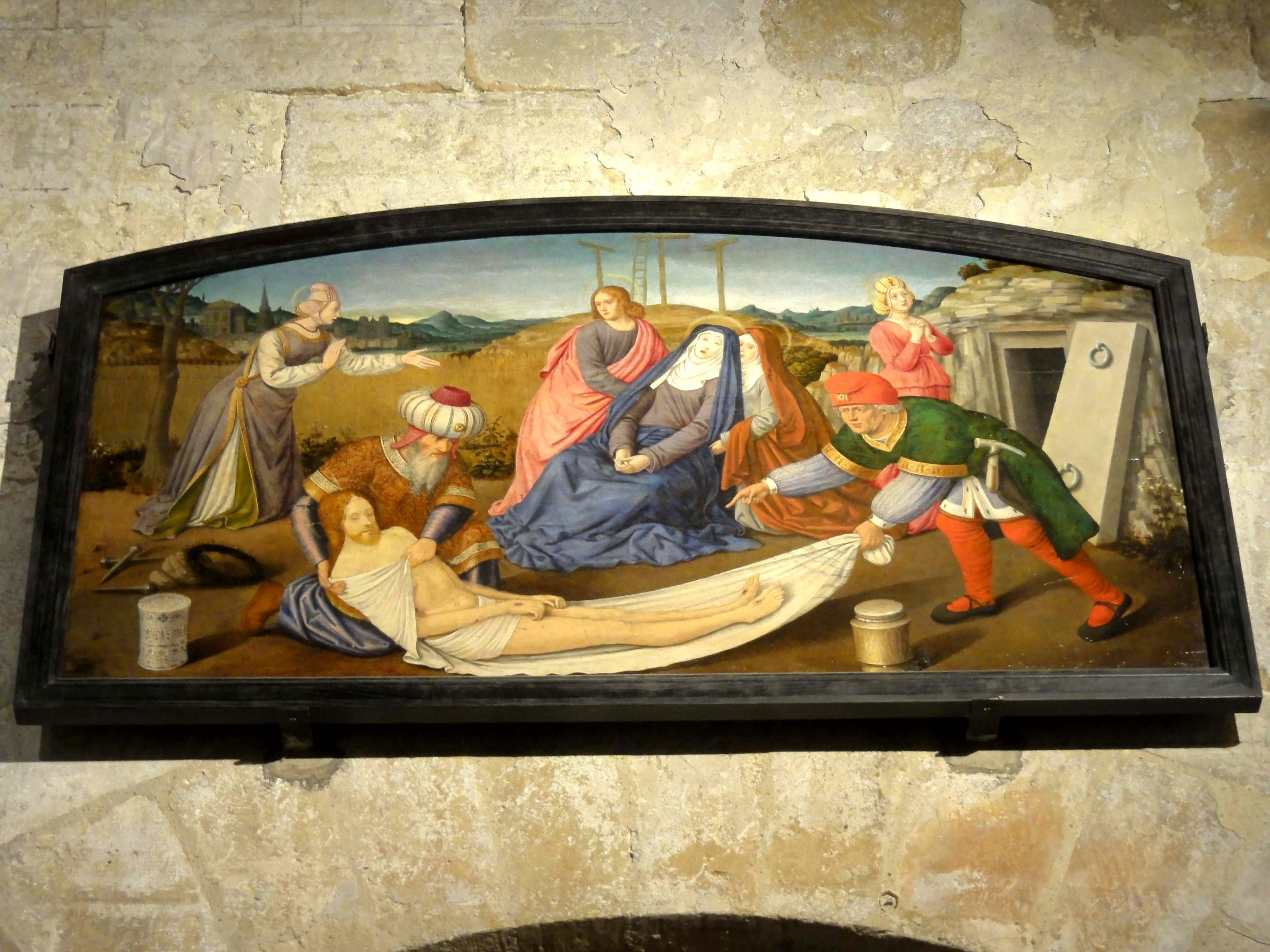
Mise au tombeau.

Le tableau représentant la Mise au tombeau, peint à l'huile sur bois, mesure 150 cm de largeur pour 79 cm de hauteur. Il a été peint en 1521 par un artiste peintre de l'entourage de Jean Bourdichon. Au premier plan, le corps du Christ mort est étalé sur un drap blanc, que Joseph d'Arimathie et Nicodème s'apprêtent à soulever, pour le transporter dans le tombeau ouvert, que l'on voit à droite : c'est une cave taillée dans le flanc d'une colline, que l'on peut fermer par une dalle de pierre. Au milieu de la scène, la Vierge Marie, habillée à la manière d'une religieuse, est proche de l'évanouissement, et retenue par sainte Marie-Madeleine, également vêtue d'un costume de religieuse. De l'autre côté, se tient saint Jean, soucieux de consoler la Vierge, tandis que son regarde se porte vers la tête de Jésus. Les deux Saintes Femmes se tiennent un peu à l'écart, l'une à gauche, et l'autre à droite : la première semble donner des instructions soulignées par des gestes, et l'autre attend à l'entrée du tombeau, les mains jointes pour la prière. À l'arrière-plan, l'on aperçoit la silhouette de la ville de Jérusalem, à gauche, et le Golgotha où se dressent encore les trois crucifix, au milieu. Au revers du panneau, il y a une inscription « la capelle du Petit-Bourbon par Alber 1521 » (ou 1527 ?). Il s'agit vraisemblablement d'une référence à Albert Dürer, qui n'est évidemment pas l'auteur du tableau. On peut l'attribuer à l'atelier tourangeau de Jean Bourdichon, qui est aujourd'hui davantage connu pour ses enluminures. L'œuvre est commentée de la manière suivante par les rédacteurs de l'Inventaire général du patrimoine culturel : « La mise en scène particulièrement élaborée et équilibrée, le soin minutieux apporté à tous les détails corroborent en effet une attribution à l'un des meilleurs ateliers français de la fin du Moyen Âge. Pour l'iconographie, l'influence des Mystères et des drames liturgiques est confirmée par les gestes de Joseph d'Arimathie et de l'une des Saintes Femmes, l'un pointant le doigt sur le corps du Christ, l'autre désignant la Vierge évanouie ». Le tableau est classé depuis février 1927, et a été restauré en 2007 par F. Adam,.
Le tableau représentant la Descente de croix est peint à l'huile sur toile. Il mesure 120 cm de hauteur pour 100 cm de largeur, et constitue une réplique ou copie du XVIIe siècle d'une œuvre de Charles Le Brun (24 février 1619 - 12 février 1690), qui est conservé dans un musée de Prague. Une autre version du même sujet existe au musée de Rennes. Le classement est intervenu en juin 1969.
Le tableau représentant la Pietà ou Vierge de Pitié est peint à l'huile sur toile. Il mesure 200 cm de hauteur pour 180 cm de largeur, et constitue une copie du XVIIe siècle d'une œuvre originale d'Annibale Carracci (1560-1609) conservée au musée Capodimonte de Naples. Le classement est intervenu en mars 1966.
|  |  |

### Cloches
L'une des cloches de l'église Saint-Nicolas, démolie en 1793, est sauvegardée dans un premier temps, et montée dans le beffroi de l'église Saint-Pierre. Elle date de 1646. Le baron Ferdinand de Guilhermy a relevé l'inscription qu'elle porte : « I'AY ESTE BENISTE PAR MRE BERTRAND HVET PBRE CVRE DE ST NICOLAS DE GONNESSE MRE LOVIS GIRARD CHEVALIER CONER DV ROY EN SES CONSEILS ET DIRECTION DE SES FINANCES MRE DES REQTES ORRE DE LHOSTEL PROR GENL DE SA MAIESTE EN SA CHAMBRE DES COMPTES SEIGR DE VILLETANEVZE ET DESPINAY SVR SEYNE ET DAME MARIE DE FELISSAN VEVFVE DE MRE CLAVDE MALLIE EN SON VIVANT CONER DV ROY EN SES CONSEILS INTENDANT ET CONTROLEVR DE SES FINANCES SEIGR DE HOVZAY ET NOMMEE MARIE 1646 / IEAN PROVIN MARCHANT ET LABOVREVR DEMNT ET NATIF DE LA DICTE PAROISSE MARGER / ME DIDIER TISSERANT HVISSIER A CHEVAL DV ROY NOSTRE SIRE EN SON CHASTELET DE PARIS / TOBIE DE LA PAIX & NICOLAS CHAPELLE MONT FAICTE ». En 1886, la cloche est refondue, et trois nouvelles cloches répondant aux noms de « Claire », « Jeanne Marguerite » et « Louis Dugele » sont installées. C'est donc par erreur que la cloche « Marie » est classée aux monuments historiques presque soixante ans après sa disparition en avril 1944,.
La plus grosse cloche, le bourdon, est la dernière cloche antérieure à la Révolution qui subsiste aujourd'hui dans le clocher de Saint-Pierre-Saint-Paul. Elle est fondue en 1682 à partir d'une cloche nommée « Côme », et baptisée « Michel » par Mre Jean Domont, docteur en Sorbonne, curé de Saint-Pierre de Gonesse, assisté par les marguillers. Elle porte l'inscription suivante : « + COSMAS OLIM AD CO…ORVM TVTAMEN NVNC AD MAIOREM GONNESSII TVTELAM MICAEL VOCOR DEO DICATA A M. IOANNE DOMONT DOCTORE AC SOCIO SORBONNICO EIVSDEM POROECIÆ RECTORE MATRICVLARIIS / SEBASTIANO DE LIONS AC RENATO MANEVSE / ANNO R. S. H. 1682 MENSE OCTOBRI / + N. CHAPELLE E.I. GILLOT & F. MOREAV MONT FAICT ». Les fondeurs sont les mêmes qui signent le bourdon de Notre-Dame-de-Paris en 1685,.